# Renaissance romaine

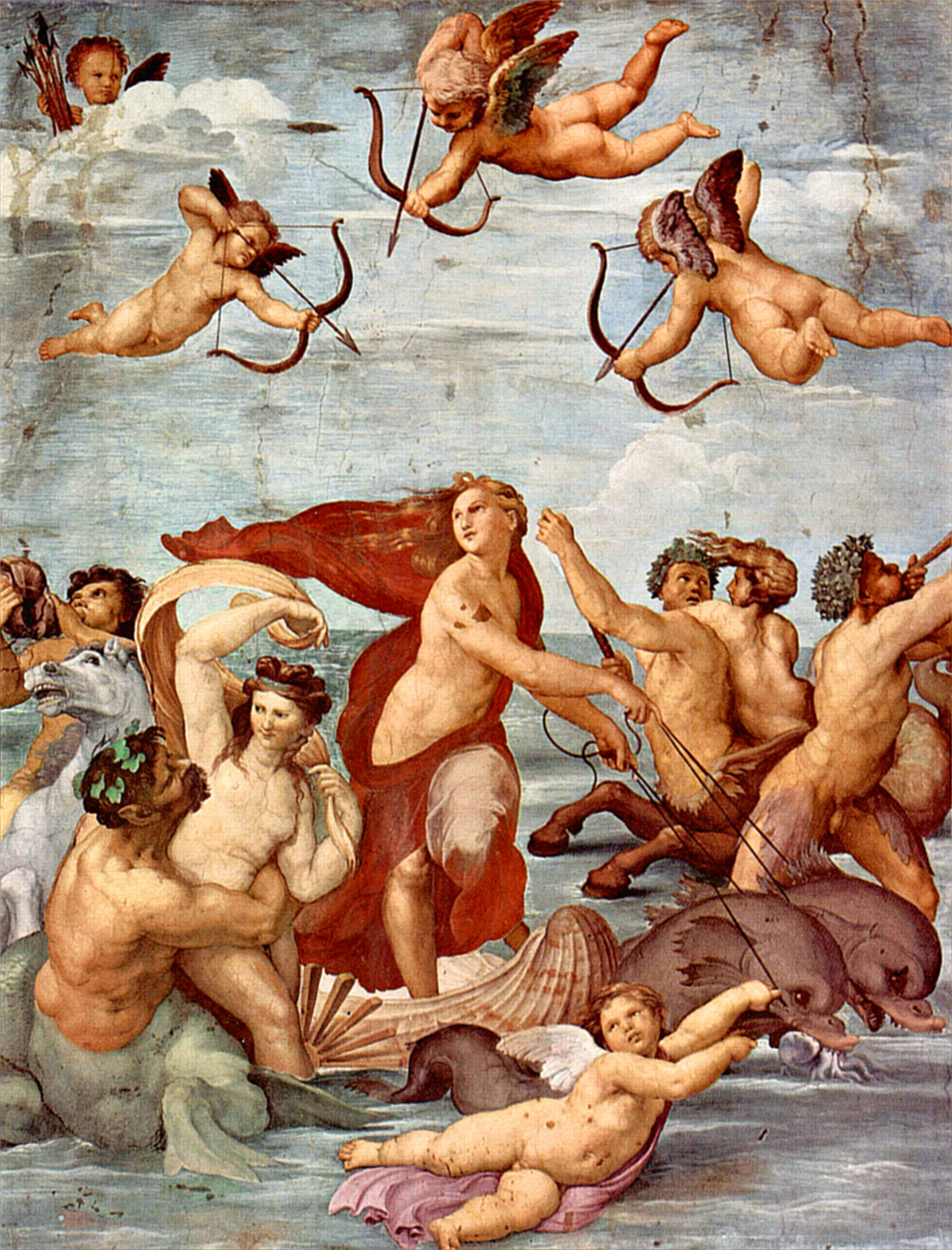
Raphaël, Le Triomphe de Galatée.

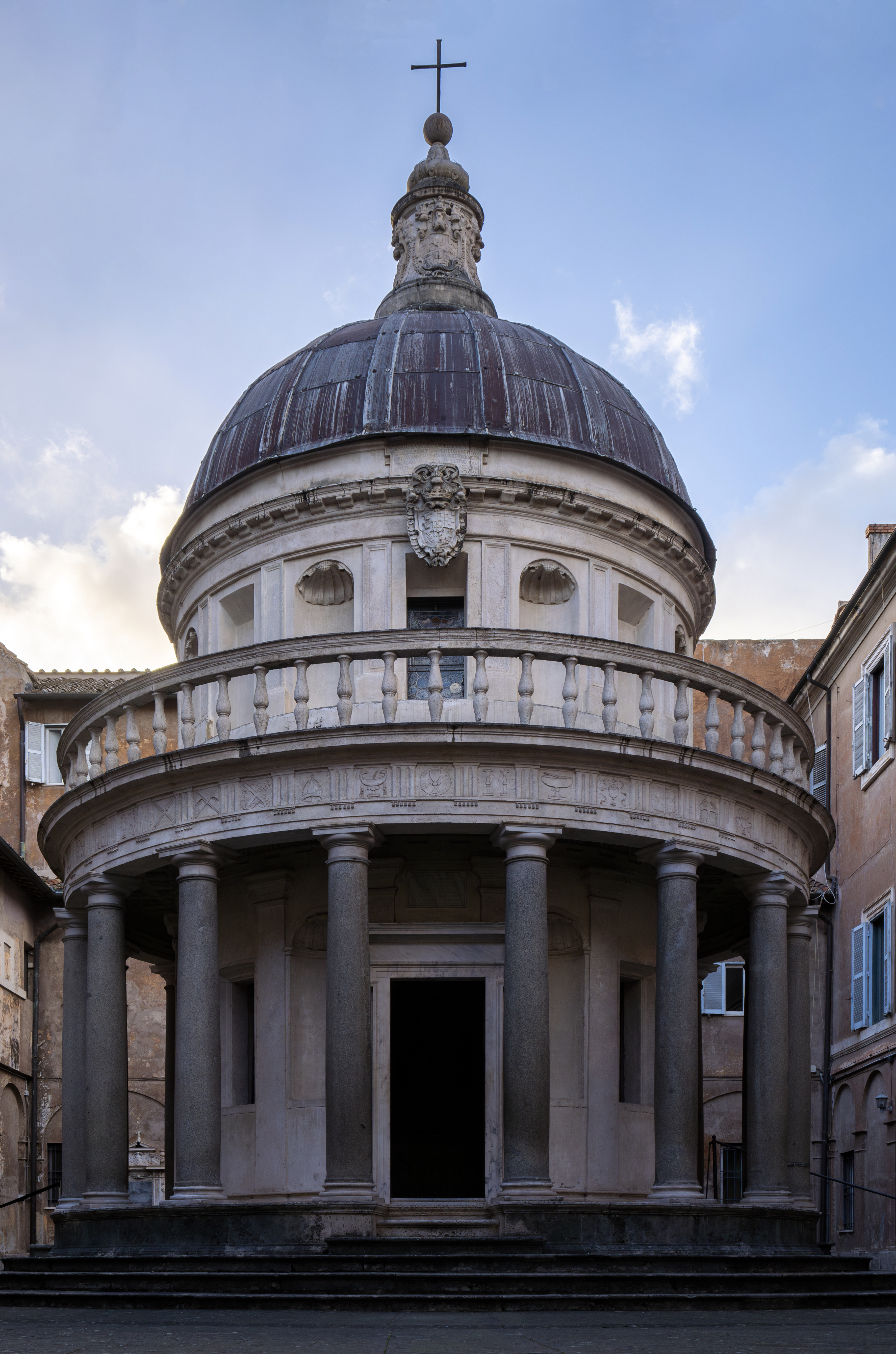
Tempietto de Bramante.

La Renaissance romaine commence à Rome dans les années 1440 et connait son apogée entre 1508 et 1520 en peinture, en sculpture et en architecture, lorsque la cité papale est le lieu de production artistique le plus important de tout le continent, avec la présence de maîtres qui ont laissé une marque indélébile sur l’art figuratif occidental, comme Michel-Ange et Raphaël, en réalisant un certain nombre d'œuvres et en projetant des ouvrages qui condensent les traits essentiels de la version moderne du « classicisme ».
Pendant toute cette période, la production artistique n'y est presque jamais le fait d’artistes locaux, mais celle d’artistes étrangers qui trouvent un terrain prospère à leurs ambitions et dont les compétences sont utilisées pour la réalisations de commandes importantes.
Le pouvoir romain par rapport aux autres cours et états italiens à pour ambition d'affirmer une autorité spirituelle et religieuse et dans le domaine temporel une puissance politique en qualité de suzerain de territoires. Alors que les états du nord de la péninsule comme Ferrare, Florence, Milan et Venise entre-autres voient leurs écoles de peinture et de statuaire se développer, leurs églises et palais se multiplier, leurs cercles de lettrés et de savants s'élargir, Rome ne sécrète aucun artiste majeur, ne livre aucune spéculation philosophique et ne tire aucun savoir critique de ses monuments antiques.
C'est le pape Martin V qui en 1420 jette les bases de la renaissance à Rome. Son objectif est de redonner à la cité son lustre, adoptant le langage de l'antiquité, se drapant dans son ancienne grandeur impériale. la ville commence alors à être le pôle d'attraction pour les artistes souhaitant étudier le classicisme de ses ruines comme les Florentins Brunelleschi et Donatello qui se rendent à Rome et y retournent plusieurs fois pour trouver l'inspiration comme Leon Battista Alberti en 1431 pour observer et analyser les monuments antiques avec l'œil de l'architecte.
De nombreux travaux sont lancés en vue du jubilé de 1450 et les revenus garantis par les célébrations permettent d'attirer dans la ville un grand nombre d'artistes comme Vivarini, les ombriens Bartolomeo di Tommaso da Foligno et Benedetto Bonfigli, les toscans Andrea del Castagno et Piero della Francesca.
Avec Sixte IV débute la reconstruction et la décoration de la chapelle palatine du Vatican (chapelle Sixtine) avec Le Pérugin, Sandro Botticelli, Domenico Ghirlandaio et Cosimo Rosselli. Le premier séjour du jeune Michel-Ange à Rome a lieu sous le pontificat d'Alexandre VI. Jules II (1503) reprend les projets de rénovation en appelant des artistes comme Bramante, Michel-Ange et Raphaël.
Le bref pontificat d'Adrien VI marque l'arrêt de toute l’activité artistique. La mort de Raphaël et un fléau qui ravage la ville tout au long de l'année 1523 provoquent le départ des meilleurs artistes. Clément VII reprend les travaux dans les palais papaux et Parmigianino et Rosso Fiorentino satisfont les goûts des clients les plus avant-gardistes.
Le sac de Rome est vécu comme la fin d'une époque avec les départs précipités de peintres et de sculpteurs qui choisissent des cités et des cours plus propices à leur travail et est lu comme un signe de l'avènement prochain de l'Antéchrist. Au bout de quelques années des artistes comme Michel-Ange rentrent de Florence, mais l'inspiration et le style se sont infléchis apportant la thématique traditionnelle du Jugement dernier.
En peinture et en sculpture, le maniérisme voit le jour, ce terme apparait chez les historiens de l'art à la fin du XVIIIe siècle.

## Contexte
Le pouvoir romain a son ambition propre par rapport aux autres cours et états italiens, celle d'affirmer son autorité spirituelle, sa splendeur religieuse, et sa puissance politique dans le domaine temporel en qualité de suzerain de territoires. Le XIVe siècle est une période d'abandon et de misère pour la ville de Rome du fait de l'absence des papes qui sont installés à Avignon. La population atteint alors un creux historique. Lorsqu'en 1377, Grégoire XI est de retour à Rome, il trouve une ville en proie à l'anarchie du fait des luttes entre factions nobles et populaires. Les pouvoirs doctrinaux et politiques du pontife, plus formels que réels, doivent être renforcés. Quarante années d'instabilité s'ensuivent, caractérisées au niveau local par un conflit de pouvoir entre la municipalité et la papauté, et au niveau international par le Grand Schisme d'Occident entre les papes romains et les antipapes.
Alors que les états du nord de la péninsule comme Ferrare, Florence, Milan, Padoue, Urbino ou Venise voient leurs écoles de peinture et de statuaire se développer, leurs églises et palais se multiplier, leurs cercles de lettrés et de savants s'élargir, Rome ne sécrète aucun artiste majeur, ne livre aucune spéculation philosophique et ne tire aucun savoir critique de ses monuments antiques. Seul exception, le Iter Romanum de Giovanni Dondi (1330-1380), qui présente les monuments sans les travestir des habituelles légendes qui les entourent. Les peintres et les sculpteurs les plus doués ne font qu'y passer pour découvrir les édifices antiques, les statues retrouvées, mais peu y restent pour travailler.

## Absence d'«école» romaine
L'histoire de la peinture romaine de la Renaissance se caractérise par l'impossibilité d'y installer une « école » picturale, au Trecento comme au Quattrocento. Au départ, Boniface VIII (1294-1303) parvint toutefois à attirer dans la cité les esprits les plus vivants de la Chrétienté et à faire du jubilé de 1300 l'un des plus mémorables de l'Église romaine. Les œuvres que le Romain Pietro Cavallini y exécute sont presque plus modernes que celles de Cimabue, son contemporain. Il inaugure alors une alternative à la « grande manière » de Giotto et les conséquences s'en font sentir au loin, jusque dans l'école de Rimini. Les exemples de la sculpture romaine de l'Antiquité tardive y sont aussi bien compris.
La tradition locale se renouvelle au début du Quattrocento par la venue à Rome de Giotto, Masaccio, Fra Angelico ou encore Piero della Francesca. En 1481, Sixte IV réunit l'élite artistique florentine et ombrienne pour le grand cycle de sa chapelle dont les murs latéraux constituent comme une synthèse de la peinture moderne de l'époque.
Si les grandes familles ne manquent pas à Rome, il n'y a pas de prince véritable qui puisse organiser l'ensemble de la cité selon une politique cohérente et relativement durable. Jusqu'au XVIe siècle, Rome, qui n'a ni place du Dôme, ni place communale, ni grande place du marché comme de nombreuses petites villes, n'est pas une « cité » à proprement parler. Son histoire picturale est déterminée par l'histoire des papes eux-mêmes. Rome est un pôle d'attraction incontestable pour les artistes, mais il faut encore que les papes les appellent. Or, les changements de pontife impliquent le plus souvent des changements d'orientation politique et culturelle : le pouvoir est assuré d'une continuité institutionnelle, mais pas nécessairement culturelle. Une fois élu, le pape devient le « prince » de Rome, mais il manque toujours la continuité familiale qui assure souvent ailleurs la persévérance des projets artistiques. Rome n'est pas non plus une République, et ce statut politique profondément ambigu explique largement la discontinuité des programmes artistiques, et la difficulté avec laquelle une culture à proprement romaine peut apparaitre.

## MartinV(1417-1431)

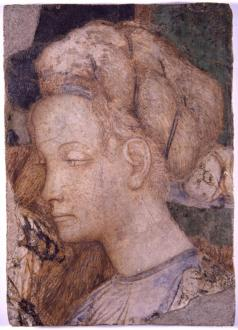
Tête de femme attribuée au cycle de Saint-Jean-de-Latran, Musée du Palazzo Venezia, Rome.

À la suite d'un accord entre les différentes parties, Martin V, membre de la famille Colonna est élu pape. Il réussit à rétablir l'ordre dans la ville et jette les bases de sa renaissance. Réinstallé au Siège Apostolique en 1420, il est le premier pape en mesure assurer le renouveau de la ville, à la fois en termes urbanistiques et artistiques. La ville a alors besoin d'être reconnue seule capitale de la chrétienté. De petit bourg marchand et lieu de pèlerinage modeste, elle se transforme lentement en une ville dont les splendeurs architecturales peuvent rivaliser avec Naples, Florence et Milan. Elle adopte pour cela le langage de l'antiquité, se drapant dans son ancienne grandeur impériale. Outre les papes, de puissantes familles baronniales et de riches cardinaux de la cour papale sont les grands mécènes des arts et des lettres. Dans la hiérarchie sociale, les cardinaux se situent au même rang que les princes et nombre d'entre eux ont même leur propre cour. En 1423, un jubilé est annoncé pour célébrer la renaissance de l'Urbs. Son objectif est de redonner à la cité son lustre, avec également un but politique précis : proclamer le pontife comme le continuateur et l'héritier direct de la splendeur de la Rome impériale retrouvée.
Les premiers chantiers à entreprendre concernent essentiellement les deux pôles du Latran (avec les fresques perdues de la basilique Saint-Jean-de-Latran où Gentile da Fabriano et Pisanello travaillent entre 1425 et 1430) et du Vatican, où la résidence papale est transférée et qui devient un immense chantier, amorçant la transformation de la zone au-delà du Tibre jusqu'alors considérée comme une zone périphérique.
Entre-temps, la ville commence à être un pôle d'attraction pour les artistes souhaitant étudier et se confronter au classicisme de ses ruines. Le plus ancien voyage connu d’artistes étrangers venus pour rechercher et étudier les aspects et les techniques de l'art romain antique, est celui de 1402, lorsque les Florentins Brunelleschi et Donatello se rendent à Rome, et y retournent plusieurs fois pour trouver l'inspiration.
Pisanello et ses assistants s’inspirent également fréquemment des vestiges antiques, mais leur démarche se rapproche plutôt du catalogage. Ils sont intéressés par l'acquisition de modèles des répertoires les plus variés pour les exploiter plus tard dans différentes compositions et combinaisons, sans chercher particulièrement à comprendre l'essence de l'art antique.
Le pape, qui est resté à Florence, invite des artistes locaux, tels que Masaccio et Masolino da Panicale, à participer à son programme. L'apport novateur du premier est interrompu par sa mort prématurée. On ne peut pas parler d'une « école romaine » car les interventions des artistes, presque exclusivement étrangers, sont encore essentiellement liées à leurs matrices culturelles respectives, sans liens spécifiques ni directions communes.

## EugèneIV(1431-1447)
Eugène IV est, comme son prédécesseur, un homme cultivé et raffiné, qui voyage beaucoup et qui connait les nouveautés artistiques de Florence et d'autres villes italiennes. Le concile de Bâle sanctionne la défaite des thèses conciliaristes et réaffirme l’ordre monarchique de la papauté. Le schisme d’Orient semble trouver une issue à Florence, quoique de manière éphémère. Dans ce contexte, il lui est possible de poursuivre les travaux de restauration des basiliques romaines. Il appelle des artistes pour décorer la ville dont en 1445, l'humaniste dit Le Filarète, pour achever les portes de bronze de Saint-Pierre dans un style inspiré par l'Antiquité.

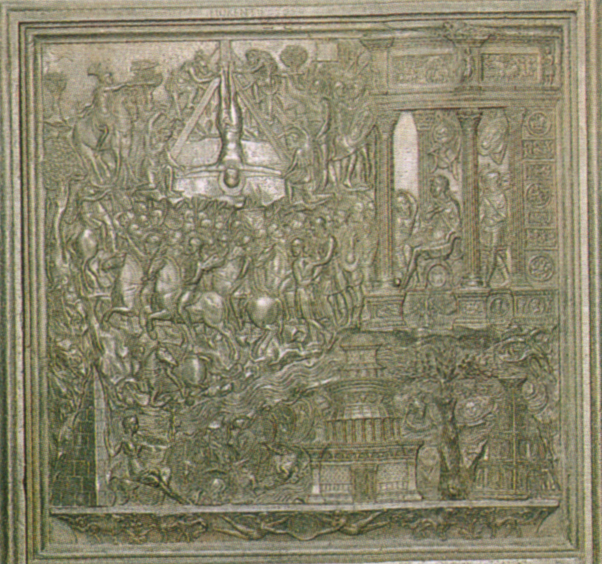
Le Filarète, Panneau de la porte de Saint-Pierre.

Peu de temps après, Fra Angelico arrive dans la cité pontificale, où il commence une série de grandes fresques à Saint-Pierre désormais perdues. Le Français Jean Fouquet témoigne par sa présence de l'intérêt croissant pour la peinture flamande et nordique en général. Bien que la durée du pontificat d'Eugène IV ne lui permette pas de mettre pleinement en œuvre ses projets, Rome commence à devenir une terre fertile pour les rencontres entre artistes de différentes écoles, qui conduit bientôt à un style commun et, pour la première fois, qualifiable de « romain ».
Le Génois Leon Battista Alberti arrive à Rome en 1431 pour observer et analyser les monuments antiques avec l'œil de l'architecte. En 1443-1445, Il écrit le Descriptio urbis Romae, inventaire dont il compte tirer toute une typologie structurelle et décorative et dans lequel il propose une organisation géométrique de la ville autour du Capitole. Il construit peu, mais restaure des basiliques du Bas-Empire comme Saint-Étienne-le-Rond ou San Teodoro,.

## NicolasV(1447-1455)
Nicolas V, souvent appelé le premier grand pape de la Renaissance, est un homme de culture humaniste issu de l'entourage de Cosme de Médicis. Son pontificat ouvre véritablement la première Renaissance romaine. Sa cour réunit des grands esprits du temps comme Laurent Valla, Leon Battista Alberti, Nicolas de Cues, Poggio Bracciolini, Flavio Biondo et Paolo Toscanelli. Son intention est de confirmer dans l'esprit des habitants et des pèlerins la grandeur de l'Église romaine et le prestige de la cité, l'Urbs antique restaurée dans sa splendeur, programme transmis par son biographe humaniste, Antonio Manetti,.

### Urbanisme
Avec Nicolas V, les transformations sporadiques de ses prédécesseurs prennent une physionomie organique, préparant le terrain aux développements ultérieurs. Le plan de réorganisation de la ville est concentré sur cinq points principaux :
- La restauration des murs,
- La restauration ou reconstruction des quarante églises de la ville,
- la réorganisation du Borgo,
- L'extension de Saint-Pierre,
- La rénovation du palais apostolique.

L'objectif est de constituer une citadelle religieuse sur la colline du Vatican, à l'extérieur de la ville laïque qui a son point névralgique autour du Capitole. Ce projet est lié à la volonté d'exalter le pouvoir de l'Église en démontrant la continuité entre la Rome antique et la Rome chrétienne. Inspiré par Alberti, Nicolas V veut ouvrir la basilique Saint-Pierre sur le Tibre par de grands axes rectilignes et songe à aménager au moins deux places pour recevoir les pèlerins.
En raison de la brièveté du pontificat de Nicolas V, ce projet ambitieux ne peut pas être achevé, mais il permet de réunir des artistes de plusieurs écoles, en particulier toscane et lombarde, qui ont en commun un intérêt pour l'antiquité et pour la culture classique. Cette passion commune apporte de fait une certaine homogénéité à leurs œuvres.

### Architecture

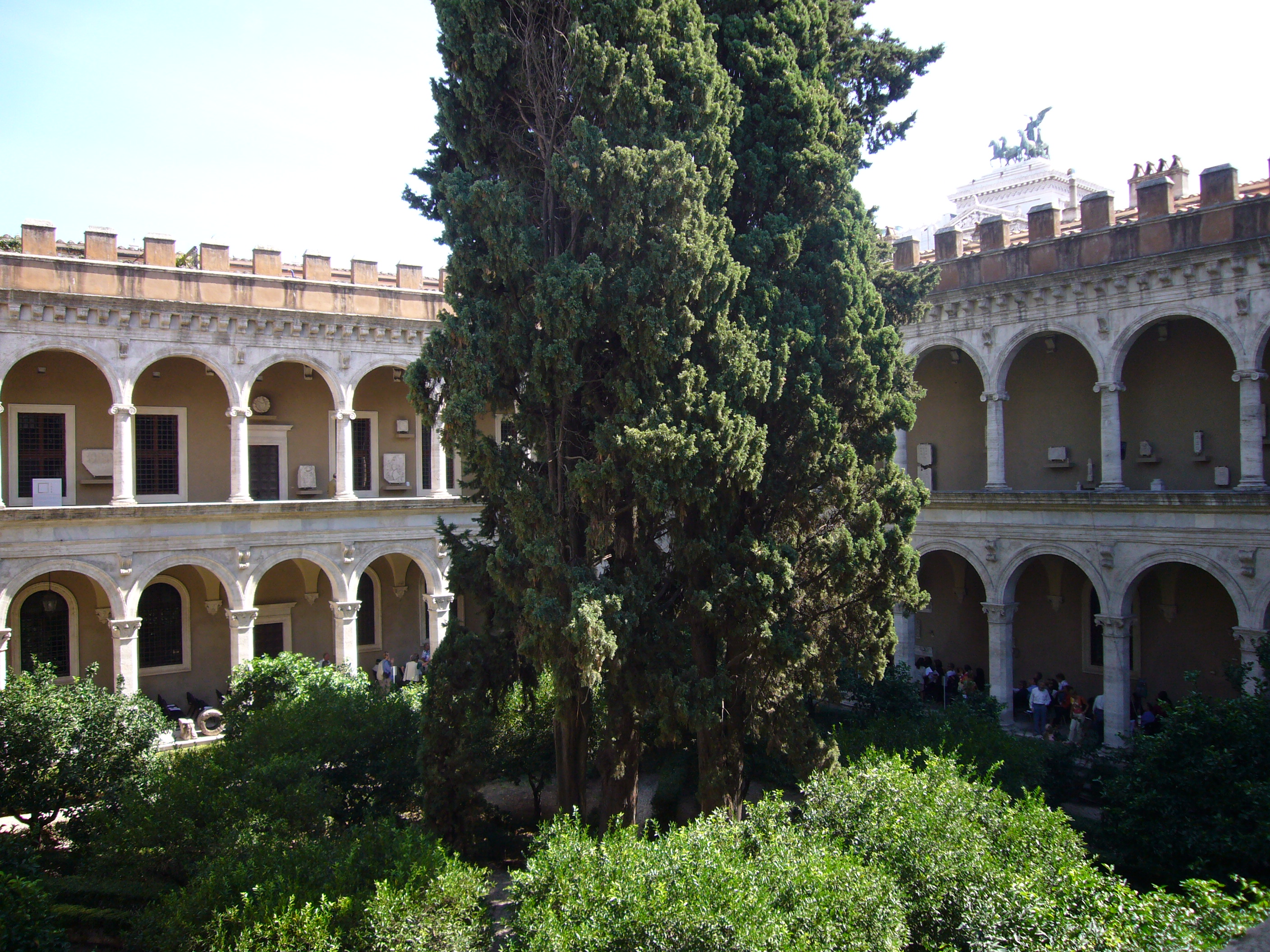
Palazzo Venezia, cour du Palazzetto.

La présence de Leon Battista Alberti, bien que n'étant pas directement liée aux chantiers de construction en cours vis-à-vis desquels il s'avère d'ailleurs très critique, permet de réaffirmer la valeur de l'héritage de la Rome antique et son lien avec la papauté. Alberti bénéficie à Rome de la protection de Nicolas V et peut se consacrer à des travaux théoriques. En 1452, il dédie au pontife le traité De re aedificatoria où les bases des enseignements des anciens sont théorisées et actualisées avec une récupération rigoureuse des éléments issus de la tradition médiévale ; il y reprend et enrichit les énoncés de Vitruve et leur apporte une dimension humaniste.

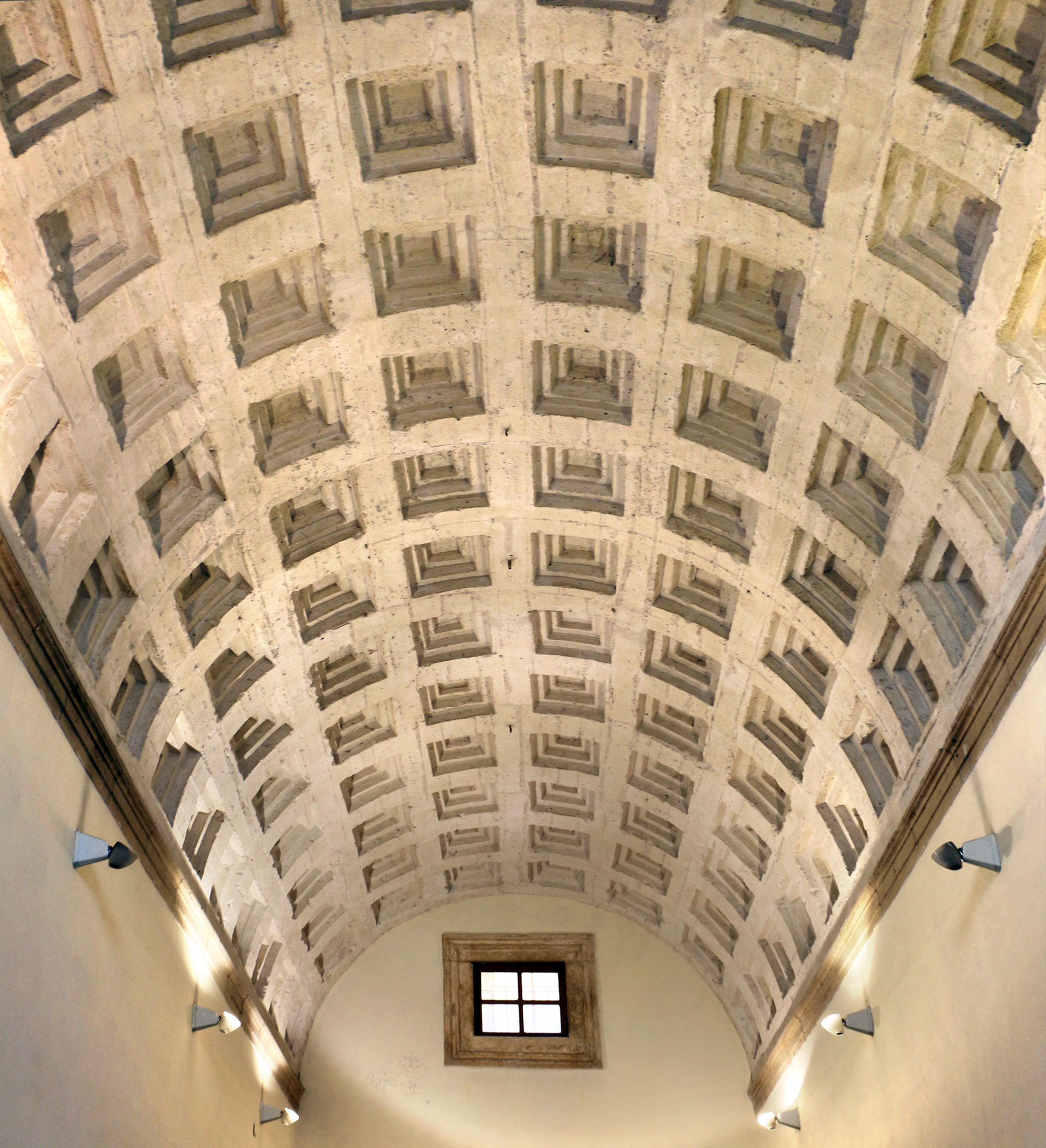
La voûte en béton du Palazzo Venezia.

Le Palais de Venise est un exemple du goût développé à cette époque pour l'architecture. Sa construction débute en 1455 en incorporant des bâtiments préexistants. Les plans sont attribués à Alberti et le chantier à Giuliano da Maiano. Dans le projet de la cour du Palazzetto dont l'auteur est inconnu, on trouve des éléments inspirés de l'architecture romaine, combinés sans rigueur philologique, en faisant primer la fonctionnalité plutôt que l'adhésion à un modèle. Il reprend celui du viridarium et s'inspire du Colisée pour les ordres architecturaux superposés, ainsi que pour la corniche à frise en corbeau. La largeur des arcades est réduite et simplifiée pour ne pas les faire paraître trop imposantes par rapport aux espaces qu'elles renferment. Dans le palais, construit en 1466, on assiste toutefois à un renouveau plus fidèle aux modèles anciens : par exemple, le vestibule a un plafond à caisson en béton de ciment inspiré du Panthéon et de la basilique de Maxence, et la loggia de la cour d'honneur a des ordres superposés et des demi-colonnes adossées aux piliers, comme ceux du Colisée ou du Théâtre de Marcellus.
La rénovation de l’antique basilique vaticane est confiée à Bernardo Rossellino qui est chargé d'édifier une nouvelle abside derrière celle de Constantin. Le projet consiste à maintenir le corps longitudinal de cinq nefs en le recouvrant de croisées d’ogives sur des piliers qui incorporent les anciennes colonnes, tandis que la partie absidale est reconstruite en élargissant le transept, en ajoutant un chœur, suite logique de la nef et d'un dôme à l'intersection des bras du transept. Cette configuration a peut-être influencé le projet ultérieur de Bramante qui opte pour une rénovation totale du bâtiment en conservant ce qui a déjà été construit. Les travaux commencent vers 1450, mais s’arrêtent avec la mort du pape et ne reprennent que sous le pontificat de Jules II, qui décide d’une reconstruction complète. Même avec les importants revenus tirés du jubilé de 1450, les chantiers sont souvent arrêtés.
En 1453, une façade est ajoutée à la basilique de la Minerve, église de style gothique.

### Peinture

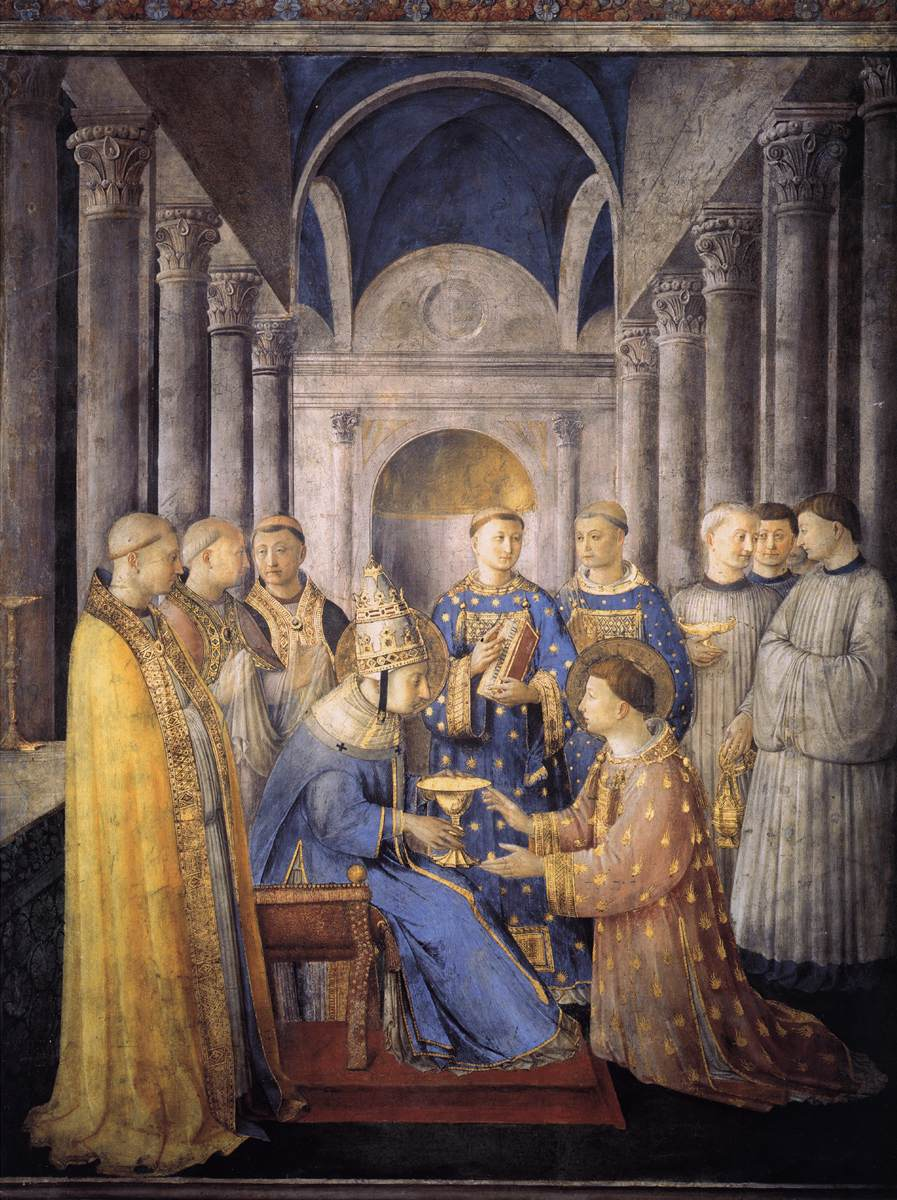
Fra Angelico, Consécration de saint Laurent comme diacre, Chapelle Nicoline.

L’influence du pape, en tant que commanditaire, est d’autant plus importante dans la peinture, que la tradition ne fournit pas de modèles contraignants. La rénovation du palais du Vatican connait une première étape avec la décoration de la chapelle privée du pontife, la chapelle Nicoline, sur laquelle Fra Angelico, déjà âgé de 51 ans, et ses collaborateurs, dont Benozzo Gozzoli, travaillent. La décoration reprend des passages de la vie de saint Laurent et de saint Étienne, qui sont interprétées par Fra Angelico avec de nombreux détails, des citations et des motifs variés qui mettent en évidence son « humanisme chrétien ». Les scènes se déroulent dans une architecture majestueuse, née des représentations de la Rome antique et paléochrétienne. Les personnages sont imposants, les gestes calmes et solennels, le ton général plus courtois que la concision méditative dont l'artiste use habituellement.
De nombreux travaux sont lancés en vue du jubilé de 1450 et les revenus garantis par les célébrations permettent d'attirer dans la ville un grand nombre d'artistes. Le pape ne se préoccupe pas de l'homogénéité stylistique et fait venir le vénitien Vivarini, les ombriens Bartolomeo di Tommaso da Foligno et Benedetto Bonfigli, les toscans Andrea del Castagno et Piero della Francesca, un Luca appelé « Allemand », et peut-être le flamand Rogier van der Weyden. Cette profusion de styles et d'idées prépare le terrain à la synthèse qui, vers la fin du siècle, aboutit à la création d’un langage proprement « romain ».

## Réflexion philologique et humanisme dans la première moitié duXVesiècle
La Renaissance s'articule autour d'une réflexion philologique, artistique et esthétique que l'on retrouve chez Laurent Valla, Poggio Bracciolini dit « le Pogge », Flavio Biondo et Leon Battista Alberti qui tous résident plus ou moins longuement à Rome et sont en relation avec le pouvoir pontifical. Lorenzo Valla, né d'un père docteur en droit civil, grandit à proximité des bureaux pontificaux. Il développe une méthode critique et historique avec, pour objet, la place occupée par le latin. Dans ses Élégances de la langue latine composées de 1435 à 1444, il propose une pratique linguistique qui aspire à l'universalité. Eloigné par Martin V, il est rappelé par Nicolas V qui lui accorde la charge de secrétaire apostolique. Le Pogge, lui aussi secrétaire apostolique, consacre sa vie à l'étude des textes de l'Antiquité de Lucrèce, Cicéron, Plaute et Pétrone et de De architectura de Vitruve, source majeure des architectes renaissants. Il est aussi le père de l'épigraphie, collectionnant à partir de 1430 dans ses Sylloge, les inscriptions païennes ou chrétiennes des monuments romains. Cette approche archéologique veut balayer le merveilleux médiéval et renouer avec l'Antiquité originale. Flavio Biondo adopte la même démarche lorsqu'il écrit en 1449, Roma Instaurata qui traite de la topographie, et en 1459, Roma triumphans, qui tente une reconstruction du cadre de vie des Romains. Giulio Pomponio Leto crée l'Académie romaine, pour disserter en toute tranquillité avec ses amis sur Rome et s'extasier devant les trouvailles archéologiques. La recherche d'un accord harmonieux entre le christianisme et l'Antiquité païenne est la pierre de touche, mais aussi d'achoppement, de toutes les spéculations des lettrés romains.

## PieII(1458-1464)
Le Siennois Pie II est une figure singulière qui porte l'Antiquité aux nues, protège et pratique les humanités et est ouvert aux arts. Jusqu'à son avènement, il a la réputation d'être un lettré profane, auteur d'un roman et de pièces érotiques. Piero della Francesca travaille à sa demande de 1458 à 1459. Il laisse des fresques dans le palais du Vatican qui sont bien documentées, mais désormais perdues, car détruites au XVIe siècle pour faire place à la première des Chambres de Raphaël. Les revenus du pape sont principalement consacrés, dans le domaine artistique, à la construction du centre historique de Pienza près de Corsignano, son village natal dans la Val d'Orcia en province de Sienne, dont le nom sera changé en Pienza en son honneur.
Son intervention est aussi notable dans d'importants travaux à Rome, comme le projet de rénovation de la Platea Sancti Petri devant la basilique du Vatican, ou la construction, d'après un projet de Francesco del Borgo, de la Loggia delle Benedizioni ou encore l'escalier devant le quadriportico qui ne fut pas achevé, ainsi que les statues de saint Pierre et de saint Paul, placées sur le même escalier, attribuées au sculpteur Paolo Romano.
La question de la conservation des monuments anciens commence alors à se poser. Pie II autorise l'utilisation des marbres du Colisée pour la construction de la Loggia et émet en 1462, la bulle Cum almam nostra urbem dignitate et splendori préservent le cupiamus qui interdit d'endommager les bâtiments publics anciens.

## PaulII(1464-1471)

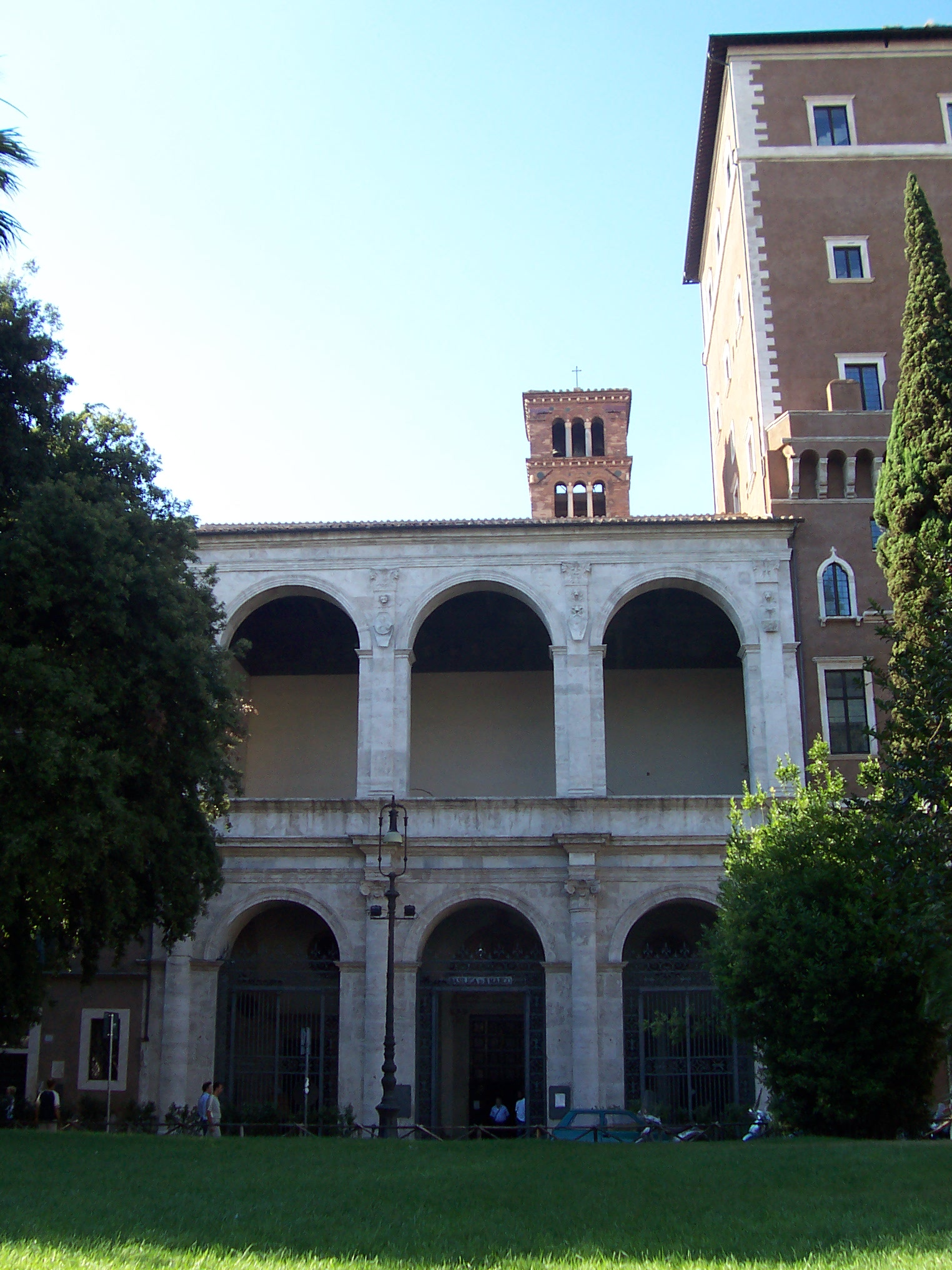
La loggia en face de la basilique San Marco Evangelista al Campidoglio de Francesco del Borgo.

Le pontificat de Paul II se caractérise par une certaine hostilité envers les humanistes, au point de dissoudre l’Académie romaine afin de bannir toute séduction païenne et d'emprisonner Bartolomeo Sacchi. Cependant, le processus de recherche d’un langage de la Renaissance en continuation avec l’antiquité se poursuit. Le pape commande la loggia des bénédictions de la basilique San Marco Evangelista al Campidoglio, construite à partir de matériaux provenant probablement du Colisée et conçue selon la syntaxe de l'architecture ancienne avec le chevauchement des ordres et la présence d'arches sur les piliers qui annonce l'architecture romaine de Bramante de quelques décennies plus tard.

## SixteIV(1471-1484)
Sixte IV, élu pontife en août 1471 est le continuateur des projets de Nicolas V. Ancien professeur de théologie et général des franciscains, il fait un geste symbolique peu après son élection en rendant le Capitole au peuple romain. Des reliefs anciens et des bronzes y sont placés afin de transmettre la mémoire impériale, dont la louve capitoline.

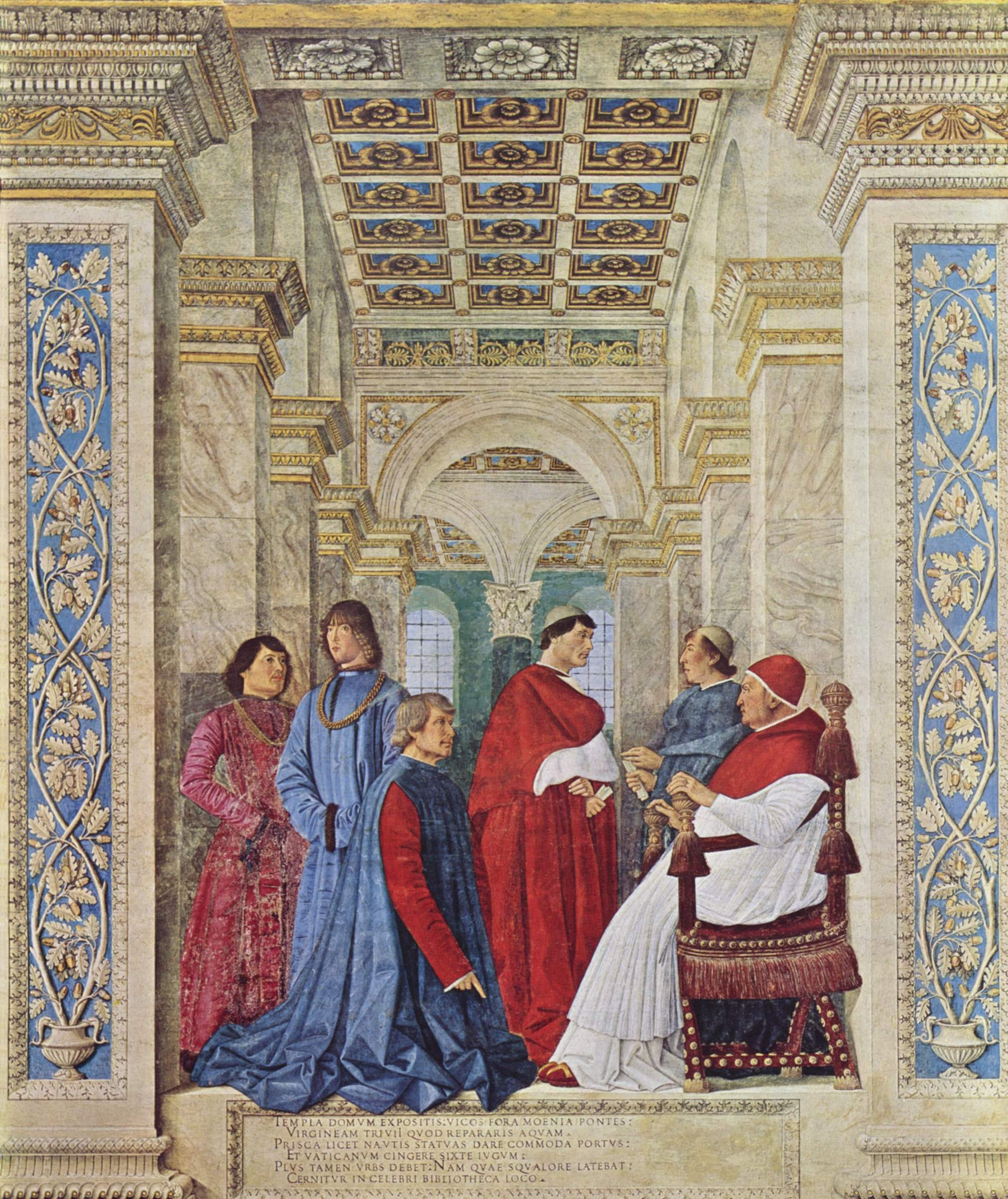
Melozzo da Forlì, Sixte IV nommant l'humaniste Platina conservateur de la Bibliothèque du Vatican (1477).

Il s'entoure d'importants humanistes, tels que Bartolomeo Sacchi et Giovanni Alvise Toscani pour qui il refonde enrichit et agrandit la Bibliothèque apostolique vaticane. Melozzo da Forlì, qui peint l'un des fleurons de la culture humaniste romaine de l'époque, Sixte IV nommant l'humaniste Platina conservateur de la Bibliothèque du Vatican (1477) où le pape est représenté avec ses neveux dans une somptueuse architecture classique, est nommé Pictor papalis. Quelques années plus tard, Melozzo peint à fresque pour Jules II, l'abside de la basilique des Saints-Apôtres avec une Ascension des apôtres et les anges musiciens, œuvre considérée comme le premier exemple de perspective « vue d'en bas » (sotto in sù). Sixte IV sanctionne la première tentative de réorganisation du calendrier julien de Regiomontanus et appelle le musicien Josquin des Prés à Rome. Son monument funéraire en bronze, érigé par Antonio Pollaiuolo dans la basilique Saint-Pierre ressemble à un ouvrage d’orfèvrerie géant.

### Architecture
Sur ordre du pape, l'église Santa Maria del Popolo seule église importante construite pendant cette première Renaissance à Rome est édifiée de 1472 à 1477. Si la façade est encore austère, l'intérieur est d'une extrême richesse. Elle y accueille les tombeaux de la famille Della Rovere dont le pape est issu. Il fait appel pour la construction au florentin Baccio Pontelli et à Andrea Bregno qui vient de Côme. Pontelli est marqueteur, architecte et ingénieur militaire, Bregno est aussi sculpteur. Tous deux sont des figures caractéristiques de la fin du Quattrocento, relevant de l'« artifex polytechnes », le praticien aux savoirs multiples, itinérant, à la recherche d'une protection qui lui assure revenus et reconnaissance. Il fait également reconstruire la basilique San Vitale en 1475.

### Urbanisme
Sixte IV poursuit la politique urbanistique de Martin V : la voirie est élargie et rectifiée, les immeubles sont assainis et rectifiés pour ne plus empiéter sur le domaine public. Il restaure le pont Aurelus qui désormais porte son nom, le pont Sisto, qui, inauguré pour le Jubilé de 1475, doit faciliter l'accès à Saint-Pierre aux pèlerins venant de la rive gauche du Tibre et qui sont jusque-là été contraints de passer par le Pont Saint-Ange où leur nombre produisait fréquemment des accidents. Dans le même but, il fait ouvrir une nouvelle route, la Via Sistina, l'actuel Borgo Sant'Angelo, dans le quartier du Borgo, ainsi que de nouveaux axes (via Recta, via Lata, via Papalis, via Peregrinorum) pour rompre le magma urbain. Le déplacement du marché du Capitole à l'emplacement du cirque de Domitien est à l'origine de la piazza Navona.

### Première phase de la chapelle Sixtine

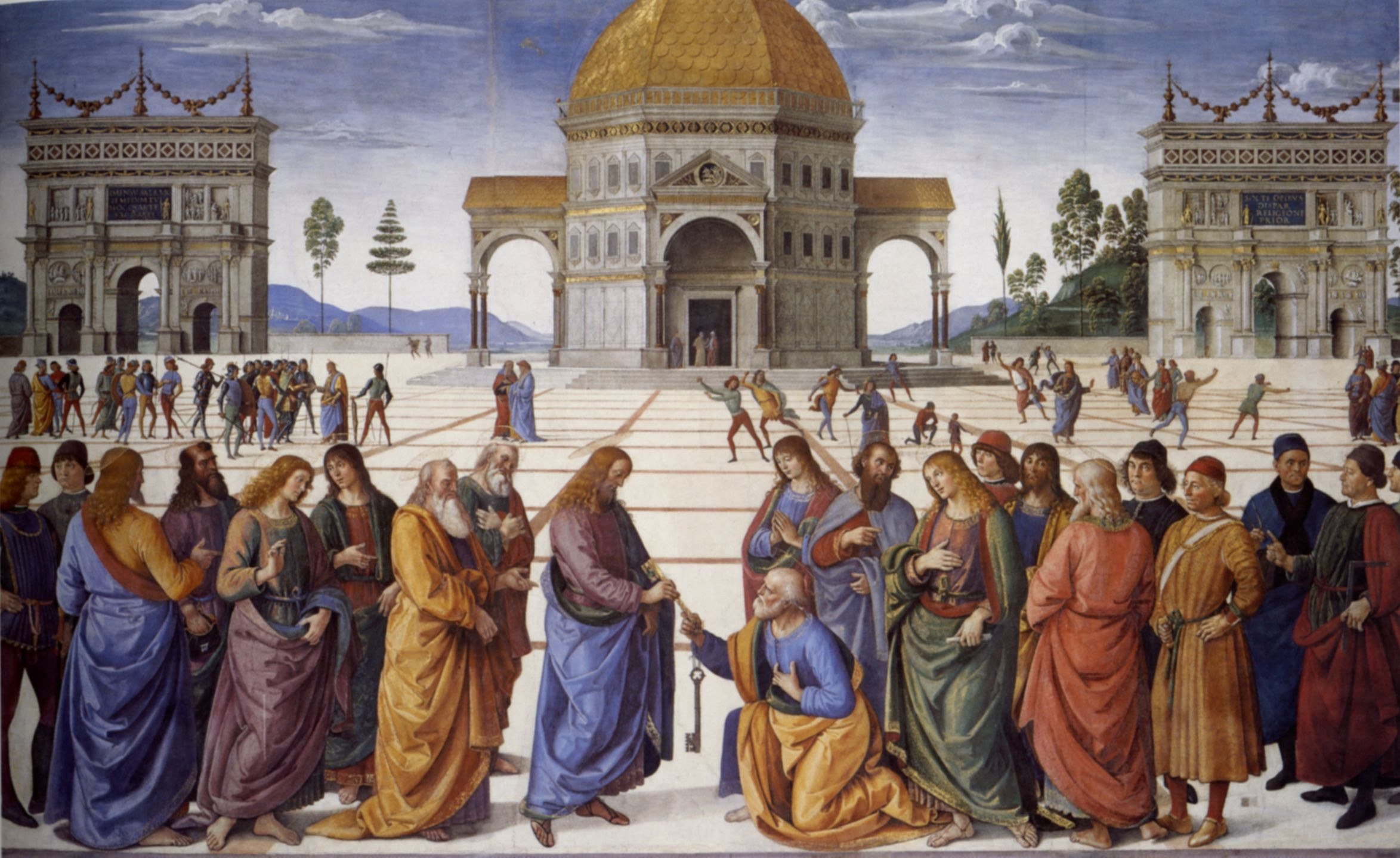
Le Pérugin, La Remise des clefs à saint Pierre.

Le projet le plus ambitieux et le plus retentissant du pontificat de Sixte IV est cependant la reconstruction et la décoration de la chapelle palatine du Vatican, qui fut plus tard appelée Chapelle Sixtine en son honneur. L'endroit étant destiné à accueillir les célébrations les plus solennelles du calendrier liturgique, son cadre doit être suffisamment somptueux et monumental et exprimer le concept de Majestas papalis pour quiconque y pénètre : le collège des cardinaux, les généraux des ordres monastiques, les diplomates accrédités, la haute bureaucratie papale, les sénateurs et les conservateurs de la ville de Rome, les patriarches, évêques et princes, et les autres personnalités éminentes visitant la ville.
La démolition partielle du bâtiment préexistant délabré commence en 1477 et la nouvelle construction est rapidement achevée sous la direction de Giovannino de' Dolci avec toutefois des imperfections. La décoration de la fresque débute en 1481.
Le Pérugin artiste ombrien en partie florentin de formation travaille déjà pour Sixte IV. Il est l'auteur d'un cycle perdu de fresques dans la chapelle de la Concezione, située dans le chœur de l'antique basilique vaticane (1479). Satisfait de cette première commande, le pape lui confie la décoration à fresque de toute la chapelle Sixtine, mais à partir de 1481, Laurent de Médicis, désireux de pacifier ses relations avec le pape après avoir contré la conjuration des Pazzi, lui envoie les meilleurs artistes actifs sur la scène florentine : Sandro Botticelli, Domenico Ghirlandaio et Cosimo Rosselli avec leurs assistants respectifs, dont certains deviendront des noms bien connus de la scène artistique.

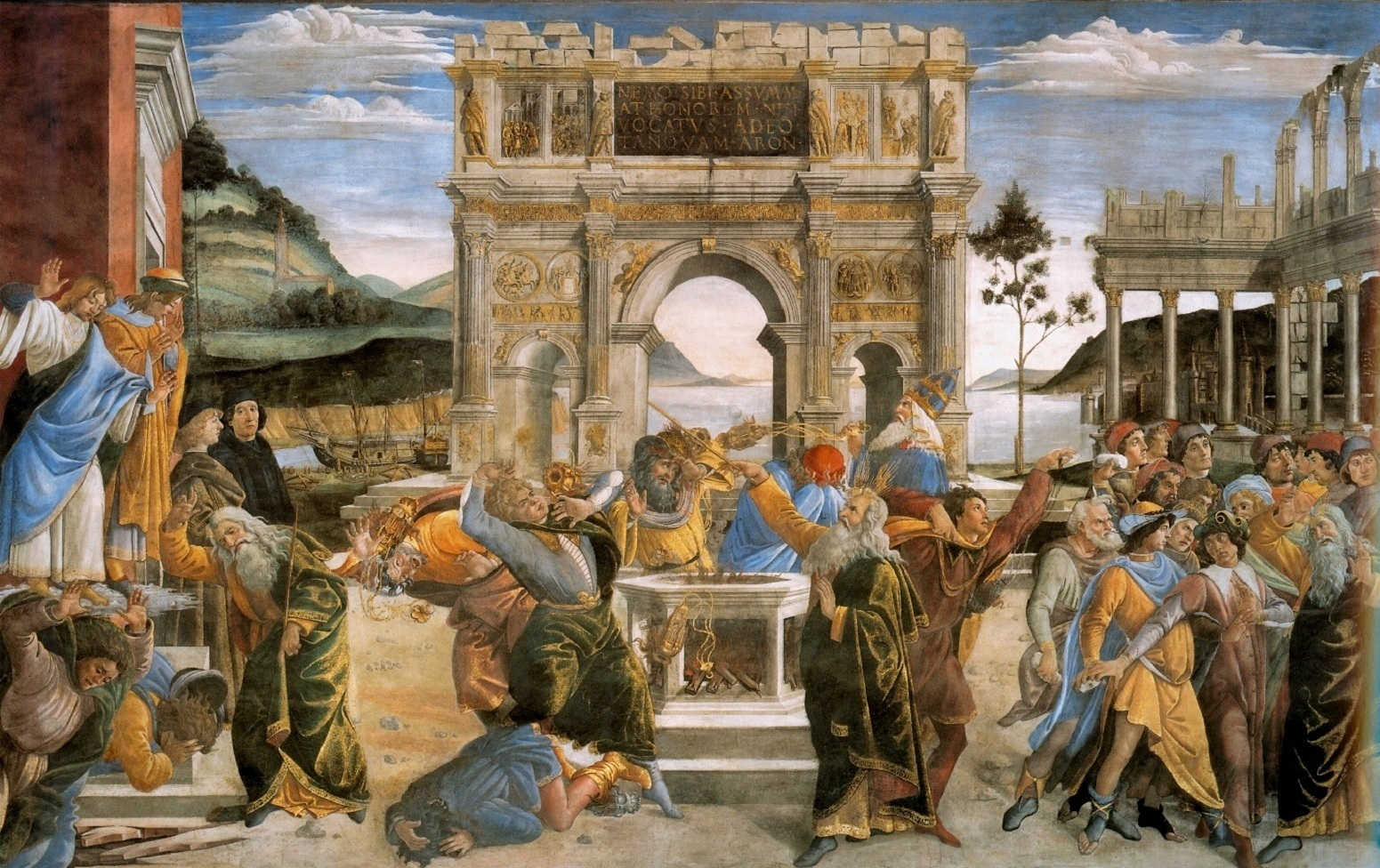
Botticelli, La Punition des rebelles.

Cette équipe, en peu de temps (pas plus d'un an pour la quasi-totalité d'entre eux), se consacre à la décoration de la partie médiane des murs où, sous une série de « papes » entre les fenêtres, ils peignent douze Scènes de la vie de Moïse et du Christ. Le pouvoir universel du pape y est explicité par des représentations allégoriques, comme la scène de la punition des rebelles, qui rappelle le traitement que Dieu peut réserver à ceux qui s'opposent à l'autorité de son représentant sur terre, à savoir le pape.
Les peintres de la Sixtine adhèrent à des conventions représentatives communes afin de rendre le travail homogène, comme l'utilisation de la même échelle dimensionnelle, d’une structure rythmique pour la représentation du paysage ; ils utilisent également une multitude de reflets dorés, ainsi qu'une seule gamme chromatique, qui permet de faire briller les peintures à la lueur des torches et des bougies utilisées pour l'éclairage. Le résultat se révèle d'un monumental, avec de nombreuses références à l'architecture classique (arcs de triomphe, bâtiments à plan central). La Chapelle Sixtine devient ainsi, bien avant les interventions de Michel-Ange, le point de référence de l'art de la Renaissance en imposant les éléments clés des développements de la fin du XVe siècle.

## InnocentVIII(1484-1492)

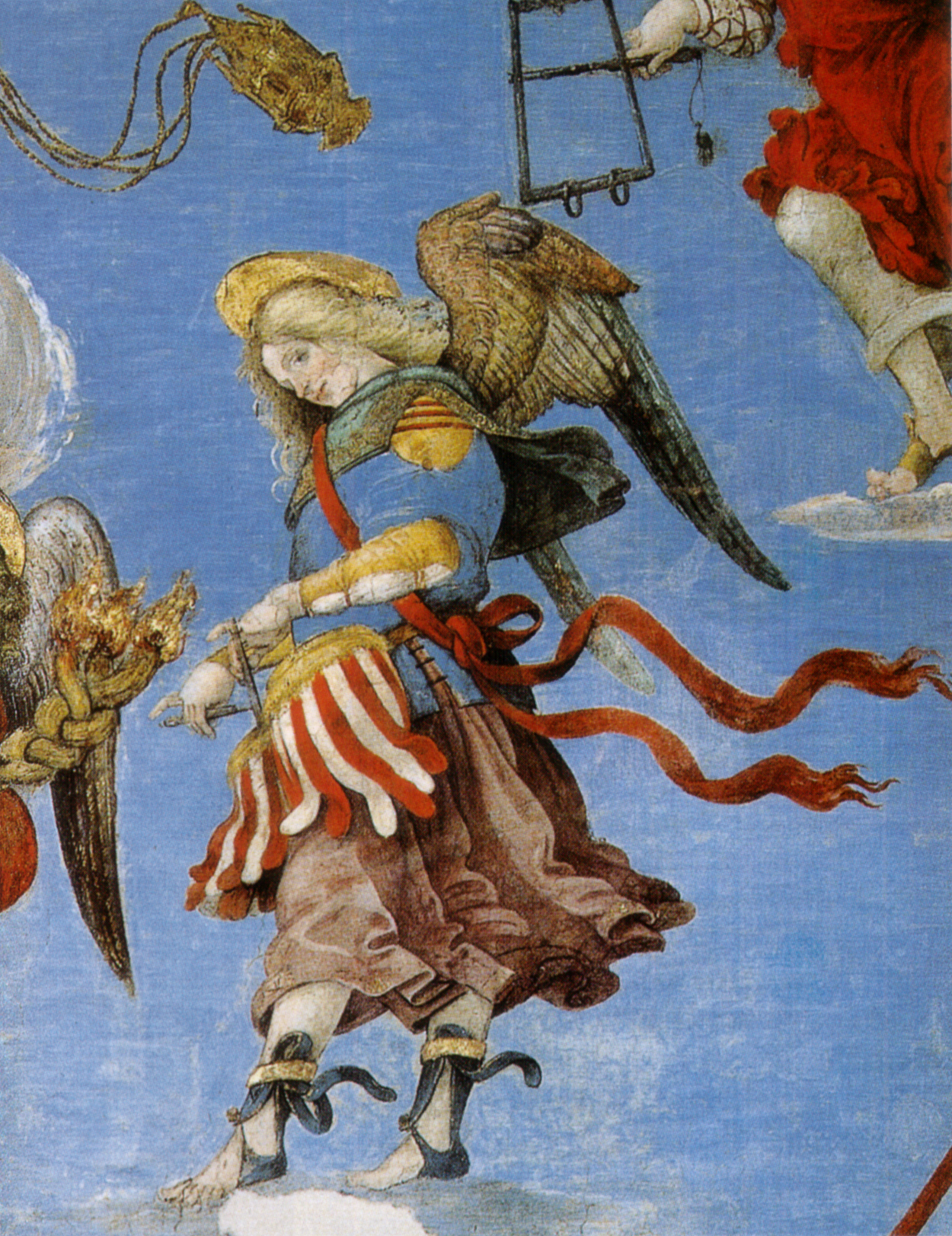
Filippino Lippi, détail de la chapelle Carafa (1488-1493).

Les interventions d'Innocent VIII, pape de 1484 à 1492, sont plus rares que celles de son prédécesseur. Cependant, pendant son pontificat, le renouveau classiciste commence avec le premier âge d'or des découvertes archéologiques romaines dont celle des « grottes » de la Domus aurea ornées de fresques, destinées à devenir un motif d'attraction pour de nombreux artistes.
Le départ prématuré des peintres de la Sixtine génère un vide sur la scène artistique ce qui permet à quelques jeunes assistants des maîtres Sixtins de recevoir rapidement des commandes. Elles proviennent d'abord de cardinaux, prélats et autres dignitaires de la curie, comme Oliviero Carafa, qui commande un cycle de fresques à Filippino Lippi (1488-1493), ou Manno Bufalini qui finance un cycle de Pinturicchio (1484-environ 1486).

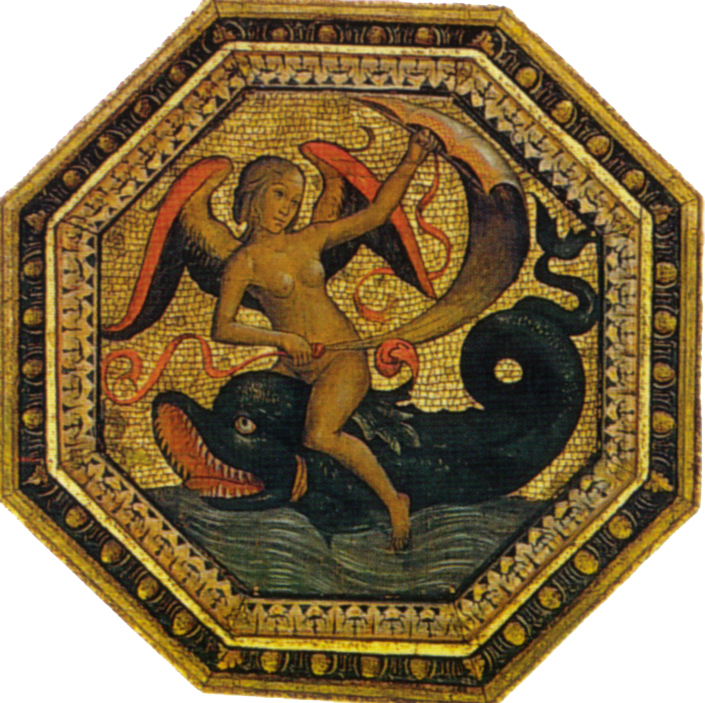
Pinturicchio, une tuile du Plafond des demi-dieux (1490), palais Della Rovere, Rome.

Lippi démontre qu'il a assimilé la leçon de Melozzo da Forli aboutissant au renouveau classique. Il élabore un style qui lui est propre, caractérisé par une vision anticlassique fantaisiste, où l'image est fragmentée dans un ensemble éclectique de références à la sculpture et à la décoration de l'antiquité.
Vers 1485, Pinturicchio réalise dans la grande église franciscaine de la ville, Santa Maria in Aracoeli, son premier grand cycle à Rome, la Vie de saint Bernardin de Sienne, que les commanditaires, originaires de Pérouse, considèrent comme « leur » saint. Ce cycle signe le prestige et le poids des Ombriens dans le milieu romain de la fin du siècle. Pinturicchio connait un énorme succès, qui le conduit bientôt à devenir le peintre préféré des familles Della Rovere et Borgia (annonçant ses grandes œuvres sous Alexandre VI). Il sert également le pape pour qui il peint une série de fresques pour la Loggia du Belvédère, presque complètement perdues aujourd’hui, avec des vues des villes italiennes « à vol d'oiseau », représentées dans un style rapide, qui constituent le premier exemple de renaissance du genre ancien de la peinture de paysage du second style pompéien. Dans des œuvres ultérieures, comme le Soffitto dei Semidei pour le cardinal Domenico Della Rovere, il montre sa capacité à recréer des motifs anciens dans un style somptueux, presque miniaturiste.
La mode pour l’archéologie incite le pape à demander à François II de Mantoue, en 1487, de lui envoyer celui qui est alors considéré comme le meilleur interprète du style antique, Andrea Mantegna, qui vient d’achever avec un grand succès ses Triomphes de César. En 1490, le peintre padouan décore la chapelle du Belvédère de fresques qui seront détruites plus tard, mais dont on se souvient comme « très agréables », qui « ressemblent à une chose illuminée » avec des vues sur les villes et villages, de faux marbres et des illusions architecturales, des festons, putti, allégories et de nombreux personnages.
La construction du palais de la Chancellerie, qui a encore une allure de forteresse, débute en 1485. Il sera achevé en 1517 par Bramante. Il intègre dans son plan l'église San Lorenzo in Damaso, édifice du IVe siècle reconstruit pour la circonstance. Les colonnes, qui portent les deux étages d'arcades de la très belle cour, proviennent de San Lorenzo.

## AlexandreVI(1492-1503)

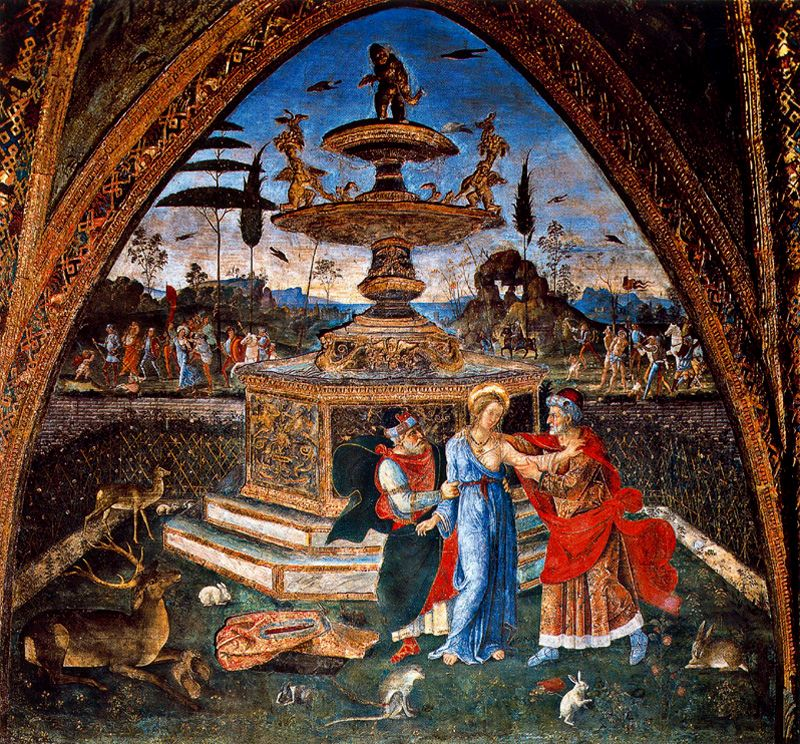
Appartements Borgia, Suzanne et les Vieillards (1492-1494).

### Peinture
La fin du siècle est dominée par la figure du pape Alexandre VI Borgia, originaire de Valence. Le goût surchargé, exubérant - emprunté à l'art catalan, actualisé par des apports antiques et des références au monde humaniste, trouve son interprète idéal en Bernardino Pinturicchio. Le pape lui confie la décoration de six grandes salles récemment rénovées dans le palais apostolique, appelées Appartement Borgia, entreprise artistique si vaste et ambitieuse qu'elle est alors sans précédent dans l'Italie de la Renaissance, si l'on excepte le cycle de la Sixtine.
Il en résulte un archétype de décorations précieuses et raffinées, aux dorures et grotesques infinies dans lesquelles les reflets d'or sur les murs et les plafonds scintillent continuellement, héritage du gothique international. Le programme iconographique fusionne la doctrine chrétienne et des références à l’archéologie alors en vogue à Rome. Il est très certainement dicté par les écrivains de la cour papale. Ainsi, Alexandre VI, qui est initié aux mystères égyptiens, demande à Pinturicchio de peindre une fresque faisant référence à la légende gréco-égyptienne de Io / Isis et Apis / Osiris, dans laquelle la double transformation des protagonistes en bétail fait notamment référence aux armes héraldiques des Borgias et célèbre le pape Alexandre comme artisan de la paix,.

### Sculpture

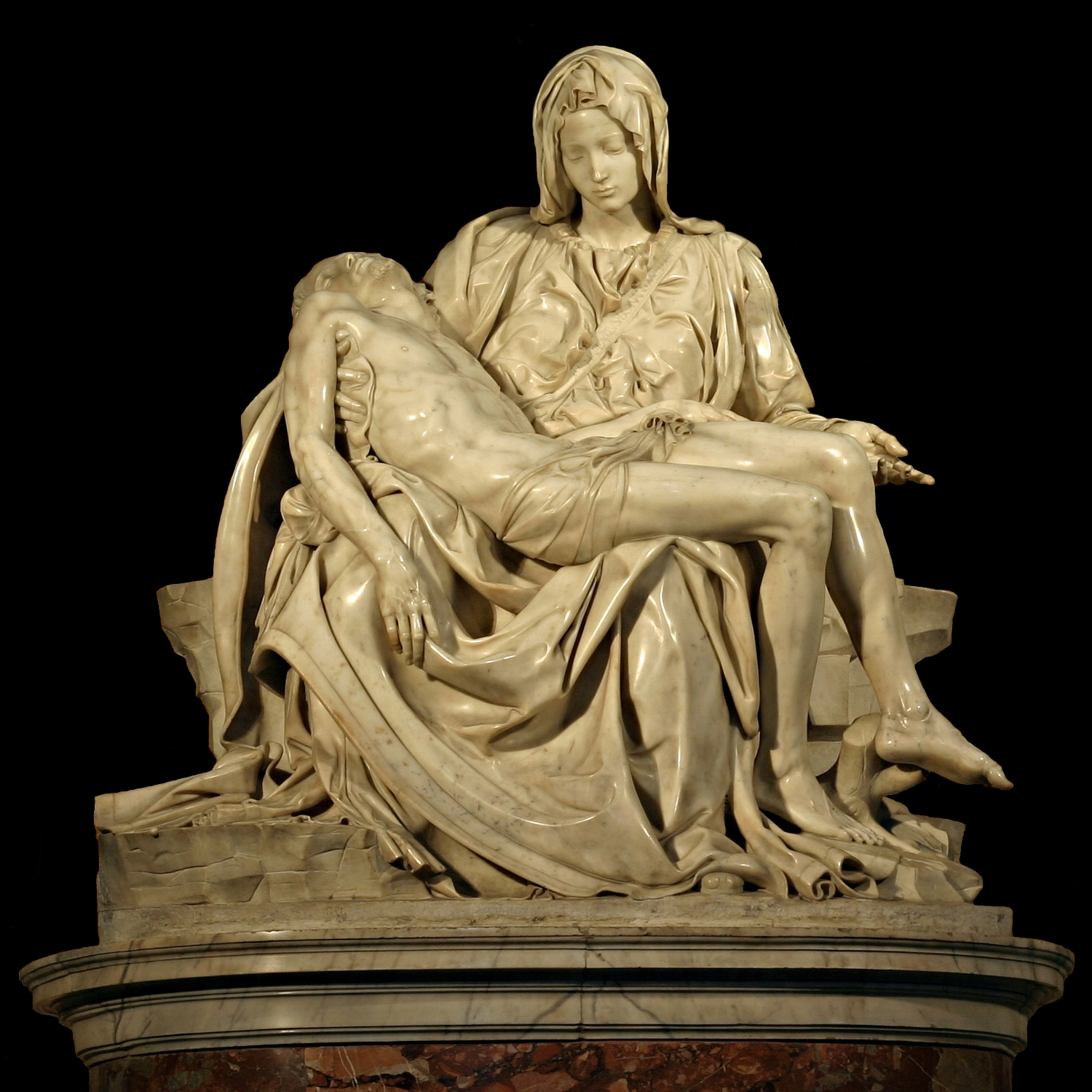
Michel-Ange, Pietà (1498-1499).

Le premier séjour du jeune Michel-Ange à Rome a également lieu sous le pontificat d'Alexandre VI. Impliqué dans une tentative de fraude visant le cardinal Raffaele Riario, dans laquelle son Cupidon dormant est présenté comme une statue ancienne, il est ensuite invité à Rome par le cardinal lui-même, désireux de rencontrer l'architecte capable de rivaliser avec les anciens. Michel-Ange arrive ainsi à Rome en 1496, où il reçoit la commande d'un Bacchus, statue inspirée de l’art hellénistique par la taille et la manière. Le dieu est représenté en état d’ivresse, avec un corps bien proportionné et des attitudes novatrices pour la période.
Peu de temps après, en 1498, le cardinal Jean de Bilhères lui commande une œuvre sur un thème chrétien, la célèbre Pietà du Vatican, achevée en 1499. Renouvelant la tradition iconographique des pietàs en bois d'Europe du Nord, Michel-Ange conçoit un corps du Christ qui repose doucement sur les jambes de Marie avec un naturel extraordinaire, dénué de la rigidité des représentations précédentes et avec un sang-froid des sentiments totalement novateur. Les deux personnages sont reliés par le drapé des jambes de Marie, aux plis réfléchissants et déchiquetés, qui créent d’importants effets de clair-obscur. La finition des détails est extrêmement précise, notamment dans le modelage anatomique du corps du Christ, avec des effets de douceur que l'on trouve habituellement dans la statuaire de cire, comme le détail de la chair entre le bras et le côté du corps, modifié par la prise ferme de Marie qui supporte le poids du corps abandonné.

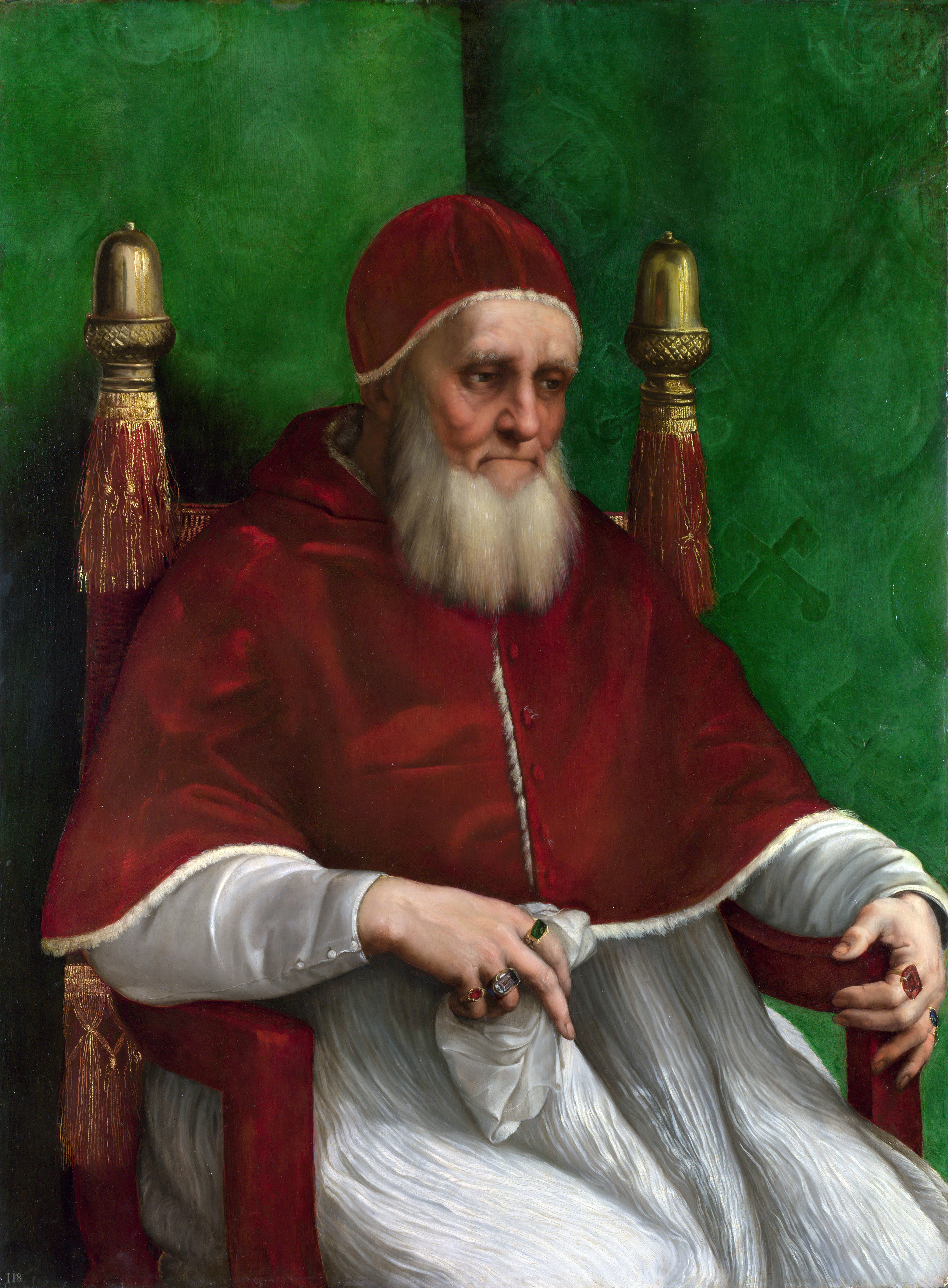
Raphaël, Portrait de Jules II (1511).

## JulesII(1503-1513)

### Spécificités du mécénat deJulesII
Jules II, né Giuliano della Rovere, est un pontife énergique, qui reprend les projets de rénovation de l'Urbs avec force et détermination, tant au niveau monumental que politique, dans le but de restaurer la grandeur de Rome, de l'autorité papale et du passé impérial. Si son pontificat est décrit comme désastreux d'un point de vue politique et financier, son intuition est infaillible dans le choix des plus grands artistes vivants qui peuvent mettre en œuvre l'immensité et l'audace de ses desseins, tels que Bramante, Michel-Ange et Raphaël, à qui il confie, en les impliquant, des projets de grande envergure et de prestige, dans lesquels ils peuvent développer leurs capacités hors normes. Il poursuit avec une volonté de fer, le mythe de la restauratio imperii, mêlant fermement la politique et l'art. Le style sur lequel on travaille à Rome entre 1508 et 1520 a déjà été inventé ailleurs, mais la papauté fournit un apport spécifique et irremplaçable, celui d'un « patronage », d'un mécénat ouvrant une possibilité de création exceptionnelle. Celui-ci permet à Rome d'occuper une position artistique dominante en Europe qui durera jusqu'au XIXe siècle.
Neveu du pape Sixte IV, qui a toujours été un de ses modèles, son expérience comme cardinal légat à Avignon lui a permis de ressentir à quel point la résidence papale en terre de France était beaucoup plus grandiose que celle de Rome. Jules II est également capable d'orienter la faculté créatrice dans une direction donnée ; les préoccupations politiques ou « conjoncturelles » trouvent immédiatement une transposition qui, de l'actualité, atteint la dimension mythique. Il propose en définitive la version « romaine », c'est-à-dire universelle, du « mythe de la Renaissance » : restauratio de la grandeur antique par l'étude des monuments et des textes, renovatio de la grandeur antique par une création moderne qui en soit digne, plenitudo temporum par la synthèse de toute l'histoire humaine sou l'égide de la pensée chrétienne et de l'autorité romaine.
L'esprit du moment est pour une bonne part messianiste : un nouvel âge d'or est proche, la sanction pontificale « récupérant » l'ensemble des créations humaines. Le « classicisme » est un art vivant, actuel, « moderne » et complet. La culture est l'outil par lequel Rome doit convaincre du bien-fondé de sa mission spirituelle et politique. Pour Jules II, l'art doit inventer la grande imagerie digne de son pouvoir et de cette Rome nouvelle et éternelle dont il est le fondateur. Ils appellent les plus grands qui seuls peuvent en être capables.

### Urbanisme et architecture

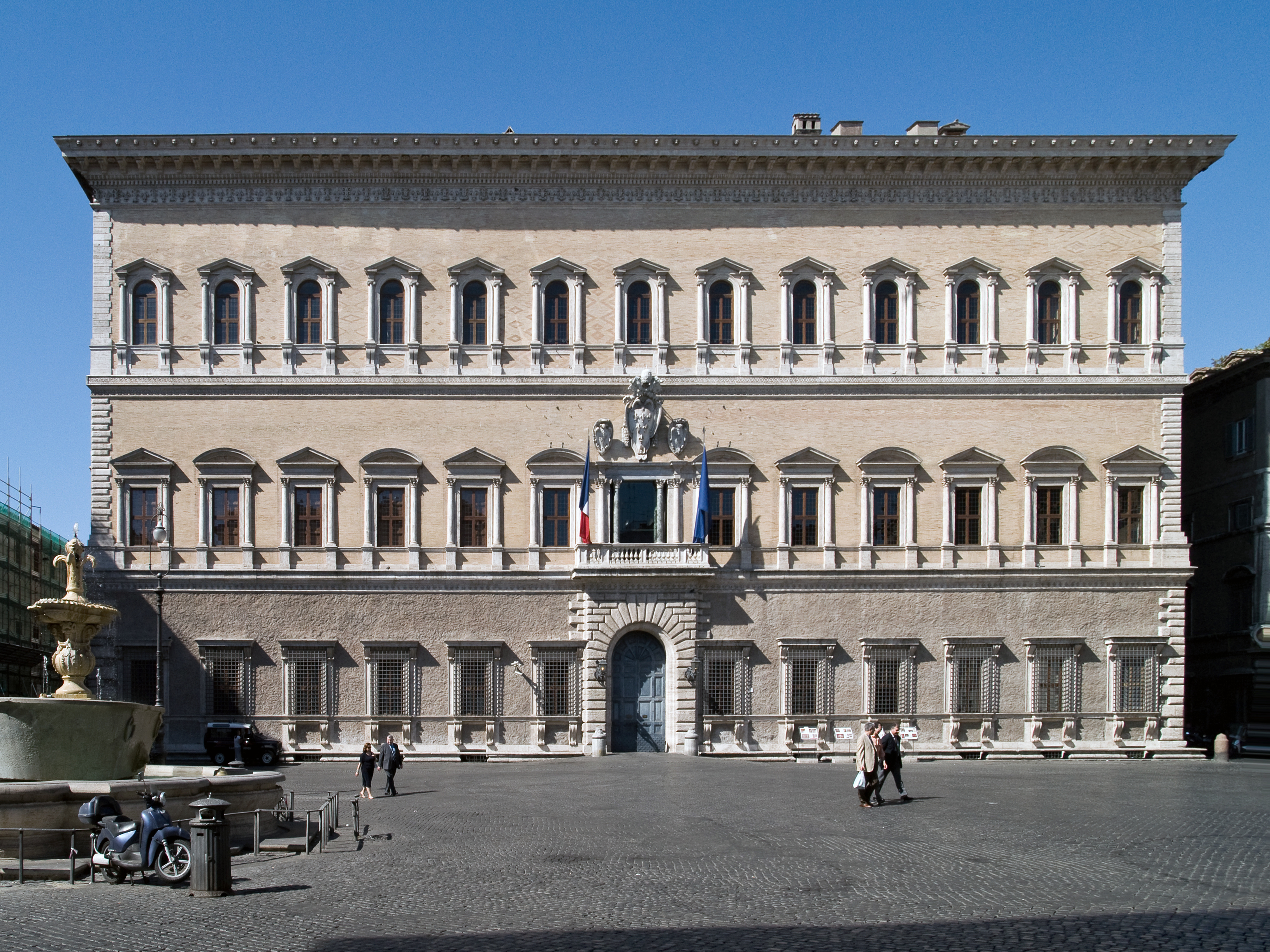
Palais Farnèse.

Jules II est, après Sixte IV et avant Sixte Quint, l'autre grand urbaniste de cette période à Rome. Un nouveau tracé routier est conçu dans la ville sous la direction de Bramante, destiné à restaurer l'antique « parcours triomphal » des empereurs, avec l'ouverture de la Via Giulia et l'aménagement de la via della Lungara qui mène du Borgo à la porte Settimiana et qui, d'après les projets aurait dû être insérée dans la Via Portuensis. Des palais sont édifiés le long de la toute nouvelle via Giulia, voie triomphale rectiligne qui toutefois fini en cul-de-sac faute d'avoir reconstruit le pont dit de Néron. C'est le quartier des Florentins et de leur architecte préféré Sangallo le Jeune qui lui-même habite et travaille via Giulia dans ce qui est devenu le palais Sacchetti. Il construit le palais Clarelli, le palais Baldassini et en 1512, il commence le palais Farnèse. Achevé par Michel-Ange et Giocomo della Porta, ce palais constitue l'archétype du palais renaissant, en parfaite exécution des règles vitruviennes : une façade très sobre qui n'est plus divisée que par les rangs serrés des fenêtres dans un effet monumental, mais équilibré.

#### Bramante
Bramante est présent à Rome dès le début du siècle, après la chute de Ludovic le Maure. Certainement l'architecte le plus romain de la Renaissance, Ombrien de naissance, il travaille d'abord en Lombardie et ne rejoint Rome qu'en 1499, à l'âge de 55 ans. Il y reprend ses réflexions sur la structuration organique et cohérente des bâtiments avec le cloître de Santa Maria della Pace (1500-1504) et avec le temple de San Pietro in Montorio (1502) reconnu comme le manifeste de la nouvelle architecture avec ses proportions d'une rare harmonie.
Dans sa première œuvre romaine, le cloître de Santa Maria della Pace, Bramante crée des colonnes avec application de pilastres pour soutenir la galerie principale, comme ceux de la cour inachevée du palais de Venise datant des années 1460, émanation des édifices classiques comme le Théâtre de Marcellus ou le Colisée.
Avant l'édification du temple de San Pietro, peu de nouvelles églises sont construites à Rome pendant cette période. Seules des reconstructions ou des extensions sont entreprises, dont celle de San Pietro, église du IXe siècle qui fut reconstruite en 1484. Le temple est destiné à être installé au centre du cloître constitué d'une cour centrale à arcades, qui ne fut pas réalisé. Temple à plan centré, il a une forme cylindrique entourée d'une colonnade toscane, avec tambour et dôme. Les motifs de l'art antique y sont retravaillés dans des formes « modernes », transmettant ainsi des connaissances fondamentales aux architectes qui suivront. Commandé en 1502 comme martyrum sur le site du Janicule où la tradition place la crucifixion de saint Pierre, cette minuscule chapelle se réfère aux temples circulaires antiques tel celui de Tivoli, également à deux cylindres imbriqués, mais le cylindre inférieur du temple de Bramante surplombe la colonnade extérieure et forme un dôme hémisphérique. Ses proportions correspondent à la racine carrée de deux, employée ici pour déterminer la relation des cylindres intérieurs et extérieurs en largeur et en hauteur, le rapport de la largeur totale par rapport à la hauteur totale. La relation mathématiques de 1 : 1 et 1 : 2 est respectée dans les proportions des deux cylindres considérés ensemble. Le seul plan connu du projet, publié en 1540 dans le Troisième Livre d'Architecture de Serlio, indique que ces systèmes régissent les relations entre le Tempietto et la cour dont il aurait dû être le centre. Cet édifice fait partie d'un ensemble, il est un élément d'un effet scénique sans lequel il perd sa fonction visuelle la plus importante.
En 1503, Jules II nomme Bramante surintendant général de la Fabrique de Saint-Pierre, lui confiant les chantiers conjoints du palais apostolique et de la résidence d'été du Belvédère conçue à l'époque d'Innocent VIII. Le plan d'origine, réalisé seulement en partie et modifié par la construction d'un autre bâtiment transversal à la fin du XVIe siècle, prévoit une vaste cour en terrasse entre deux grandes ailes, avec des escaliers spectaculaires et une grande exèdre au sommet, clairement inspirés par le sanctuaire de Palestrina et les descriptions de villas romaines antiques. Sur le côté de la cour principale du Vatican, la cour San Damaso, Bramante édifie une construction de quatre étages influencée de la Rome antique. La succession de niveaux d'arcades ouvertes surmontées d'une loggia (aujourd'hui vitrée), reprend la forme du Colisée et va devenir le type de plan le plus durable pour les cours.

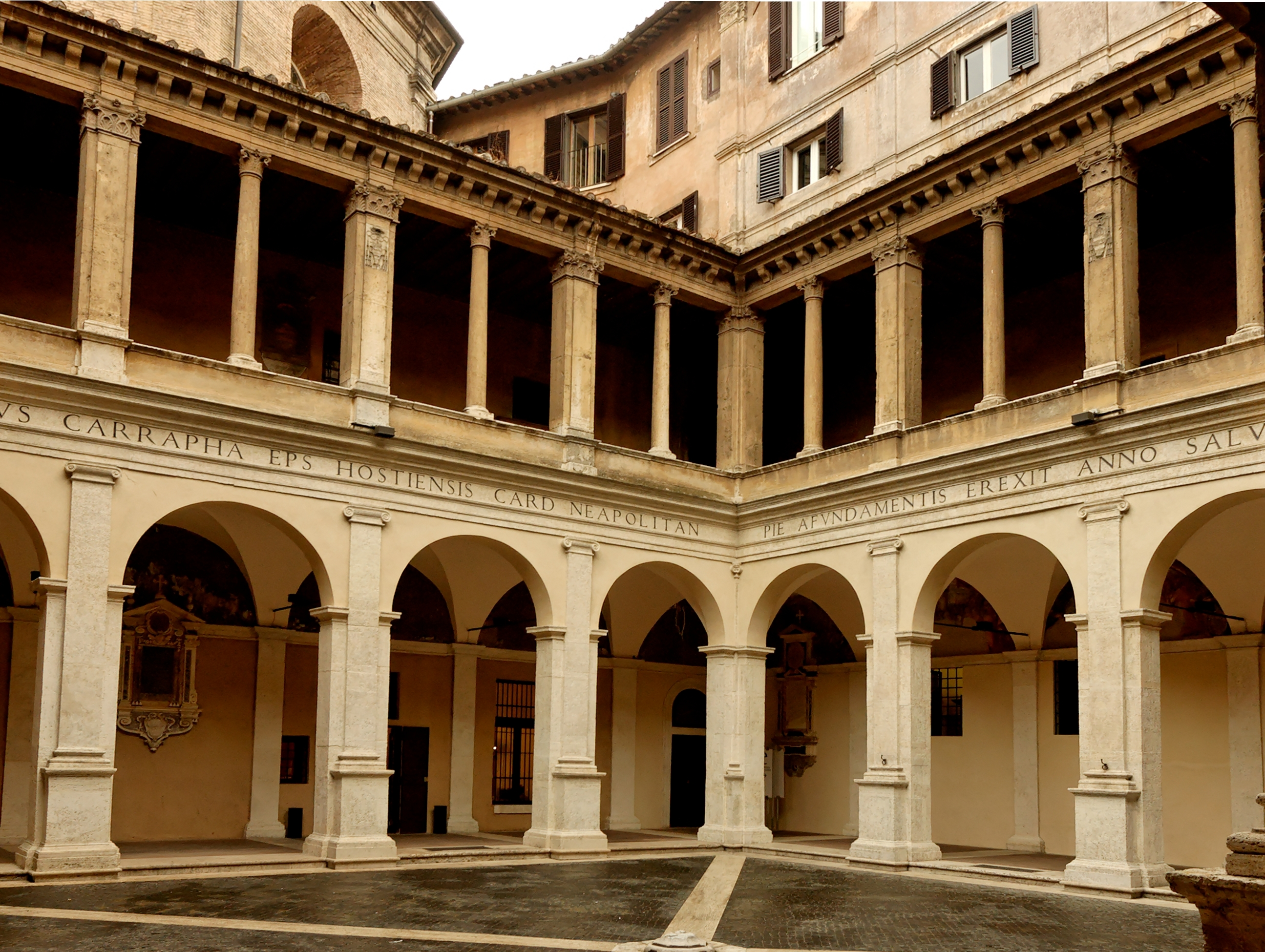
Cloître de Sainte-Marie de la Paix
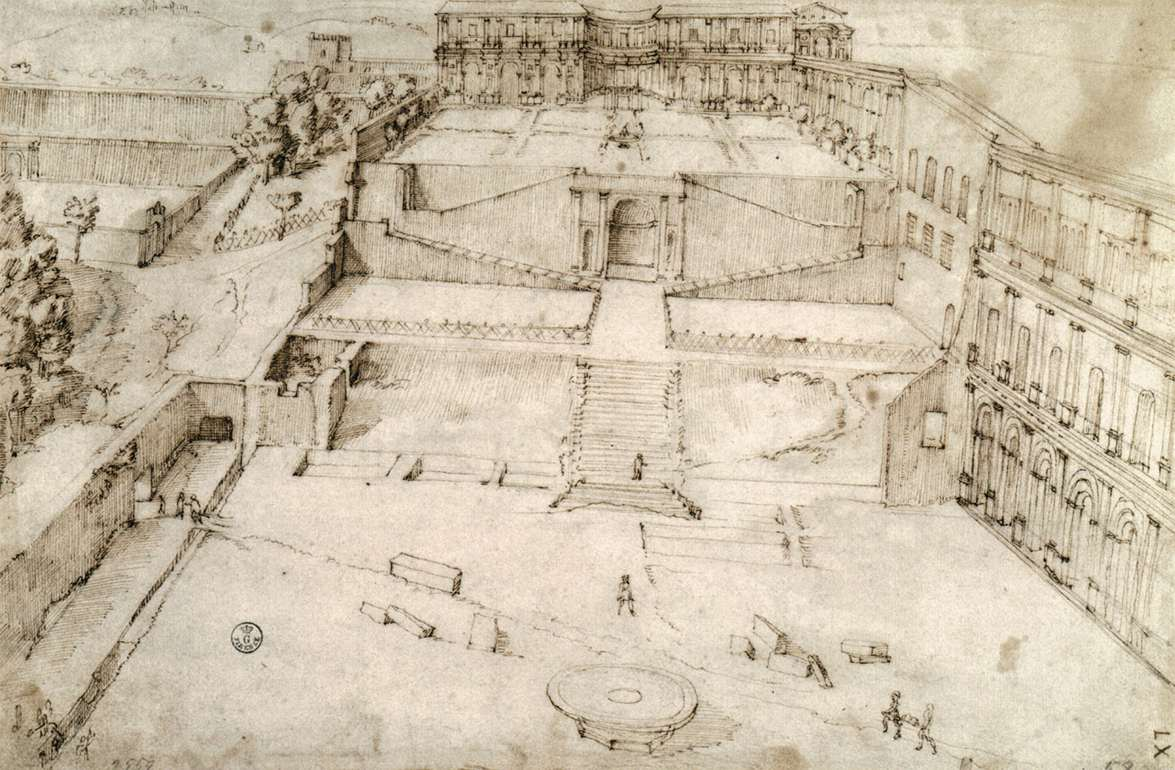
Giovanni Antonio Dosio, dessin de la cour du Belvédère d'après les projets de Bramante.

#### Basilique Saint-Pierre

Projet de Bramante pour la basilique Saint-Pierre.

À la fin du XVe siècle, l'édifice ne peut pas être conservé en l'état : les murs de la nef penchent d'un mètre et le palais pontifical est insuffisant. Dans les premiers mois de 1506, face à l'impossibilité de mettre en œuvre les projets de ses prédécesseurs pour la basilique Saint-Pierre, dont la construction d'un dôme à la jonction des bras du transept, le pontife prend la décision audacieuse de démolir et de reconstruire complètement la basilique datant de l'époque de Constantin. Bramante élabore plusieurs projets, mais celui qui est choisi utilise un plan central, basé sur la croix grecque, avec quatre éléments plus petits en croix grecque dans les angles, reprenant les réflexions sur le thème du plan centré élaborées ces années-là. La croisée doit être surmontée d'un énorme dôme hémisphérique soutenu par une colonnade. La décision de remplacer la croix latine doit être comprise en tenant compte de la combinaison du martyrium des débuts du christianisme, presque toujours avec plan central, et du plan central vu comme l'expression de la perfection mathématique symbolisant la perfection divine.
Bramante rencontre cinq problèmes majeurs : la position du tombeau de saint Pierre, placé devant le maître-autel et destiné à devenir le centre sous le dôme, la présence derrière l'abside de fondations creusées pour un nouveau chœur dans les années 1450 et jamais achevé, la place limitée par les bâtiments du Vatican et le besoin de laisser l'accès au tombeau de l'apôtre aux pèlerins, et enfin la nécessité d'une loggia sur la façade pour la grande cérémonie annuelle de la bénédiction papale « Urbis et Orbis ». Aucun édifice en Italie depuis l'Antiquité n'approche les dimensions envisagées pour la basilique.
Le plan de Bramante est rapidement contesté : sa forme est compliquée d'un point de vue liturgique, n'offrant pas assez de place aux processions et aux grands rassemblements ; les sacristies et les chapelles ne sont pas assez nombreuses. En faisant reculer l'atrium existant, une partie de l'espace qui aurait pu servir à l'intérieur est perdu. Toutefois, la forte personnalité de Jules II rend toute protestation vaine.
De 1506 à 1514, Bramante suit les travaux de la basilique et bien que son projet soit abandonné plus tard par ses successeurs au profit d'une basilique en croix latine, le diamètre du dôme (40 mètres, presque autant que celui du Panthéon) et les dimensions resteront inchangés. Seules les fondations des piliers de la croisée et du chœur sont achevés à la mort de l'architecte, mais les piliers sont insuffisants pour supporter l'immense dôme.
L'architecte ne laisse apparemment pas de plans détaillés ; les travaux seront repris par Michel-Ange en 1547. L'exploit de Bramante tient en l'envergure de son projet et à sa confiance en la possibilité de réalise ses idées. Mais à sa mort, la disparition de la vieille basilique et de ses fresques est assimilée par l'opinion romaine, qui ne nourrit pourtant pas le respect absolu des monuments anciens, à du vandalisme et à un geste sacrilège.

#### Peruzzi

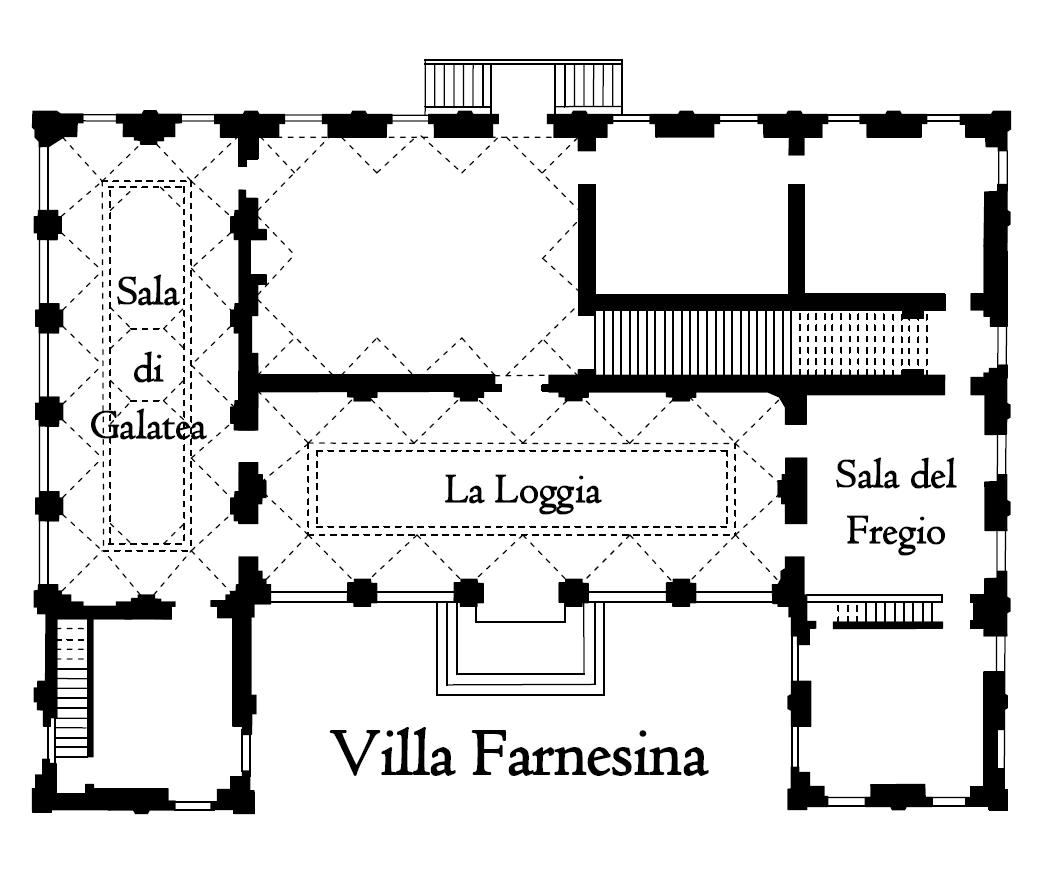
Plan de la villa Farnesina.

Le Siennois Baldassarre Peruzzi est un des grands architectes actif dans la capitale à cette époque. Il arrive vers 1503 à Rome où il fréquente l'atelier de Bramante. Il travaille principalement pour le banquier Agostino Chigi, pour qui il conçoit la Farnesina (à l'époque appelée Villa Chigi), composée d'une interprétation libre d'éléments classiques. Son plan présente une originalité particulière avec la façade donnant sur les jardins, deux projections latérales et une loggia centrale au rez-de-chaussée qui agit comme un filtre entre le milieu naturel et la structure architecturale. En haut, dans le gran salone, il peint l'une des premières décorations en trompe-l'œil romaines. La pièce semble s'ouvrir sur une loggia avec colonnes donnant sur Rome alors que tout est illusion, la loggia, les colonnes et les statues des niches, qui toutes sont peintes.

### Michel-Ange

#### Tombeau deJulesII(premier projet)

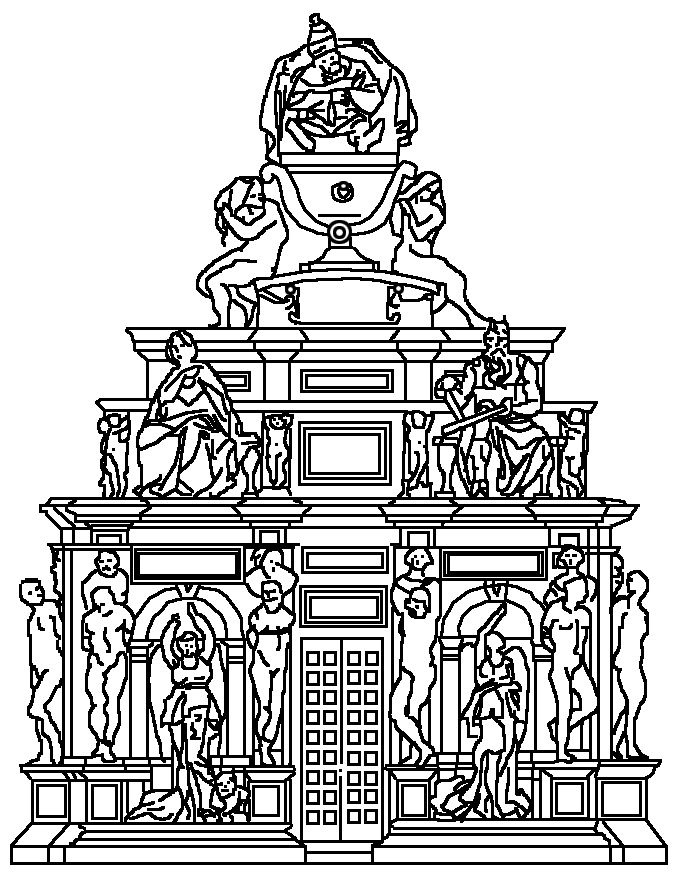
Reconstitution hypothétique du projet de 1505.

Michel-Ange est présent à Rome dès 1496 où il présente à Alexandre VI une Pietà et où il sculpte son Bacchus, statue pseudo-antique. C'est probablement Giuliano da Sangallo qui rapporte au pape en 1505, les étonnants succès florentins de Michel-Ange, dont la sculpture colossale de David. Convoqué à Rome, alors qu'il travaille à la Bataille de Cascina dont le carton est partiellement terminé, il se voit confier la construction d’un tombeau monumental pour le pape.
Le premier projet prévoit une structure architecturale colossale isolée dans l'espace, composée de trois ordres qui se rétrécissent progressivement, partant d'une base rectangulaire pour se diriger vers une forme presque pyramidale. Une quarantaine de statues, à une échelle plus grande que nature, sont disposées autour du catafalque du pape, lui-même en position surélevée. Certaines sont disposées sans support, d'autres adossées à des niches ou à des piliers, sur les quatre faces du monument, correspondant au goût pour la grandeur et l'articulation complexe. Le thème du décor statuaire est le passage de la mort terrestre à la vie éternelle de l'âme, dans un processus de libération de l'emprisonnement de la matière et de l'esclavage de la chair. Au moment de la conception du monument, les projets de reconstruction de Saint-Pierre ne sont pas arrêtés et un monument de cette taille ne peut trouver place dans l'ancienne basilique, sauf dans le nouveau chœur en projet depuis 1450.
Alors qu’il est parti à Carrare pour choisir les marbres, Michel-Ange subit, selon des sources de l'époque, une sorte de complot contre lui ourdi par les artistes de la cour pontificale, en particulier par Bramante qui détourne l'attention du pape du projet de monument funéraire, jugé comme un mauvais présage pour une personne encore vivante et ayant des projets ambitieux. C'est ainsi qu'au printemps 1506, Michel-Ange, qui revient chargé de marbre après huit mois de travail épuisant, découvre avec amertume que son projet monumental n'est plus au centre des préoccupations du pontife et est écarté au profit du chantier de la basilique et de nouveaux plans de guerre contre Pérouse et Bologne.
Buonarroti, dont les matériaux et le travail ne sont pas payés, incapable d’avoir ne serait-ce qu'une audience de clarification, chassé par les domestiques du pape, s'enfuit, furieux et humilié, à Florence, où il reprend des projets suspendus avant son départ. Il faudra des demandes répétées et menaçantes du pape pour enfin envisager l'hypothèse d’une réconciliation. L'occasion est donnée avec la présence de Jules II à Bologne en 1507 : l'artiste y fond une statue de bronze pour le pape, la Bénédiction de Jules II, et quelques années plus tard, à Rome, il obtient un travail de « réparation » avec la décoration du plafond de la chapelle Sixtine.

#### Plafond de la chapelle Sixtine

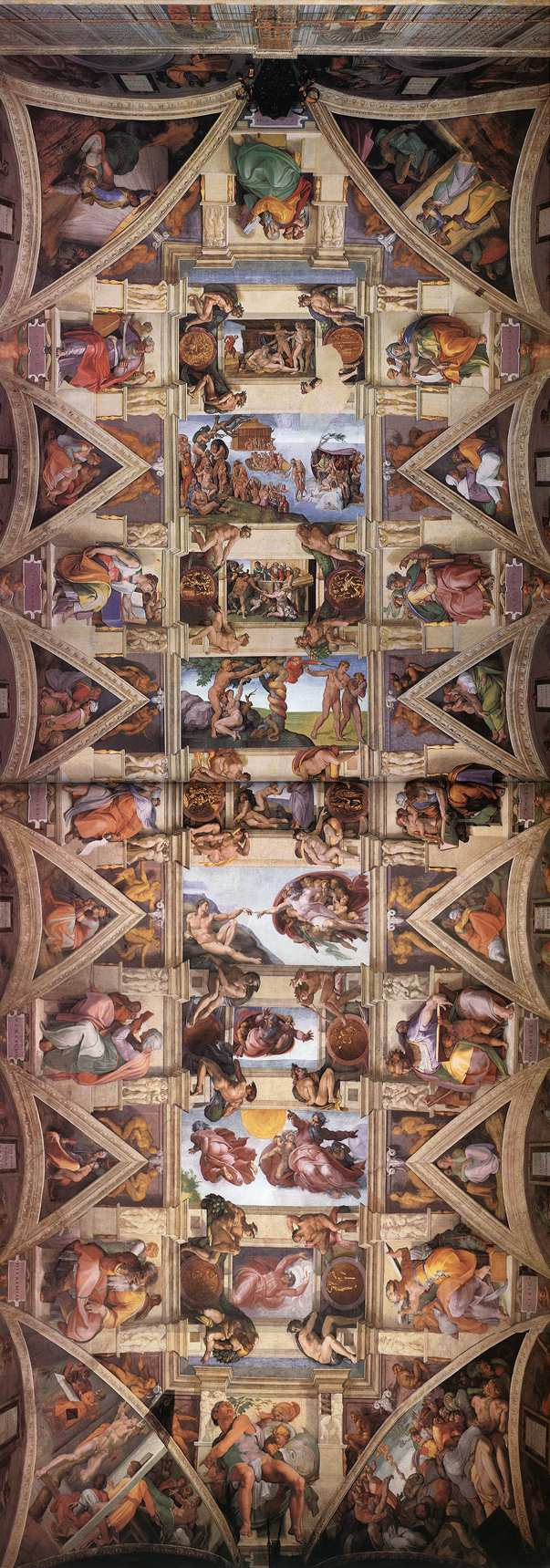
Plafond de la chapelle Sixtine.

La voûte de la chapelle Sixtine se fissure au printemps 1504, rendant une reconstruction inévitable. Le choix se porte sur Buonarroti, malgré son manque d'expérience dans l'utilisation de la technique de la fresque. Cette commande lui est imposée plus que donnée en 1508, plus ou moins pour remplacer le tombeau et le tenir occupé dans une grande entreprise. Après quelques hésitations, un premier projet assez simple, encore quattrocentesque, est développé, constituée en une architecture illusionniste avec la représentation des apôtres. Michel-Ange estime le programme trop « pauvre » et, première innovation radicale, obtient la licence de choisir le thème du décor et, finalement, de faire ce qu'il veut. Il l'enrichit des scènes de la Genèse dans les panneaux centraux, des représentations de voyants dans les assises en corbeau, des épisodes bibliques et des prophètes dans les cartouches, ainsi que la décoration des lunettes au-dessus de la série des papes du XVe siècle. À cela s'ajoutent d'autres figures de « remplissage », telles que l'Ignudi, les médaillons avec d'autres scènes bibliques et les figures des Nus en bronze. Si Michel-Ange surmonte sa déception quant à la fresque de Florence et au tombeau qui demeurent en suspens, en adaptant les figures qu'il a imaginées et parfois dessinées pour eux, et qu'il n'a pas pu utiliser, le rôle de Jules II dans l'incitation du créateur à l'invention est fondamental.
Michel-Ange franchit un pas historique qui mènera à l'affirmation de la responsabilité du créateur aux différents stades de la création, même si le cas demeure exceptionnel par son ampleur. La même liberté existe au niveau du traitement plastique du programme qu'il adopte. Le génie pictural de Michel-Ange se traduit d'abord dans le « colorisme » et dans le traitement des figures où il utilise systématiquement la valeur expressive de la « gestuelle », mais surtout par l'architecture fictive grâce à laquelle il relie et rassemble la multitude de fragments peints.
La voûte de la chapelle Sixtine est en berceau peu marqué, et mesure 40 m de long et 13 m de large. Les fenêtres qui s'ouvrent sur la longueur mordent sur la voûte et forment des pendentifs. Elles sont surmontées de lunettes au-dessus desquelles, à la jonction du mur et de la voûte, sont placés des tympans triangulaires. la partie centrale de la voûte est presque plate. C'est certainement pourquoi Michel-Ange a délimité le centre par une corniche peinte qui semble coupée par cinq paires de nervures peintes allant d'un côté à l'autre. Il obtient ainsi cinq petits et quatre grands rectangles qu'il orne des scènes de l'Ancien Testament.
Les scènes centrales doivent être visibles de l'autel, mais Michel-Ange commence à les peindre du côté opposé. Les théologiens au service du pape l'ont certainement aidé à élaborer un ensemble décoratif d'une grande complexité avec de multiples lectures : les récits de la Genèse, par exemple, peuvent également être interprétés comme des préfigurations de la Passion et de la résurrection du Christ. La lecture en est idéalement effectuée lors des processions papales, quand le pontife entre dans la chapelle lors des solennités les plus importantes, comme celles de la Semaine sainte. Le choix du sujet est conditionné par les deux séries de fresques, peintes en 1481-1482 au bas des murs qui illustrent les vies de Moïse et du Christ, et établissent un parallèle entre l'Ancienne et la nouvelle Loi, avec des scènes du monde avant la loi mosaïque, en commençant par la Création.
En juillet 1508, l'échafaudage, qui occupe environ la moitié de la chapelle afin de ne pas nuire aux activités liturgiques, est prêt ; Michel-Ange peut commencer la réalisation de la fresque. Au début, il est aidé par des collègues spécialement appelés de Florence, à qui il prévoit de confier toute la réalisation sous sa direction comme c'est la coutume, mais mécontent de leurs résultats, il les renvoie bientôt, procédant à l'immense tâche seul, avec la seule aide de quelques garçons pour transporter les cartons et peindre l'immense zone remplie de détails architecturaux et décoratifs. Si pour les scènes centrales, il utilise la technique du spolvero avec des dessins préparés, pour les scènes latérales, il procède beaucoup plus rapidement, peignant sur des croquis directement esquissés sur le mur. En août 1510, les travaux sont presque à mi-chemin ; l’échafaudage est démonté pour l'installer de l'autre côté. La première moitié du plafond est inaugurée officiellement le 15 août 1511.
À cette occasion, l'artiste peut enfin voir son travail d'en bas et prend en conséquence la décision d'augmenter l'échelle des personnages, avec des scènes inférieures moins encombrées mais plus efficaces, des décors plus nus, des gestes plus éloquents, et moins de niveaux de profondeur. Il ajoute aussi l'emploi de l'or dans les parties décoratives. En 1511, après une interruption d'environ un an des travaux en raison des engagements militaires du pontife, Michel-Ange retourne au travail, procédant dès lors très rapidement. L'énergie et la « terribilité » des figures sont accentuées à l'extrême, de la grandeur majestueuse de la création d'Adam, aux mouvements tourbillonnants des trois premières scènes de la création, dans lesquelles Dieu le Père apparaît comme le seul protagoniste. Même les figures des Prophètes et des Sibylles augmentent en proportion et en pathos psychologiques à mesure qu'elles s'approchent de l'autel, jusqu'à la fureur divinatoire de l'énorme Jonas.
Dans l’ensemble, cependant, les différences stylistiques ne sont pas visibles, grâce à l’unification chromatique de tout le cycle dans des tons clairs et brillants, redécouverts lors de la dernière restauration. En effet, c’est surtout la couleur qui définit et modèle les formes, avec des effets changeants, des niveaux de dilution et des degrés de finitions différents (de la finition parfaite des choses au premier plan à une nuance opaque pour celles en arrière), plutôt que le recours aux nuances sombres.
Les neuf histoires de la fresque ont des sujets simples et faciles à identifier. L'Expulsion est traitée d'une manière très proche de Masaccio un siècle plus tôt. Le Déluge n'est pas un sujet courant, le plus connu précédemment est celui d'Uccello à Florence, mais il est traité d'une manière différente. Michel-Ange insiste sur l'impuissance de l'homme et sa condition désespérée si, en abandonnant Dieu, il se prive du salut. La dernière scène, juste au-dessus de l'autel, représente un seul personnage symbolisant Dieu, séparant la lumière des ténèbres, ou la création de la forme à partir du chaos. Personne avant Michel-Ange n'a eu la hardiesse d'imaginer l'origine du monde en terme picturaux, aucun artiste du XVe siècle n'a été capable de concevoir cette image, démonstration du fossé séparant l'art de la première Renaissance de celui du début du XVIe siècle.
Une grande partie du génie de Michel-Ange repose sur sa maîtrise du « logos » biblique, l'intégration d'une thématique néoplatonicienne qui élargit le message universel de l'Ancien testament, et sur le souffle héroïque qui parcourt cette immense composition.

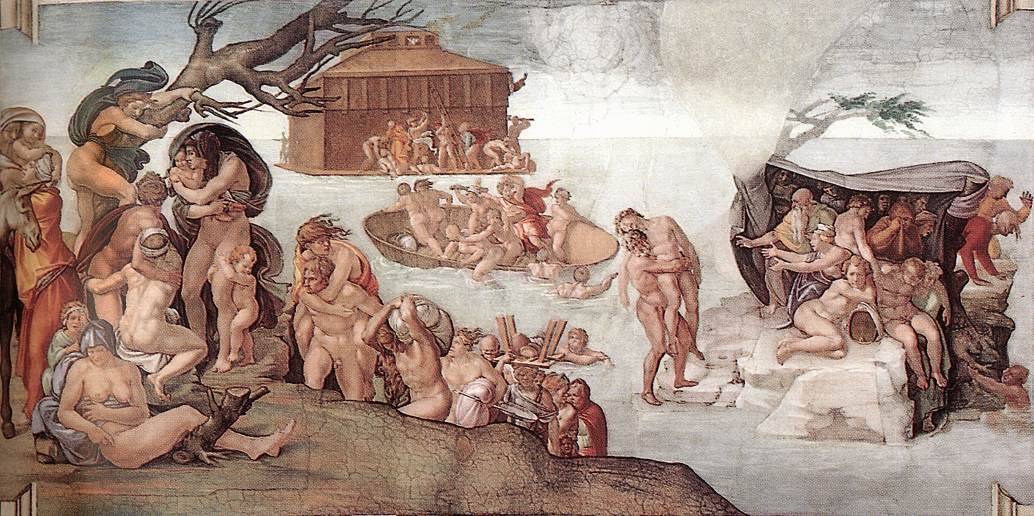
Le Déluge (première phase)
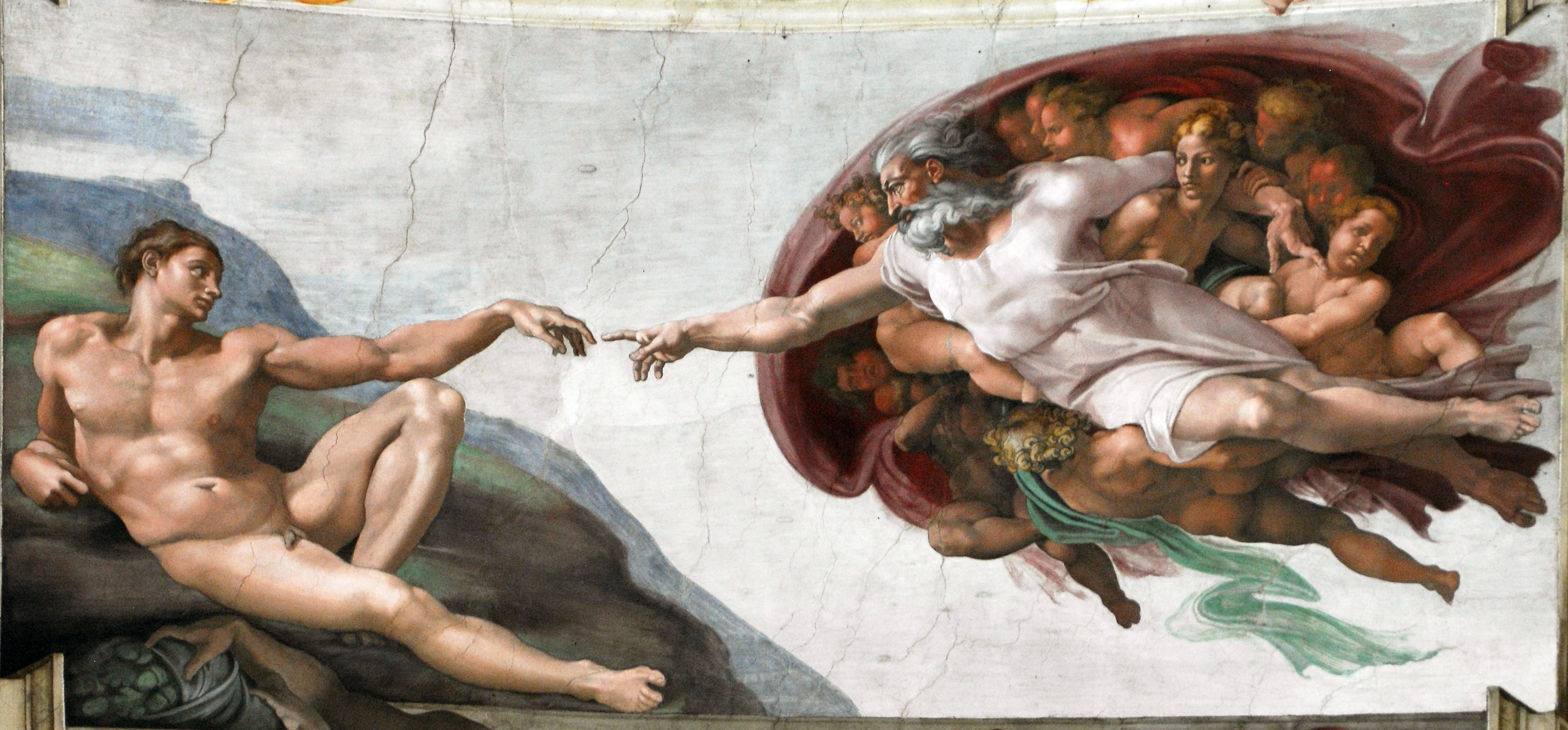
La Création d'Adam (seconde phase)
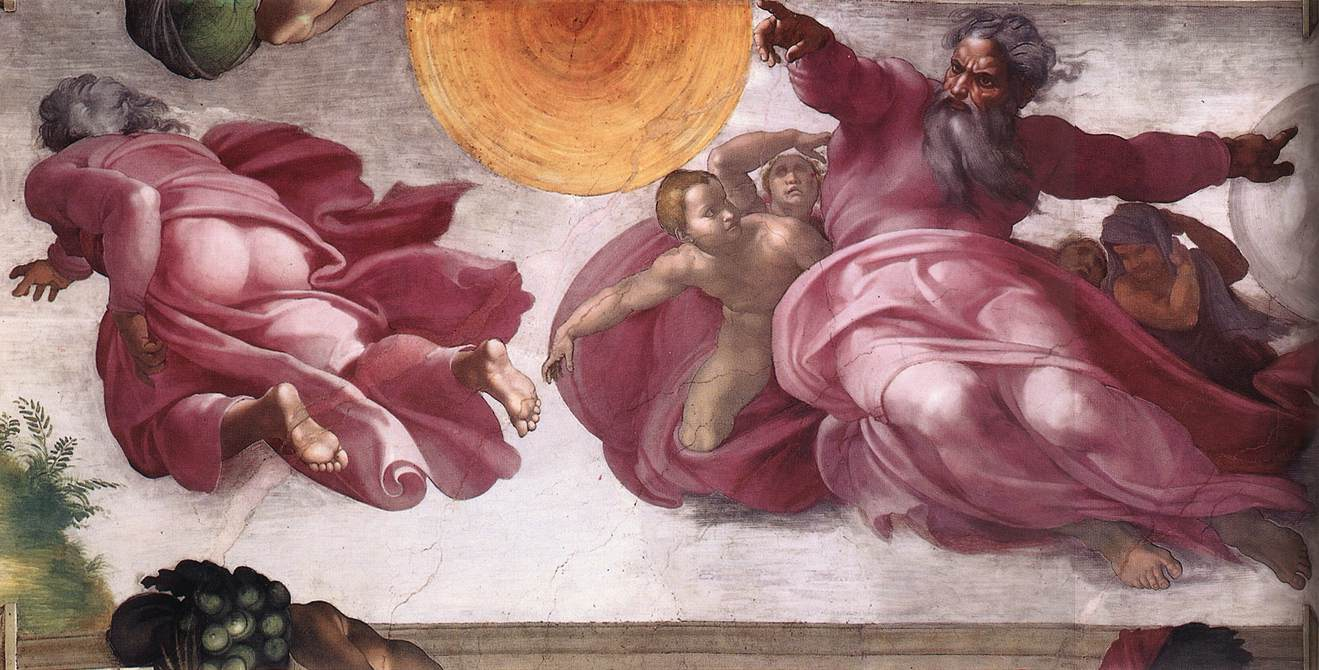
Création des étoiles et des plantes (seconde phase)
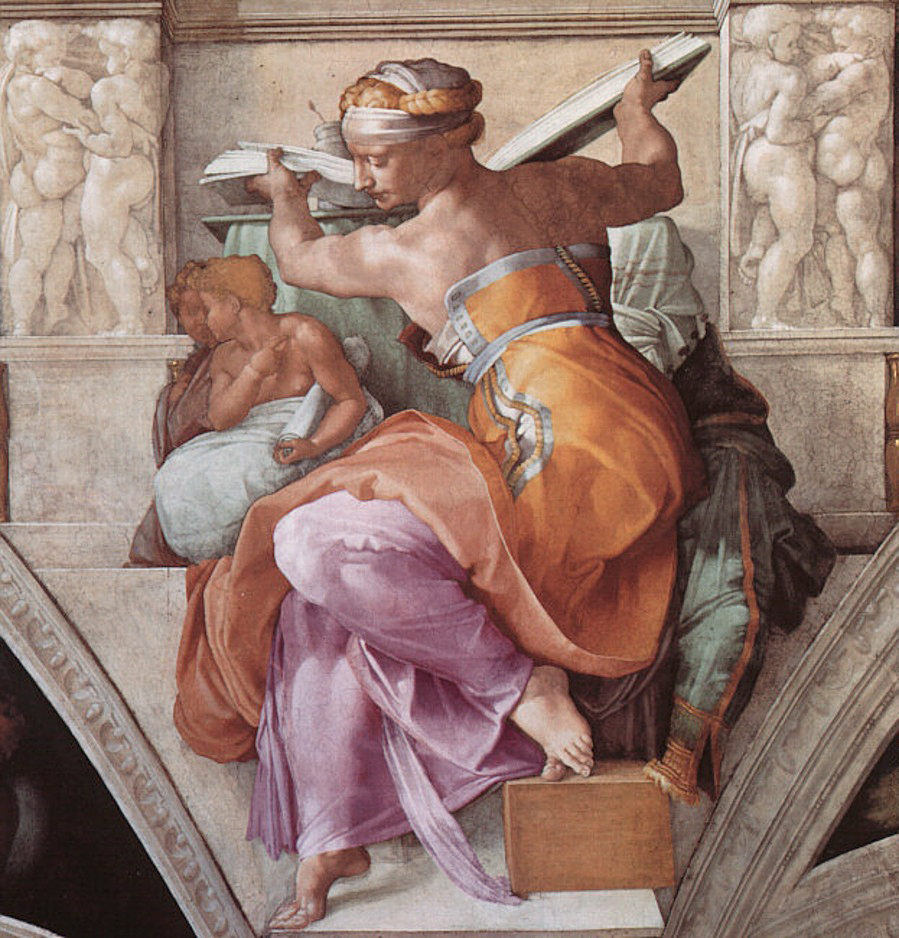
Sibylle libyque
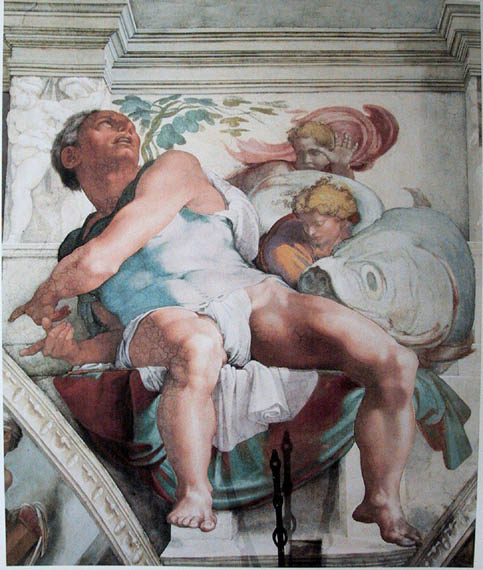
Jonas

### Raphaël
Lorsque Raphaël arrive à Rome en 1508, il n'a que 25 ans, mais déjà une œuvre et une réputation considérables. Assistant de Pinturicchio à la cathédrale de Sienne, son style est de plus en plus personnel, s'éloignant des règles de l'école ombrienne où il s'est formé, pour s'inspirer des leçons de Léonard de Vinci qu'il reprend à son compte avec virtuosité.

#### Les Chambres
La décoration d'un nouvel appartement officiel, les dénommées chambres du Vatican ou chambres de Raphaël, qui doivent servir de bureaux au pape est l'autre grande œuvre picturale du pontificat de Jules II. Refusant d'utiliser l'appartement Borgia, sa haine pour son prédécesseur s'étendant aux pièces du Vatican décorées pour Alexandre par Pinturicchio sur le thème de la puissance et des succès des Borgia, le pape choisit des pièces à l'étage supérieur, datant de l'époque de Nicolas V, et dans lesquelles il y avait déjà des décorations du XVe siècle de Piero della Francesca, Luca Signorelli et Bartolomeo della Gatta. Il fait d'abord peindre les plafonds par un groupe composite de peintres dont Le Pérugin, Le Sodoma, Baldassarre Peruzzi, Bramantino et Lorenzo Lotto, ainsi que le spécialiste du grotesque Johannes Ruysch.
Fin 1508, Raphaël rejoint Rome, sur les conseils de Bramante, son concitoyen d’Urbino. Les premiers essais effectués sur le plafond et dans les lunettes de la Chambre de la Signature convainquent le pontife au point qu'il confie la décoration de toute la pièce, et donc de l'ensemble de l’appartement à Sanzio, sans hésiter à faire détruire les œuvres les plus anciennes.
Le programme de la décoration est forcément cérémonieuse et soigneusement élaborée. Il relie les pièces, qui s'enchaînent et sont éclairées des deux côtés, en une suite ordonnée. Ces pièces sont notamment percées par des portes et des fenêtres ; le génie de Raphaël consiste à tirer parti de ces interruptions sans les laisser perturber les compositions.
À l'origine, les murs sous les fresques, qui comporte aujourd'hui un lambris peint par Perino del Vaga, étaient ornés d'intarsie et sans doute de bibliothèques qui furent détruites par l'armée d'occupation après le sac de Rome.

##### La Chambre de la Signature
Raphaël commence par la pièce du milieu, la Chambre de la Signature, ainsi nommée parce qu'on y scelle des documents. Son thème est l'intelligence humaine inspirée par Dieu et elle est décorée de scènes liées aux différentes connaissances, peut-être du fait de son utilisation hypothétique en tant que bibliothèque. La Dispute du Saint-Sacrement est une célébration de la théologie, L'École d'Athènes, celle de la philosophie, Le Parnasse, celle de la poésie et Les Vertus cardinales et théologales, celle du droit.
Peintes de 1509 à 1511, les fresques illustrent l'apogée de la Haute Renaissance. L'ordre, le calme, la subordination du détail à l'effet général, la participation de chaque élément au sens de l'ensemble sont assimilés et bien utilisés. Le style est ample, un peu solennel et fait de Raphaël un peintre érudit, familier des dialogues philosophiques entendus à la cour de Laurent le Magnifique puis à Rome. Le peintre refuse d'exécuter une simple galerie de portraits d'hommes illustres et de figures symboliques, comme le font par exemple Le Pérugin ou Pinturicchio, mais essaie d'impliquer les personnages dans une action, en leur donnant des mouvements et des expressions. Ce qui pourrait être une somme fastidieuse de références culturelles réussit à devenir une totalité vivante à travers laquelle s'exprime le mythe messianique de la Renaissance romaine. L'architecture, transposition des projets de Bramante pour Saint-Pierre, constitue l'arrière plan glorificateur d'une pensée humaine présentée en acte, dans l'instant de son invention et de sa totalisation moderne. Raphaël, très différent de Michel-Ange, renouvelle la tradition scolastique du thème pour affirmer dans sa propre pratique picturale, la venue d'un plenitudo temporum à l'intérieur de la sphère artistique elle-même.
Bien qu'organisée pour unifier les deux moitiés de la composition, la sphère céleste et la sphère terrestre, La dispute du Saint Sacrement comporte quelques archaïsmes, des rappels d'œuvres plus anciennes qui suggèrent que Raphaël cherche encore sa voie. Le Jugement dernier de Fra Bartolomeo, qu'il avait dû voir à San Marco à Florence, inspire la rangée de saints assis sur des trônes au-dessus du demi-cercle de nuages ; l'emploi de plâtre en relief pour les rayons et les bossages dorés représentant la splendeur du ciel est sans doute déterminé par une œuvre plus ancienne, comme le Paradis de Luca Signorelli à Orvieto. Ces points soulignent la rupture entre Raphaël et ses prédécesseurs. L'hostie exposée sur l'autel est le point de convergence des deux moitiés de la composition, elle donne son unité à la peinture et constitue son centre spirituel. Les figures proches de l'autel représentent les docteurs de l'Église. Le geste de chacun contribue au mouvement du tableau et à sa signification. L'homme qui lève le bras relie les deux mondes physiquement et spirituellement. Les gestes des figures périphériques contribuent à l'unité de sens et de forme. Ils dirigent mentalement et visuellement l'intérêt du spectateur vers le sujet principal.
Les marches, utilisées pour permettre aux personnages du plan terrestre de faire pendant à ceux de la sphère céleste, sont très en vogue à l'époque, traitement moderne des Couronnements de la Vierge du Trecento. Elles sont la clé de la composition : plus hautes qu'habituellement, elles permettent à Raphaël de faire circuler les groupes de philosophes dans le tableau et de construire un décor architectural et rationnel dans l'espace, en harmonie avec le sens du sujet. La disposition adroite des groupes et des figures dirige l'œil vers le centre. Platon et Aristote sont au centre de la scène : l'un lève la main vers un monde idéal au-dessus de celui des hommes, l'autre proteste d'une main dirigée vers le bas pour évoquer la réalité des sciences physiques à la base de son enseignement. Chaque groupe de philosophe est une unité reliée à l'ensemble par un détail, par exemple, celui de Pythagore, par le jeune homme debout et immobile. L'homme qui monte les marches fait le lien par son attitude avec le groupe des géomètres et par son geste rattache au mode qui l'entoure. L'architecture grandiose , qui correspond à ce que Bramante rêvait pour Saint-Pierre, joue un rôle important. L'arc inondé de lumière, tout au bout du transept au-delà de la croisée, encadre Platon et Aristote, les détachant ainsi de la foule. Raphaël apparaît tout à fait dans le coin, à droite derrière Le Sodoma, ignorant l'avertissement d'Alberti qui disait que lorsque portraits et figures idéalisées sont mêlées, les portraits dominent toujours.
Dans Le Parnasse, Raphaël conçoit une composition complexe autour de la fenêtre qui interrompt la fresque. Il fait croire que l'embrasure de l'ouverture est derrière la fresque et non au milieu. Les Vertus cardinales, incarnées par la Force, le Tempérance et la Prudence, surmontent la fenêtre. Ces figures en mouvement sont vues en perspective d'en bas et en contrapposto accentué.

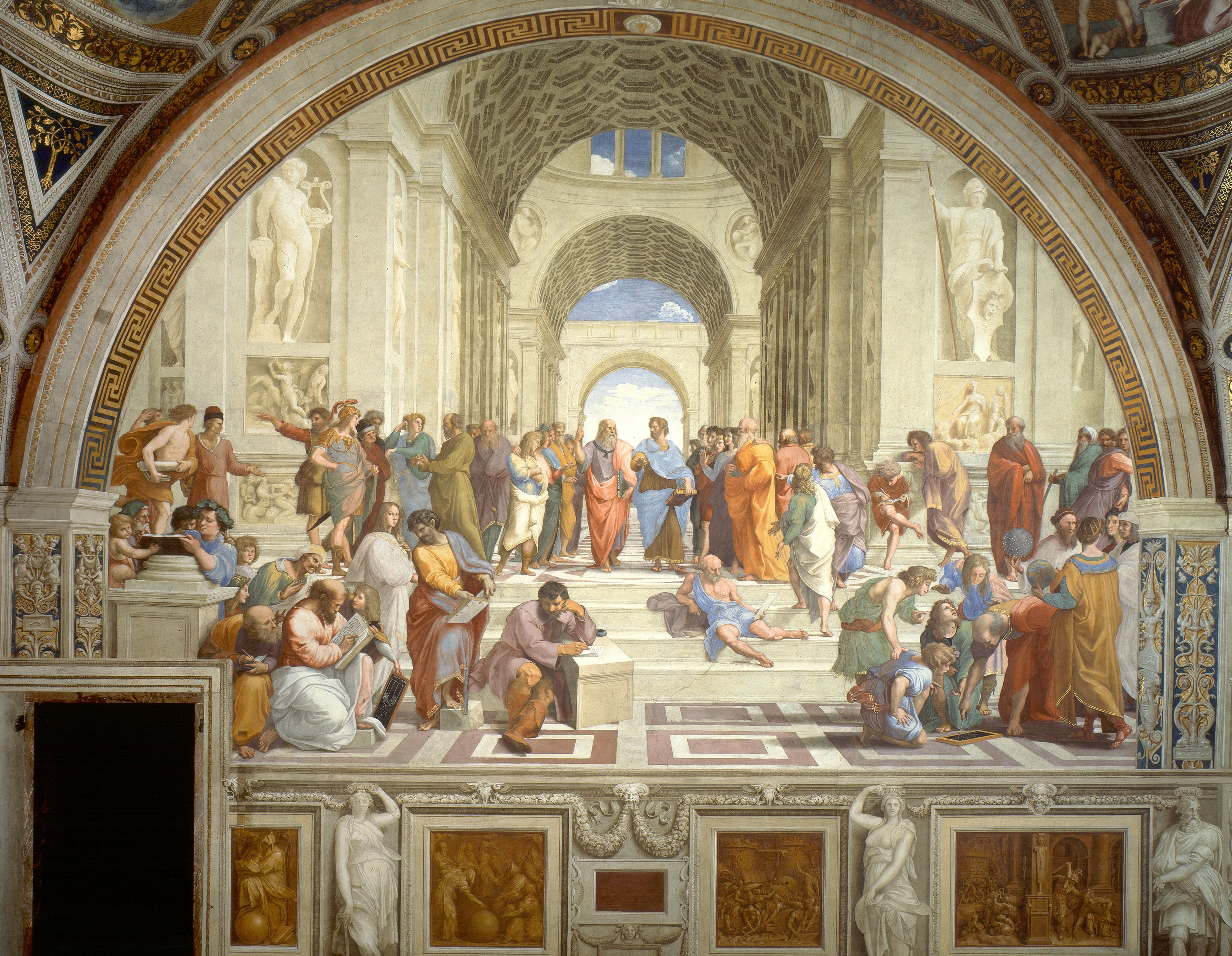
Paroi est : L'École d'Athènes.
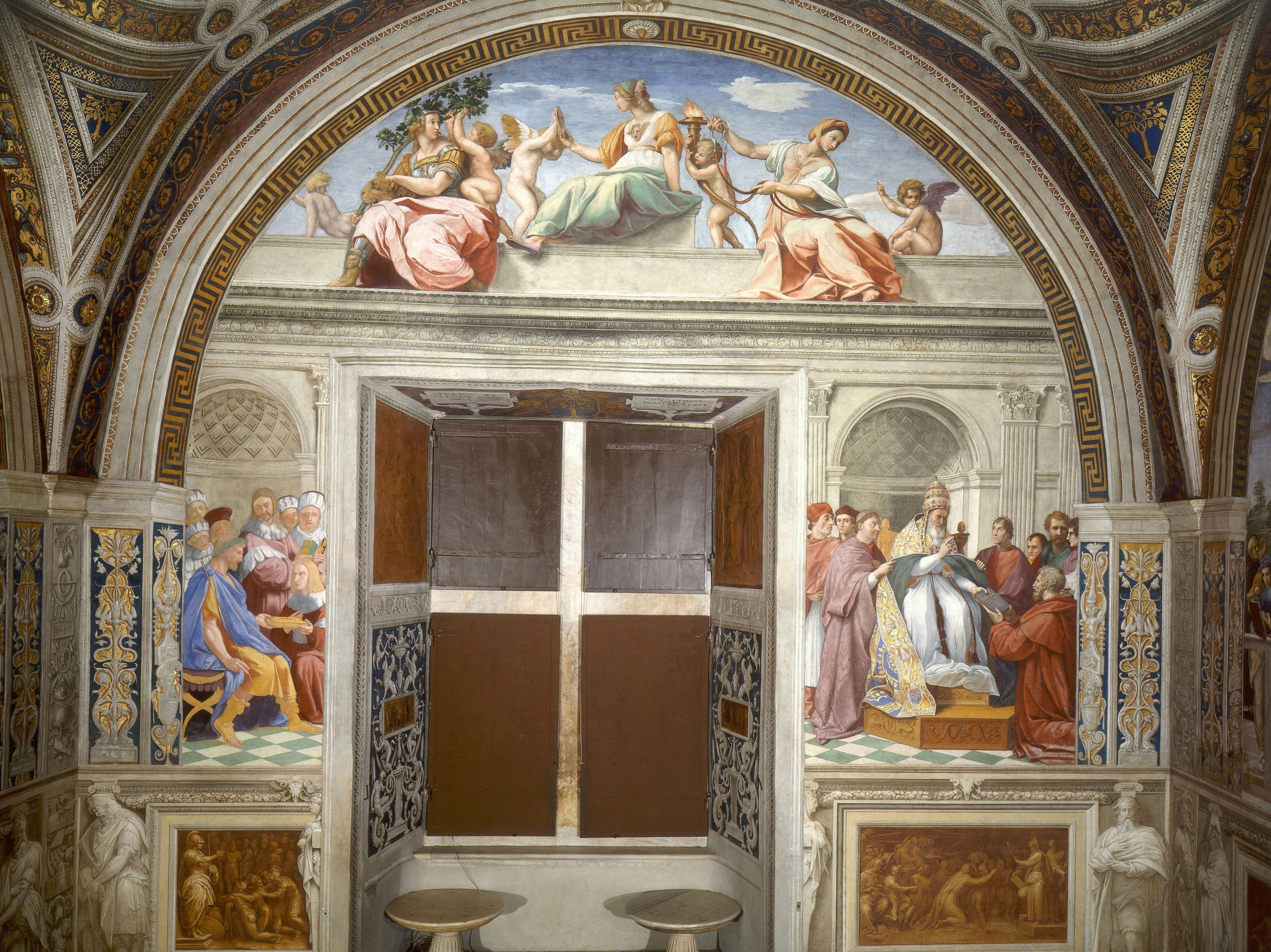
Paroi sud : Les Vertus cardinales et théologales.
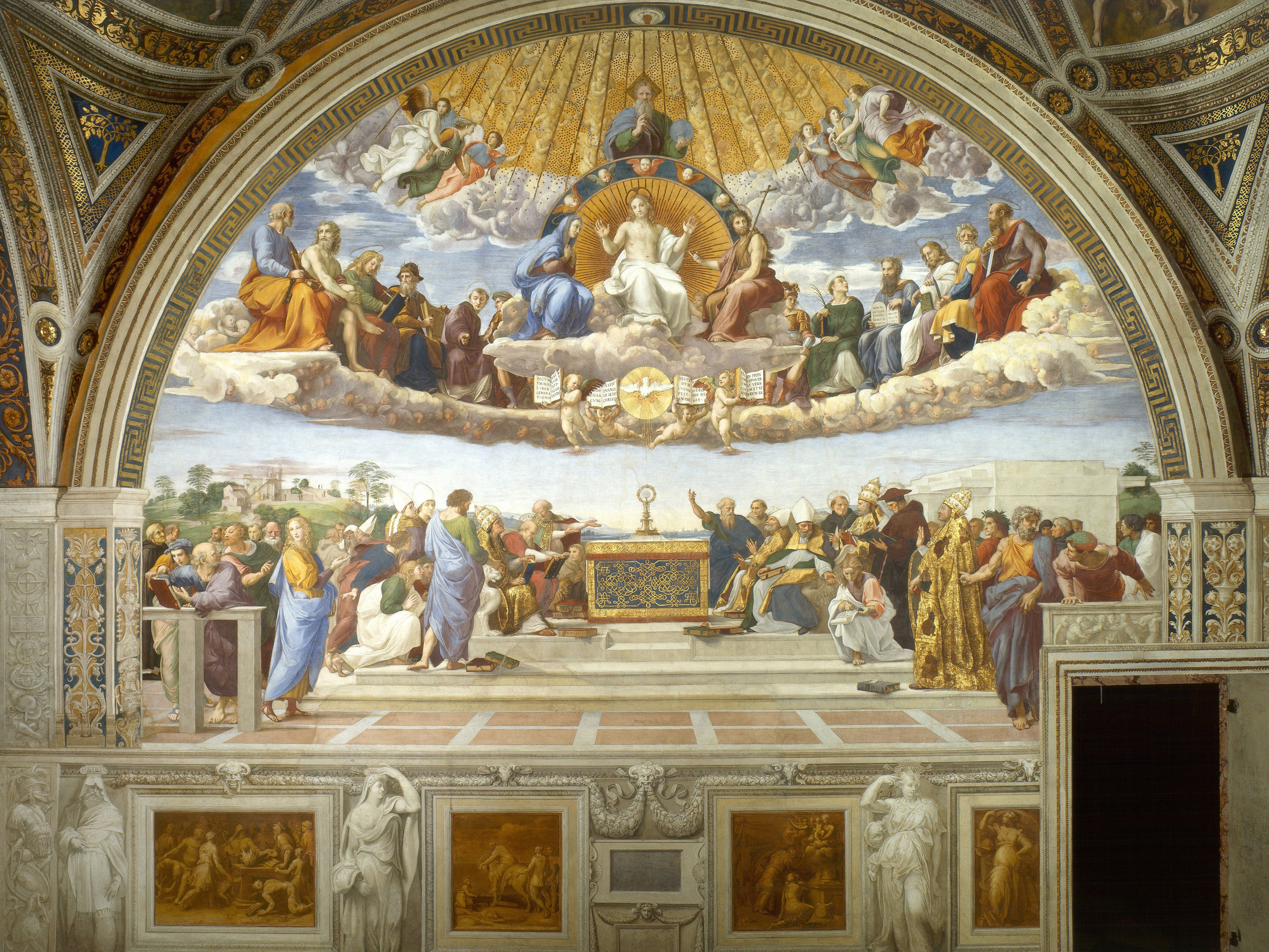
Paroi ouest : La Dispute du Saint-Sacrement.
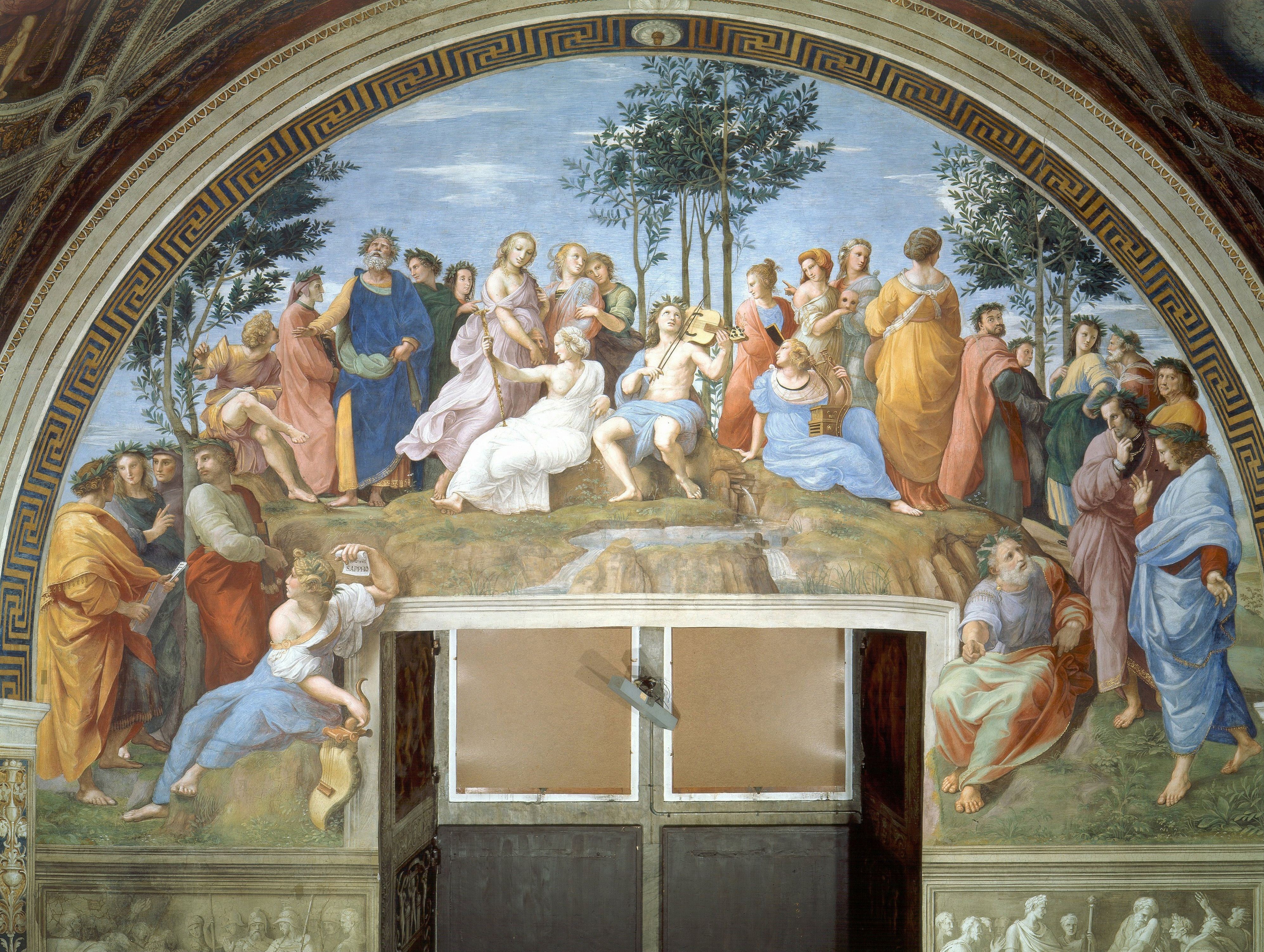
Paroi nord : Le Parnasse

##### La Chambre d'Héliodore
À l'été 1511, alors que les travaux de la Chambre de la Signature ne sont pas encore terminés, Raphaël réalise déjà les dessins pour une nouvelle salle qui est utilisée comme salle d'audience et qui sera appelée plus tard Héliodore du fait d'une des scènes représentées. Sa peinture y devient éminemment politique, voire courtisane, où, prétextant l'histoire biblique, il exalte d'abord Jules II, magnifié et entouré de ses familiers et de sa garde suisse, puis son successeur Léon X. L'étude des modèles préparatoires permet de percevoir une adaptation des fresques aux événements de 1511-1512, avec le triomphe momentané de Jules II : le pape y est ajouté ou placé dans une position plus proéminente. Raphaël y confirme sa réceptivité aux changements d'atmosphère, sa capacité à leur donner immédiatement une formulation efficace, et donc de les orienter. L'image affirme comment la papauté peut être ferme dans sa confiance. Raphaël invente ici un langage politique en peinture, où l'action représentée est allusive et symbolique, plus que descriptive.
Le thème de cette pièce est l'intervention divine en faveur de l'Église. Jules II est rentré à Rome en juin, après les lourdes défaites de la campagne militaire contre les Français qui signifient la perte de Bologne et la menace continue des armées étrangères. Les nouvelles fresques reflètent ce moment d'incertitude politique, soulignant l'idéologie du pape et son rêve de rénovatio. Les scènes d'Héliodore chassé du temple et de Léon Ier arrêtant Attila aux portes de Rome représentent des interventions miraculeuses en faveur de l'Église contre des ennemis internes et externes, tandis que la messe de Bolsena rend hommage à la dévotion particulière du pape envers l'Eucharistie et que Saint Pierre délivré par l'Ange rappelle le triomphe du premier pape au plus fort des épreuves.
La clé de la composition d'Héliodore chassé du temple est le grand prêtre qui implore la délivrance devant un autel du temple. Le groupe d'Héliodore maitrisé par ses assaillants célestes et celui de Jules II porté sur une litière avec, devant lui, les veuves et les orphelins protégés par la prière du grand prêtre qui ne voit pas que sa prière est exaucée, sont comme les deux plateaux d'une balance en équilibre. Jules II regarde le grand prêtre alors qu'un combat violent se déroule devant lui. L'union des deux côtés se fait par un subtil équilibre des masses et des mouvements contraires. Raphaël minimise les contrastes en peignant le pape de profil, comme sur une monnaie classique, et en idéalisant délibérément les têtes des porteurs, ignorant encore l'avertissement d'Alberti.
La Messe de Bolsena représente un miracle auquel Jules II est particulièrement attaché car il symbolise pour lui l'intervention divine dans la défense de la foi et justifie les actions de l'Église contre les doutes des sceptiques et les attaques contre l'hérésie à une époque où les articles de foi fondamentaux sont mis en question. La séparation entre figures historiques et idéales y est mieux traitée que dans la fresque précédente. Raphaël se sert de la fenêtre comme d'un podium pour l'évènement et pour le portrait du pape agenouillé. Le côté spirituel est dominé par la femme qui tend le bras et incarne la foi et l'adoration.
Léon Ier arrêtant Attila aux portes de Rome, personnifié par le pape Léon X Médicis qui succède à Jules II en 1513, fait pendant à la délivrance miraculeuse dans le temple. Le traitement, qui est de l'atelier de Raphaël, est terne, les mouvements sans signification.
Saint Pierre délivré par l'Ange est la fresque la plus imaginative de la pièce. Cette intervention divine assure la fondation de l'Église en la personne du successeur désigné du Christ, au moment le plus désespéré des persécutions. Raphaël emploie la représentation continue, procédé narratif insolite très courante jusqu'à la fin du XVe siècle et presque abandonné par la Haute Renaissance au profit de la logique et du décorum.
Raphaël modifie son style pour réaliser des scènes qui nécessitent une composante historique et dynamique capable d'impliquer le spectateur, en s'inspirant des fresques de Michel-Ange (la première partie de la voûte de la Sixtine est achevée en 1511) et en utilisant un éclairage plus dramatique, avec des couleurs plus denses et plus pleines. Les gestes ont une forte charge expressive, provoquant une lecture accélérée de l'image comme dans l'Expulsion d'Héliodore du temple. La fougue de certaines parties de la chambre montre que Raphaël est prêt à adapter les idées d'un autre à ses propres fins. Il crée de subtils équilibres dans les compositions (La Messe de Bolsena), ou accentue les contrastes lumineux (Libération de Saint-Pierre). Il place le bas de ses grandes compositions plus haut sur le mur pour que les portes n'interrompent plus la peinture et il encadre les fresques plus profondément dans le mur par des arcs de proscenium peints qui font illusion grâce à des ombres projetées.

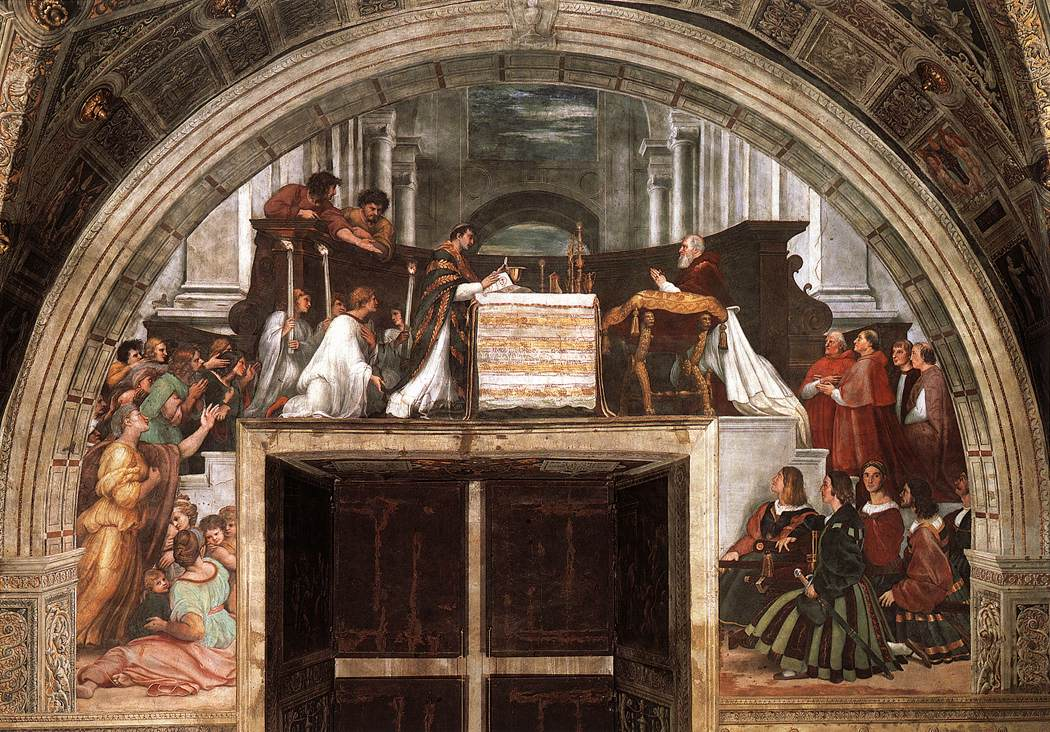
La Messe de Bolsena
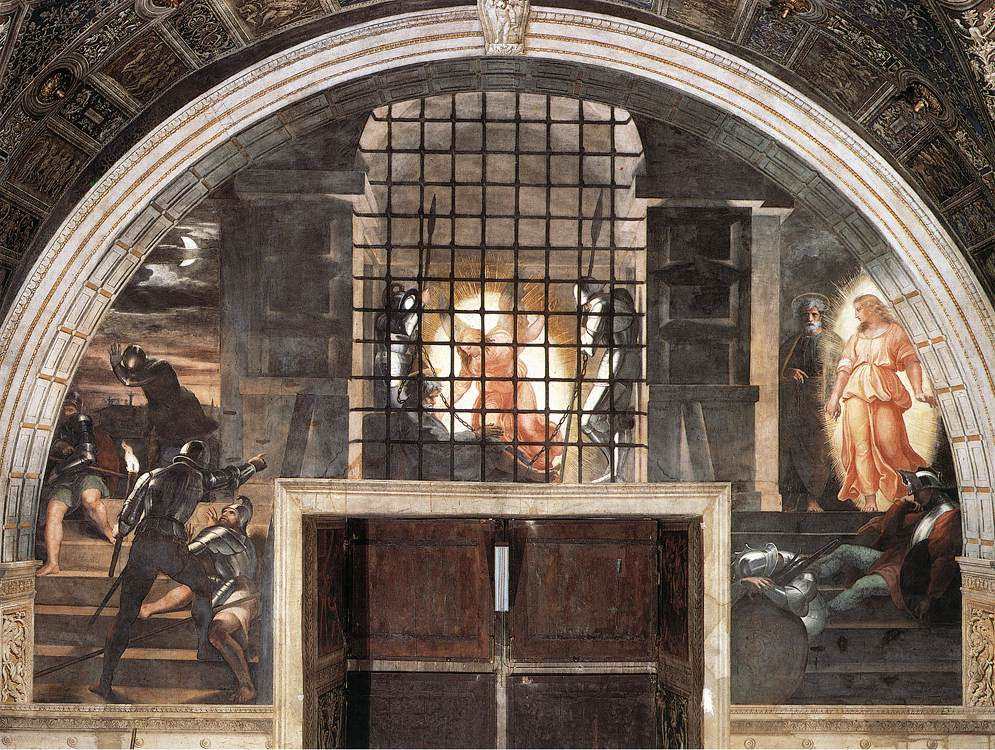
La Délivrance de saint Pierre
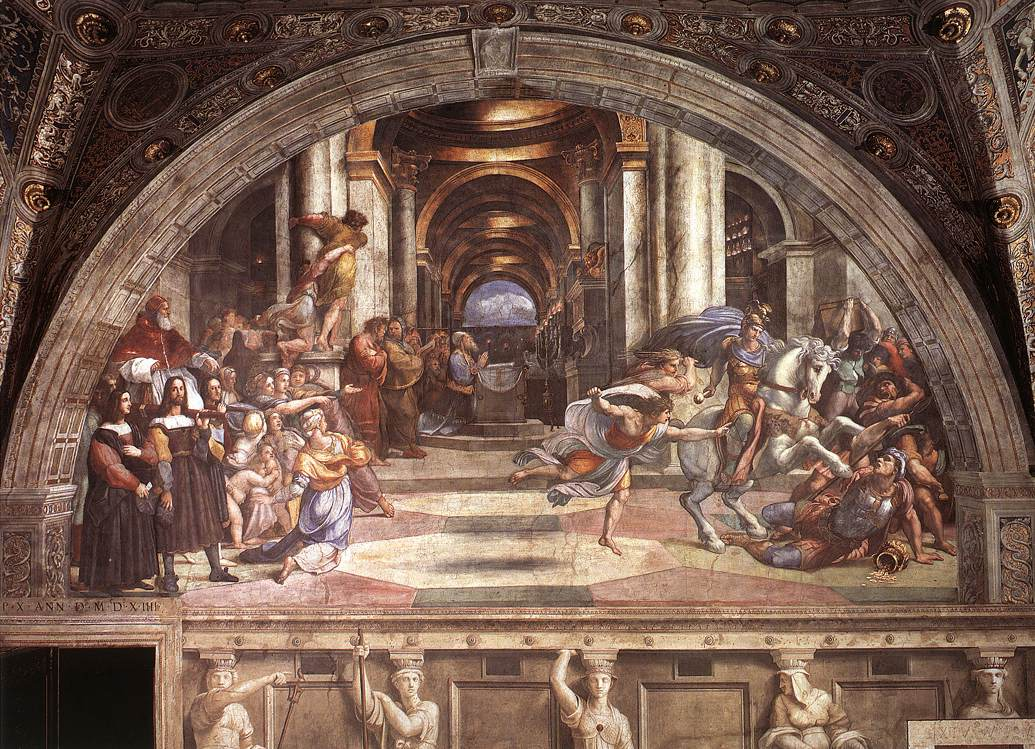
Héliodore chassé du temple.
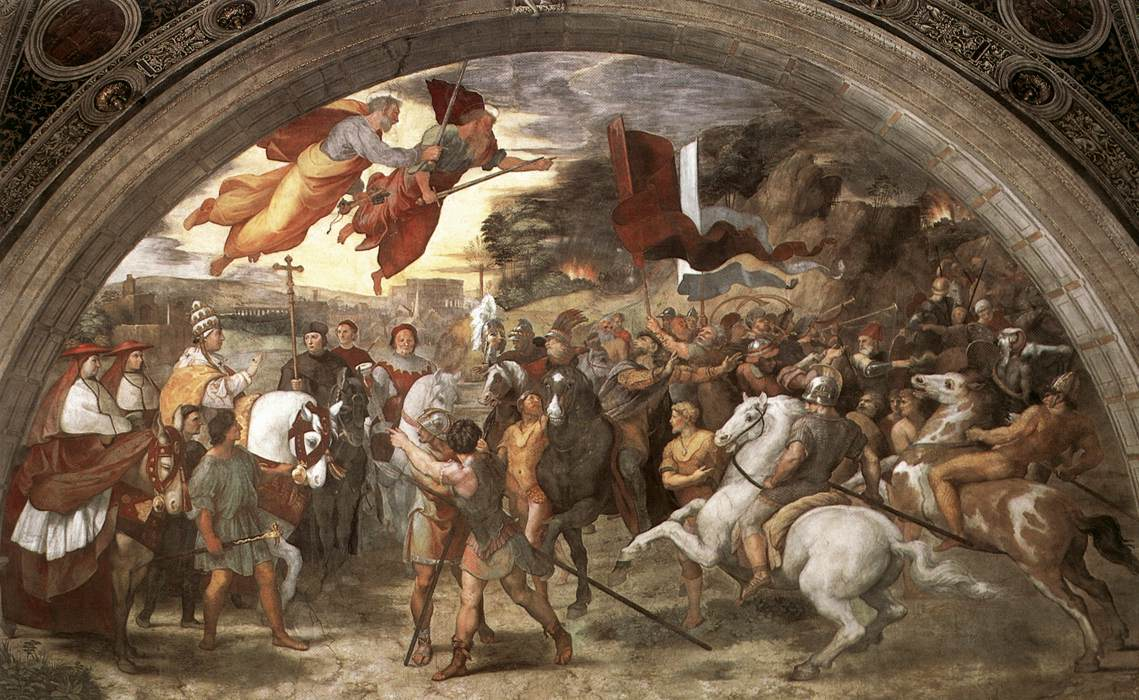
Rencontre de Léon Ier le Grand et d'Attila

#### Vierges à l'Enfant

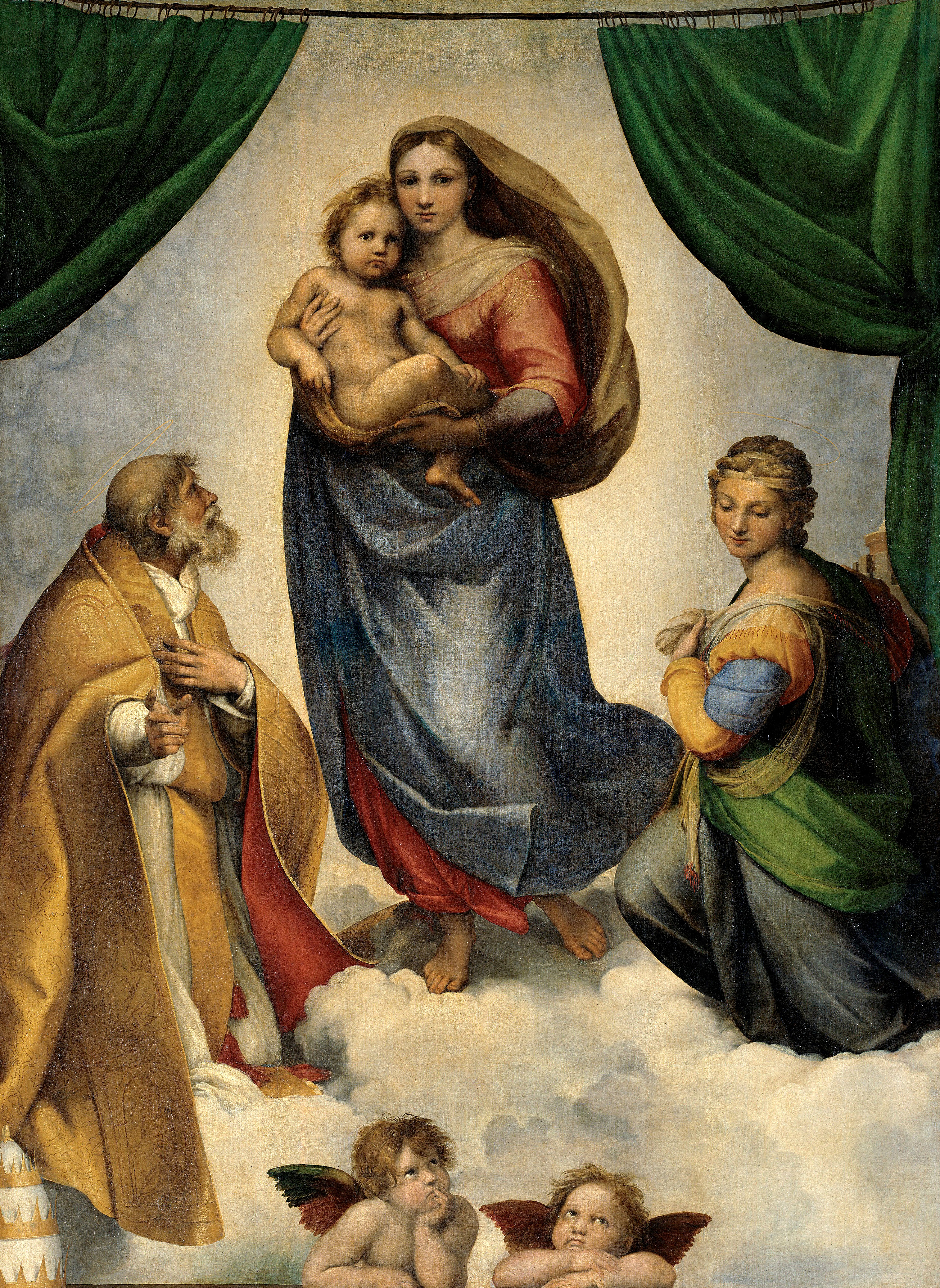
Raphaël, Madone Sixtine (Gemäldegalerie Alter Meister, Dresde, 1513-14).

Raphaël poursuit à Rome ses expériences sur le thème de la Vierge à l'Enfant. Ces Vierges romaines reprennent les nouvelles théories du XVIe siècle sur la bienséance: des drapées intemporels enveloppent la Vierge qui se présente comme une apparition céleste à son adorateur sur terre. Dans la Vierge de Foligno (1512), la Vierge est directement et délibérément inspirée de l'Adoration des mages de Vinci et l'Enfant est une adaptation du Tondo Doni de Michel-Ange. Le halo sommaire est une restauration postérieure et le groupe des saints et du donateur sont, à l'évidence, exécutés par l'atelier de l'artiste. En bas, seul le putto est de la main de Raphaël, semblable aux anges qui portent les tables de la Dispute.
La Madone Sixtine (v. 1513) est un velarium qui fut posé sur la bière de Jules II, d'où la couronne pontificale sur la balustrade au-dessus de laquelle deux petits anges s'appuient d'un air pensif, et saint Sixte, pape et martyr du début du christianisme, adopté comme patron par la famille Della Rovere, qui porte une chape ornée des glands et des feuilles de chêne, rappel de l'insigne familial. Le rideau est ouvert de sorte que l'apparition semble encadrée par ses plis au-dessus du cercueil du pape. La madone est poussée en avant, sereine, majestueuse, pieds nus, parce qu'elle porte l'enfant divin dans ses bras et que le « sol » qu'elle foule est sacré. Ce thème est repris par Raphaël jusqu'à la fin de sa vie.

#### Église Sant'Eligio degli Orefici

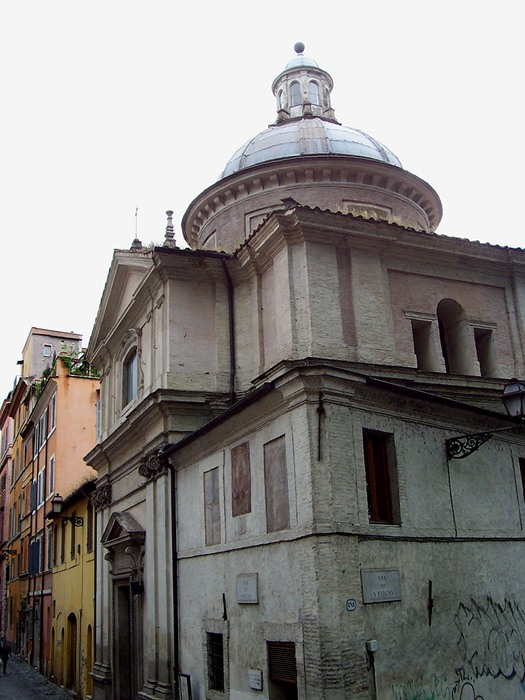
Église Sant'Eligio degli Orefici.

L'église Sant'Eligio degli Orefici, chapelle de la Guilde des Orfèvres, est construite par Raphaël peu après 1509, sans doute en association avec Bramante. C'est une croix grecque avec coupole, sans ornement autre que ses lignes pures et une inscription en lettres autour de l'œil de la coupole. D'une beauté mathématique dépouillée qui dépend de l'harmonie des proportions, elle est dépourvue de l'émotion et de l'érudition des citations qu'offre l'adaptation des formes décoratives classiques tardives.

## LéonX(1513-1521)

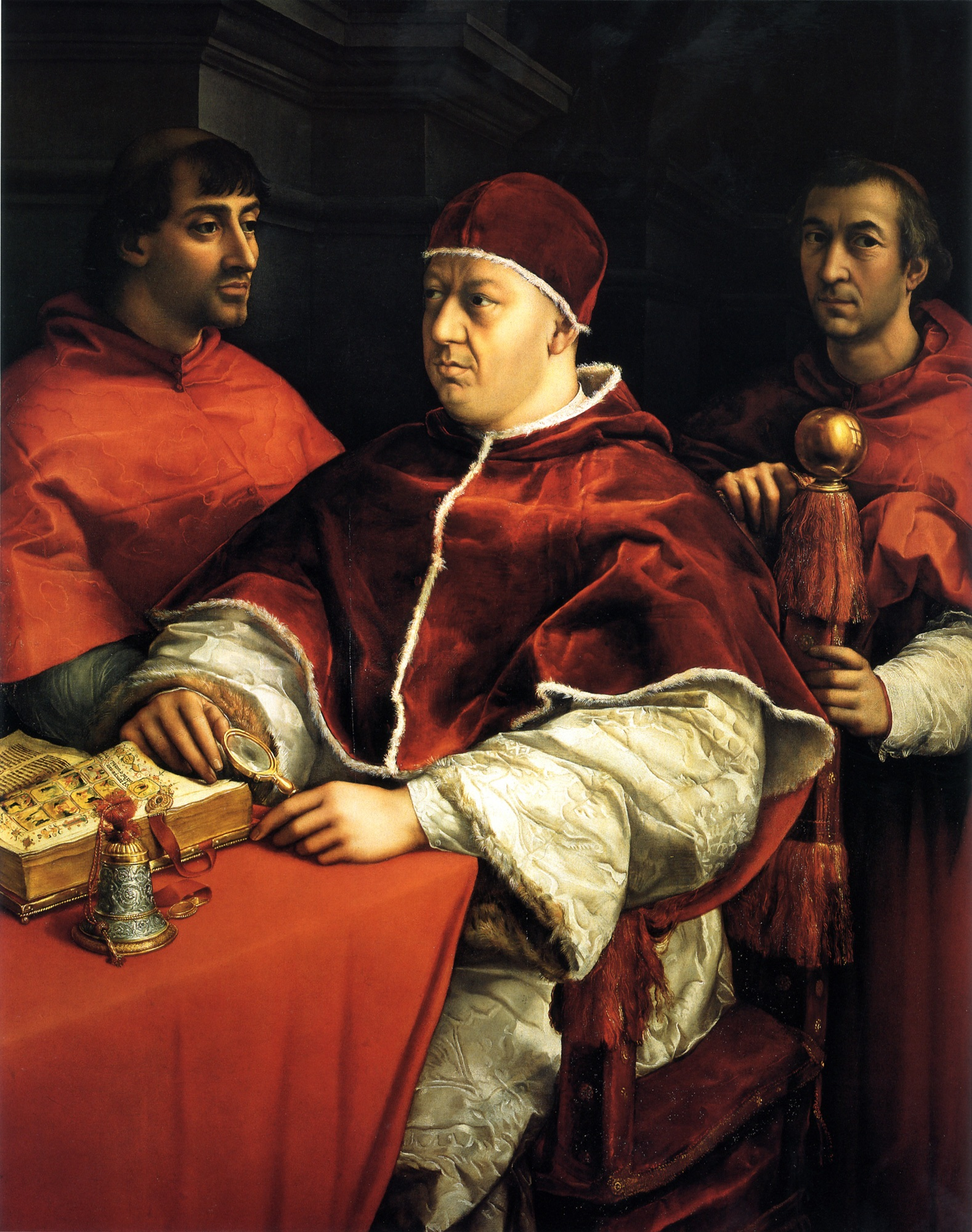
Raphaël, Portrait de Léon X avec les cardinaux Giulio de 'Medici et Luigi de' Rossi.

L'élection de Léon X, fils de Laurent de Médicis, est saluée comme le début d'une ère de paix, capable peut-être de rétablir l'unité chrétienne, grâce au caractère calme et prudent du pontife, si différent du tempérament guerrier de Jules II. Amoureux des arts, en particulier de la musique, enclin au luxe et appréciant le lustre des cérémonies liturgiques, Léon X se fait représenter par Raphaël assis à une table, entre deux cardinaux de ses proches, en train de feuilleter une Bible richement illuminée à l'aide d'une loupe.

### Raphaël
La réputation et la carrière de Raphaël ne cessent de croitre tout le long du règne de Léon X. Son talent est incontesté et il est inondé de commandes : portraits, petits tableaux de dévotion, décorations religieuses et laïques, cartons de tapisserie, architecture, sans oublier la direction des travaux de Saint-Pierre qui lui est confiée après la mort de Bramante, auxquels s'ajoutent l'inventaire et la conservation des vestiges antiques de Rome. Son atelier est particulièrement bien organisé, avec une équipe compétente qui parvient à des résultats de bonne qualité. Il fait de Jules Romain, un de ses assistants, un artiste de premier plan. Celui-ci acquiert un style personnel, différent de celui de son maître, sur lequel il exerce même une certaine influence.
À la fois intuitif et réfléchi, capable d'emprunts inspirés, sachant assimiler les meilleures idées des autres, ouvert aux courants nouveaux, il est probablement le plus intelligent des grands créateurs de l'époque. Là où Vinci excelle en identifiant les problèmes, en les examinant, et où Michel-Ange triomphe par son génie créatif intuitif, Raphaël fait face aux problèmes et s'attache à les résoudre avec une conviction et une confiance absolues. Particulièrement habile, il accepte les limites imposées par ses mécènes et comprend ses points forts et ses faiblesses. À son intelligence et son humanité, s'ajoute un don insigne de dessinateur.
Avec son décès en 1520, c'est l'artiste reconnu comme le plus capable de saisir et d'exprimer les subtiles transformations spirituelles et imaginaires de l'élite cultivée qui disparait. Les nécessités de la production romaine l'ont amené à créer un atelier dont la qualité et la variété d'inventions ont déjà dépassé l'équilibre classique de la Renaissance et dont l'action romaine, puis la dispersion italienne comptent parmi les facteurs déterminants dans l'élaboration de la « Manière » italienne.

#### Portraits

Raphaël, Portrait de Baldassare Castiglione.

Ses meilleurs portraits de la période sont ceux de ses proches. Il révèle la beauté réservée et naturelle de celle qui sert de modèle à beaucoup de madones et qu'il peint voilée; ses amis intimes et poètes de cour Beazzano et Navagero, semblent interrompus dans leur conversation; son grand ami originaire également d'Urbino et auteur du Parfait Courtisan, le comte Baldassare Catiglione est présenté en vêtements sombres et simples, le regard serein.

#### LaChambre de l'incendie du Borgo

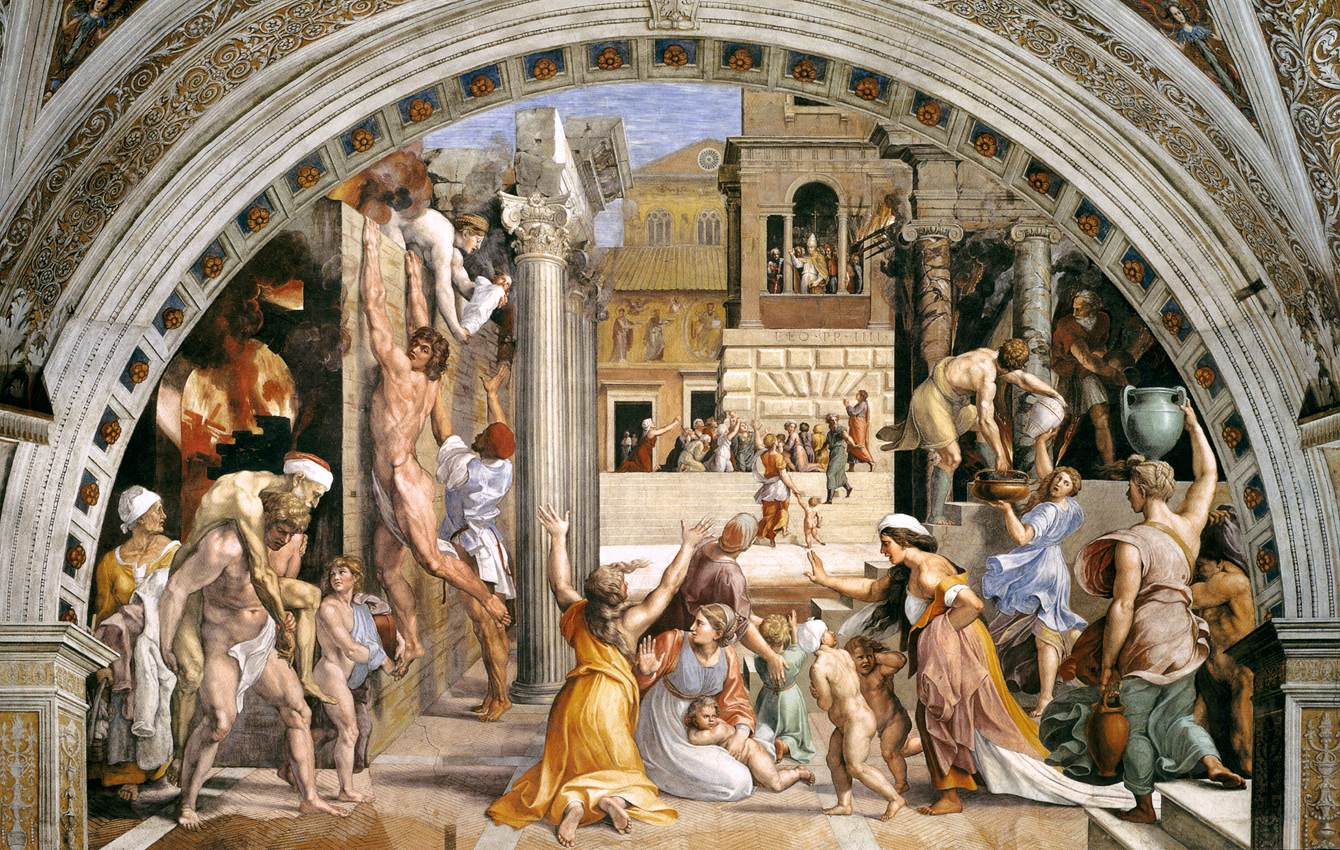
Raphaël, L'Incendie de Borgo.

Raphaël a la même admiration inconditionnelle pour Léon X que pour son prédécesseur. Actif dans la troisième pièce de l'appartement papal, plus tard connu sous le nom de l’incendie du Borgo, il crée une décoration basée sur la célébration des prédécesseurs homonymes du pape, Léon III et Léon IV, dans les visages desquels il insère l'effigie du nouveau pape, faisant allusion aux événements des premières années de son pontificat.
L’Incendie du Borgo, par exemple, première œuvre à être achevée, à laquelle Sanzio participe pleinement (les scènes suivantes seront peintes principalement par ses assistants), fait allusion au travail de pacification de Léon X pour éteindre les guerres entre États chrétiens. La fresque représente Léon IV priant pour que cesse l'incendie dans la zone surpeuplée du Borgo qui borde le Vatican, grâce à quoi il sauve la cité par la puissance de son invocation.

#### Tapisseries de la Sixtine

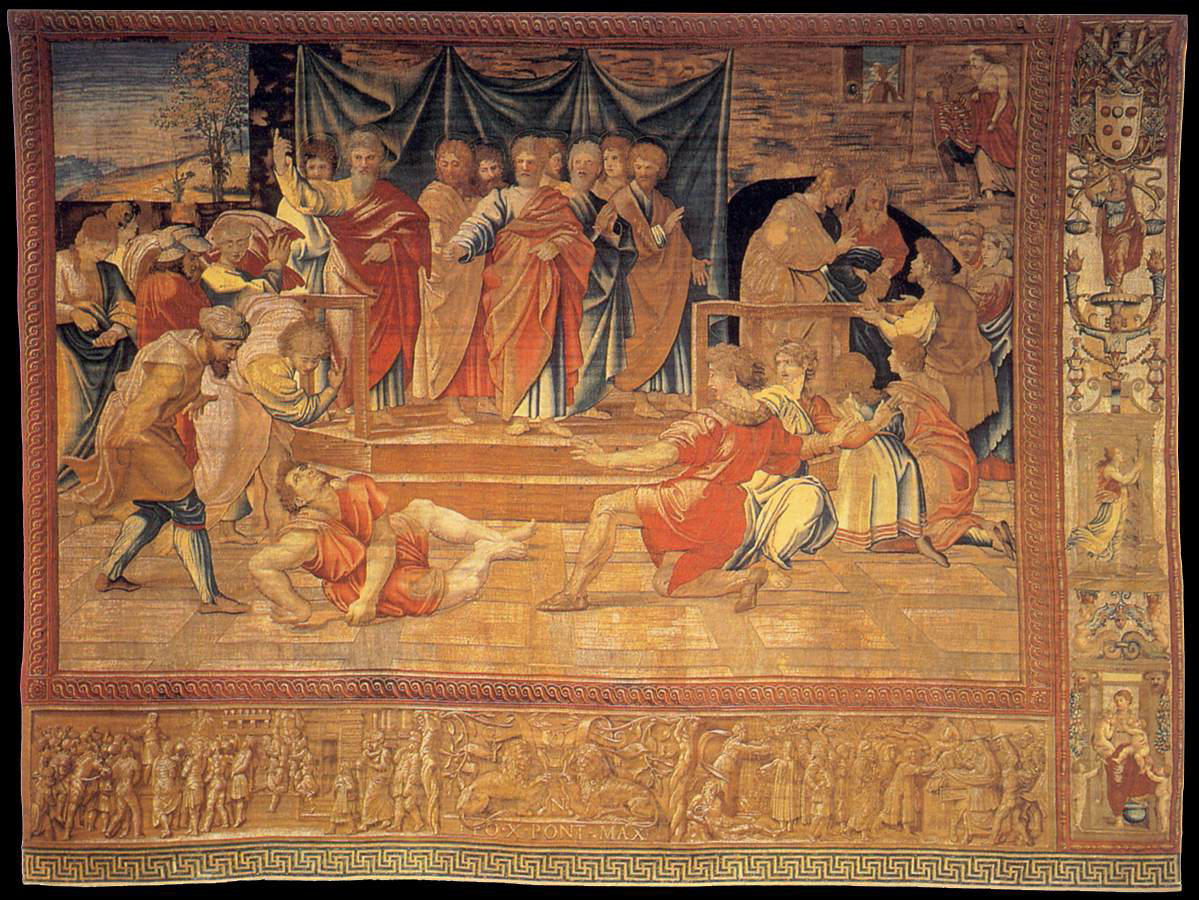
Atelier de Pieter van Aelst basé sur un dessin de Raphael, Mort d'Ananias.

Peu de temps après le début des travaux, Raphael est nommé responsable de la Fabrique de Saint-Pierre à la suite de la mort de Bramante (1514), puis il est chargé par Léon X de préparer une série de cartons pour des tapisseries reprenant les Vies de Saints Pierre et Paul, qui doivent être réalisées à Bruxelles avant d’être installées dans le registre inférieur de la Chapelle Sixtine. Le pontife s’implique fortement dans la décoration de la chapelle papale qui accueille les réalisations artistiques commandées par ses prédécesseurs, à un moment où elle est le siège des cérémonies liturgiques les plus importantes, la basilique étant inutilisable. Les cartons sont envoyés en Flandre en 1516 et les sept première tapisseries sont suspendues en 1519.
De nombreuses allusions symboliques sont prises en compte dans le choix des sujets entre le pontife et les deux premiers « architectes de l'Église », respectivement prédicateurs aux juifs et aux « gentils ». Les difficultés techniques et la confrontation directe avec Michel-Ange nécessitent un engagement considérable de l'artiste qui doit presque abandonner la peinture des Chambres. Dans les scènes des tapisseries, Raphaël utilise un langage figuratif approprié, avec des schémas de composition simplifiés au premier plan et une action clarifiée par des gestes éloquents et des contrastes nets.
Les tapisseries commencent par la Pêche miraculeuse et la Remise des clés à Pierre, et continuent par les Actes des apôtres avec les Vies de Pierre et Paul, en s'attachant aux évènements se rapportant à l'Église moyen d'atteindre la Rédemption. Toute la conception, et peut-être le traitement, est de la main de Raphaël, même si l'atelier joue un rôle important dans l'exécution. Sauf pour les deux premières tapisseries, l'exagération des gestes et des expressions sont semblables à celle constatée dans les Chambres qui suivent celle de la signature.
Les cartons restent en Flandres une fois les tapisseries exécutées. S'ils deviennent l'un des principaux vecteurs de propagation des idées italiennes, le nouveau style est cependant assimilé de fait à l'exagération. Les aspects superficiels de mouvement et de drame attirent les éloges et l'imitation. Ces cartons favorisent le rayonnement de Raphaël en Europe.

#### Cour Saint-Damase
Raphaël réalise les petits compartiments voûtés des loges au second étage de la cour Saint-Damase, qu'il termine après la mort de Bramante. Il les remplace par des treillages et des perspectives architecturales en trompe-l'œil et y place de petites scènes bibliques terminées en 1519. Presque entièrement exécutées par son atelier, elles montrent, comme les dernières Chambres, les tapisseries et les fresques de la chapelle Chigi, l'évolution d'un nouveau style qui dépasse les formes du début de la Haute Renaissance et qui va vers une plus grande expressivité et un mouvement dynamique. Ce changement de style est intimement lié au goût des antiques et surtout de l'art classique, dont le Laocoon et l'Apollon du Belvédère sont des exemples, qui exprime de fortes émotions et une grâce poétique. Ces qualités deviennent celles que l'artiste moderne cherche à exprimer, d'où l'élégante rhétorique des gestes et des poses, et la complexité délibérée qui, à partir de 1510, est la principale préoccupation stylistique. Outre l'influence pénétrante des antiques que l'on vient de découvrir, l'inspiration vient des trompe-l'œil et de l'emploi des raccourcis saisissants sur la voûte de la Sixtine. Michel-Ange exerce une influence constante sur Raphaël, mais il perturbe les artistes de moindre talent car ceux-ci pensent que la forme et le contenu peuvent être séparés, alors que chez Michel-Ange, ils sont indivisibles.

#### Ouvrages commandités par Agostino Chigi

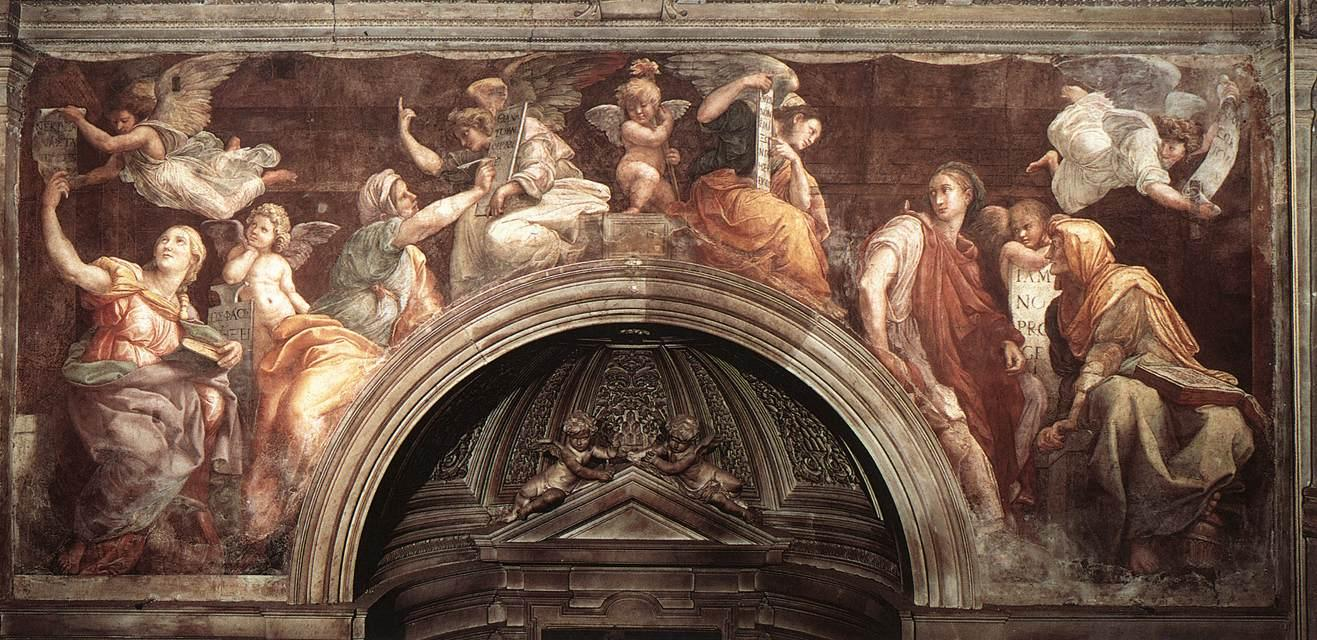
Raphaël, Les Sibylles.

Raphaël conçoit deux chapelles pour le banquier Agostino Chigi, une à Santa Maria della Pace et l'autre à Santa Maria del Popolo, ainsi que la décoration de la villa Farnesina. Son atelier fut largement mis à contribution, mais une grande partie de la conception et de l'exécution de ces travaux lui est due. Il signe l'architecture de la chapelle de Santa Maria del Popolo, édifice à plan central qui comporte une coupole à caissons avec un « œil » ouvert illusionniste, comme au Panthéon, par lequel on voit Dieu le Père accompagné et soutenu par des putti, variante de la coupole ouverte inventée par Mantegna plus de quarante ans auparavant à Mantoue pour La Chambre des Époux. Dans les caissons de la coupole, des figures figurent les signes du zodiaque et les maisons astrologiques: Dieu le Père préside à l'horoscope de Chigi et reçoit l'âme qui a accompli son cycle terrestre.
Raphaël complète son programme commencé en 1511 pour la villa Farnesina avec Le Triomphe de Galatée, fresque brillante et joyeuse. Dans la loge voisine, il recrée un jardin d'hiver classique avec des guirlandes suspendues et des tapisseries au plafond tendues sous la verrière. L'illusion picturale des tapisseries suspendues résout le problème de perspective des peintures au plafond: elles sont traitées comme des tapisseries formant un auvent.

#### Étude de l'antiquité
La connaissance et la compréhension de Raphaël de l'Antiquité sont reconnues des humanistes et des érudits comme son ami Bembo. Dans sa Lettre à Léon X, écrite avec Baldassare Castiglione et restée célèbre, l'artiste exprime tous ses regrets devant la décadence des monuments antiques de Rome et propose au pape un projet de relevé systématique des monuments de la Rome antique.

#### Architecture
Quand Raphaël reprend la fonction difficile de responsable de la Fabrique de Saint-Pierre, ses expériences en architecture dépassent désormais largement le simple bagage d'un peintre et il a déjà acquis une expérience certaine en étudiant l’antiquité et en travaillant pour Agostino Chigi (écuries de la Villa Farnesina, chapelle Chigi). Dans ses premières œuvres, il montre son adhésion aux idées de Bramante et de Giuliano da Sangallo, se distinguant cependant par quelques renouvellements et une relation plus étroite entre l'architecture et la décoration, donnant parfois naissance à une solution d'une grande originalité, dont l'historiographie n'a été déchiffrée que récemment. Pour la basilique Saint-Pierre, il élabore différents projets avec Giovanni Giocondo, allant jusqu'à restaurer le plan en croix latine en éliminant la croix de Bramante.
La maison de Raphaël, sans doute dessinée par Bramante, est un édifice simple à cinq baies et deux niveaux. Le rez-de-chaussée est équipé par une rangée de boutiques, comparables aux boutiques ouvertes de l'Antiquité, encore courantes dans les villes italiennes, surmontées de mezzanines pour l'entreposage, en gros bossage rustique pour renforcer le contraste avec le niveau supérieur où, dans chaque travée, s'ouvre une grande fenêtre à fronton avec, au-dessous, un balcon encadré de colonnes. L'ordre dorique toscan comporte un entablement masquant un attique et une corniche surplombe le tout. Cette forme simple devient un modèle de symétrie et d'équilibre, de proportions et de discipline. Les dessins de la maison de Raphaël s'appuient sur cette forme simple, mais avec des modifications, presque toujours vers une plus grande abondance : rusticité plus complexe du rez-de-chaussée, profusion de reliefs en stuc au piano mobile, avec niches, guirlandes et variations autour des fenêtres. Il brise la structure très compartimentée des travées, introduit la lumière et la couleur, et soumet l'architecture à un processus d'enrichissement et d'ornementation semblable à la recherche de la grâce poétique et du mouvement en peinture. La maison de Bramante, du type de celle de Raphaël, et l'arcade superposée du type de celle du Colisée, employée soit séparément, soit en combinant façade et cour, sont les éléments fondamentaux du palais italien des quatre siècles suivants.
L'activité la plus singulière de Raphaël dans ces années est la conception de la Villa Madame, pour le cardinal Jules de Médicis (à partir de 1518). Elle reprend la forme antique de la villa à la campagne, proche de la ville, conçue comme une maison d'agrément et de détente. Dans les plans d'origine, l'immense villa devait se développer autour d'une cour centrale circulaire, avec une splendide loggia, de multiples allées et axes visuels jusqu'au jardin environnant, archétype du jardin à l’italienne, parfaitement intégré à l'environnement des pentes du Monte Mario, alors aux portes de Rome. Raphaël meurt alors qu'elle est à peine commencée, puis elle est très endommagée pendant le sac de la ville en 1527. Seule une aile est en partie construite, une des œuvres de Raphaël qui aura le plus d'influence. La forme de la loggia, avec un ordre colossal, d'immenses baies ouvertes et une superbe décoration en stuc, constitue le modèle de nombreux bâtiments. Les stucs représentent des grotesques et des arabesques, des vrilles sortant de vases élancés, des moulures en forme d'éventail et d'aile de chauve-souris, de petits sphinx, des camées et des médaillons de style classique tardif. Les voûtes peintes reprennent ces thèmes avec encore plus de richesse et d'imagination. La décoration, en harmonie avec les structures, s'inspire de la « Maison dorée » de Néron récemment dégagée, combinant charme de la nouveauté et remploi d'un type classique.

#### La Transfiguration
En 1517, le cardinal Jules de Médicis, archevêque de Narbonne, commande deux retables pour sa cathédrale: la Résurrection de Lazare à Sebastiano del Piombo et la Transfiguration à Raphaël. La scène de la Transfiguration est tirée de Matthieu 17, où le récit est immédiatement suivi de l'histoire de la guérison du garçon possédé. Raphaël rend la Transfiguration plus dynamique par la juxtaposition avec l'épisode de la guérison des possédés. La zone supérieure éblouissante contraste avec la zone inférieure, créant un violent effet de contraste, mais dont la contemplation du Sauveur lie émotionnellement les deux scènes. La Transfiguration est la synthèse la plus moderne possible du thème religieux (dans la partie haute) et du thème historique (dans la partie basse). En même temps que Titien à Venise avec l'Assomption de la Vierge peinte en1517, il met au point le langage nouveau de l'irruption surnaturelle, répondant à l'actualité et aux aspirations du moment dont le discours admiré par lequel le cardinal Sadoleto a conclu en 1517 le concile de Latran, ouvert par Jules II en 1512, en est une des expressions les plus connues. L'image religieuse remplit une double fonction : capacité d'allusion pour le fidèle cultivé, force de persuasion religieuse pour le dévot populaire emporté par l'évidence du message figuratif.

### Michel-Ange: le tombeau deJulesII(suite)

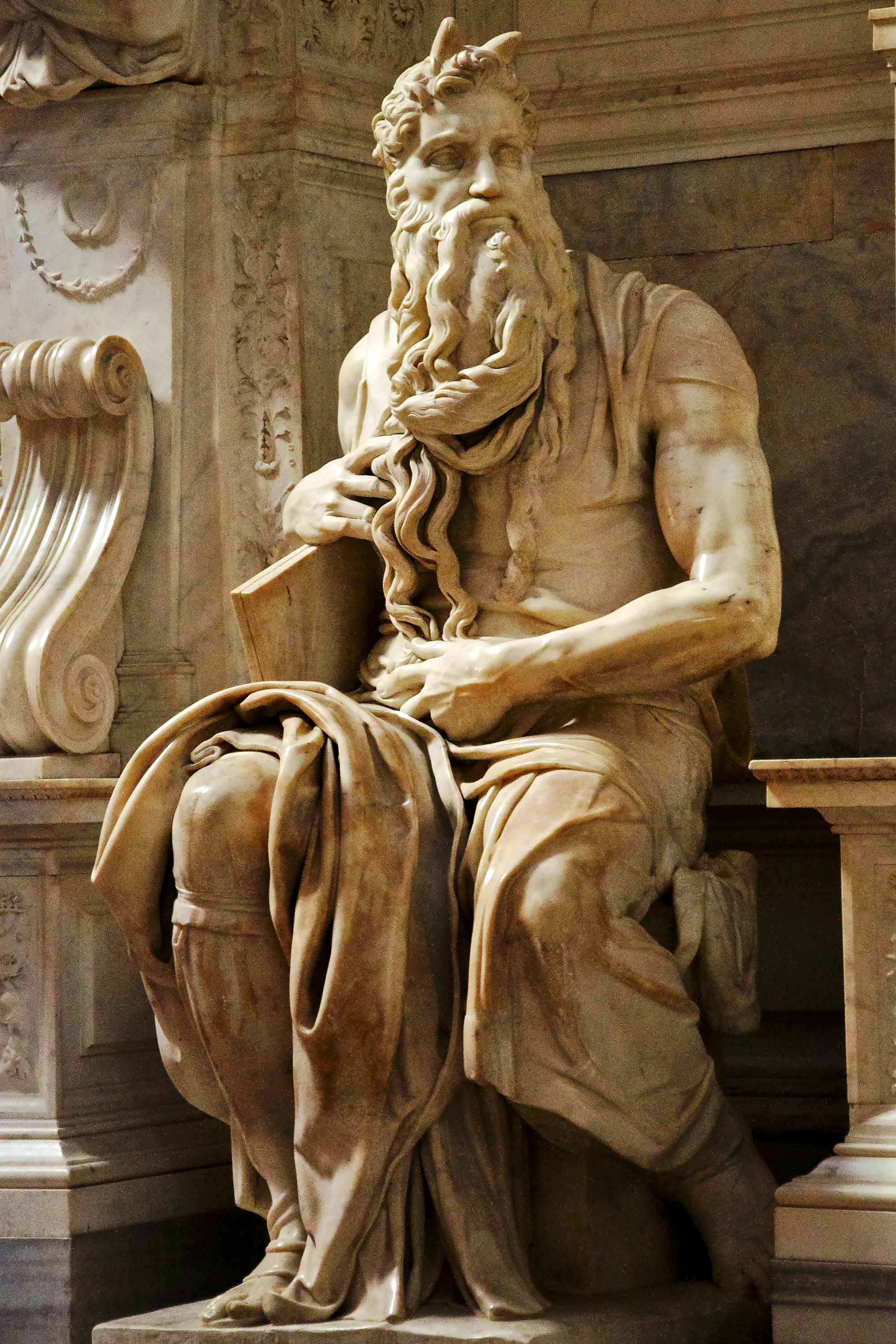
Michel-Ange, Moïse (environ 1513-1515).

Le succès grandissant de Raphaël, favorisé par Léon X dès le début du pontificat, isole Michel-Ange malgré le succès retentissant du plafond de la chapelle Sixtine. L'artiste a ainsi le temps de se consacrer à des projets provisoirement mis de côté, et en premier lieu, celui du tombeau de Jules II. Le projet pharaonique initial est abandonné en 1513, un nouveau contrat est finalisé avec les héritiers du pape qui prévoit une tombe adossée à un mur avec les côtés plus courts, mais encore très saillants, et une façade plus traditionnelle, basée, par exemple, sur les monuments funéraires des cardinaux Ascanio Sforza et Girolamo Basso della Rovere signés Andrea Sansovino (1505-1507), avec un arcosolium inspiré d’un arc de triomphe.
Cependant, la dynamique ascendante prévaut dans le projet de Michel-Ange, et la décoration plastique prime sur les éléments architecturaux. Dès 1513, l'artiste doit avoir terminé de sculpter le Moïse qui rappelle les Diseurs de bonne aventure de la chapelle Sixtine, ainsi qu'une série de statues devant être placées contre les piliers, les nommés Esclaves, ou nus, représentant les états de l'âme, qui dégagent une importante charge expressive. Deux sont inachevés (ceux aujourd'hui au Louvre) ; quatre sont à peine dégrossis (aujourd'hui à l'Accademia à Florence) qui datent du contrat de 1516. Elles furent placées dans la grotte des jardins de Bodoli du palais Pitti. Le projet d'origine prévoyait aussi des Victoires. Le seul groupe exécuté (aujourd'hui au palais de la Signoria) résultent aussi du contrat de 1516. Michel-Ange le réalise alors qu'il travaille à la chapelle Médicis.
Interrompu à nouveau par les projets concernant l'église San Lorenzo à Florence, Michel-Ange n’achève ces travaux qu'en 1545, avec un résultat très sous-dimensionné par rapport aux projets grandioses développés dans les décennies précédentes.

### Sebastiano del Piombo

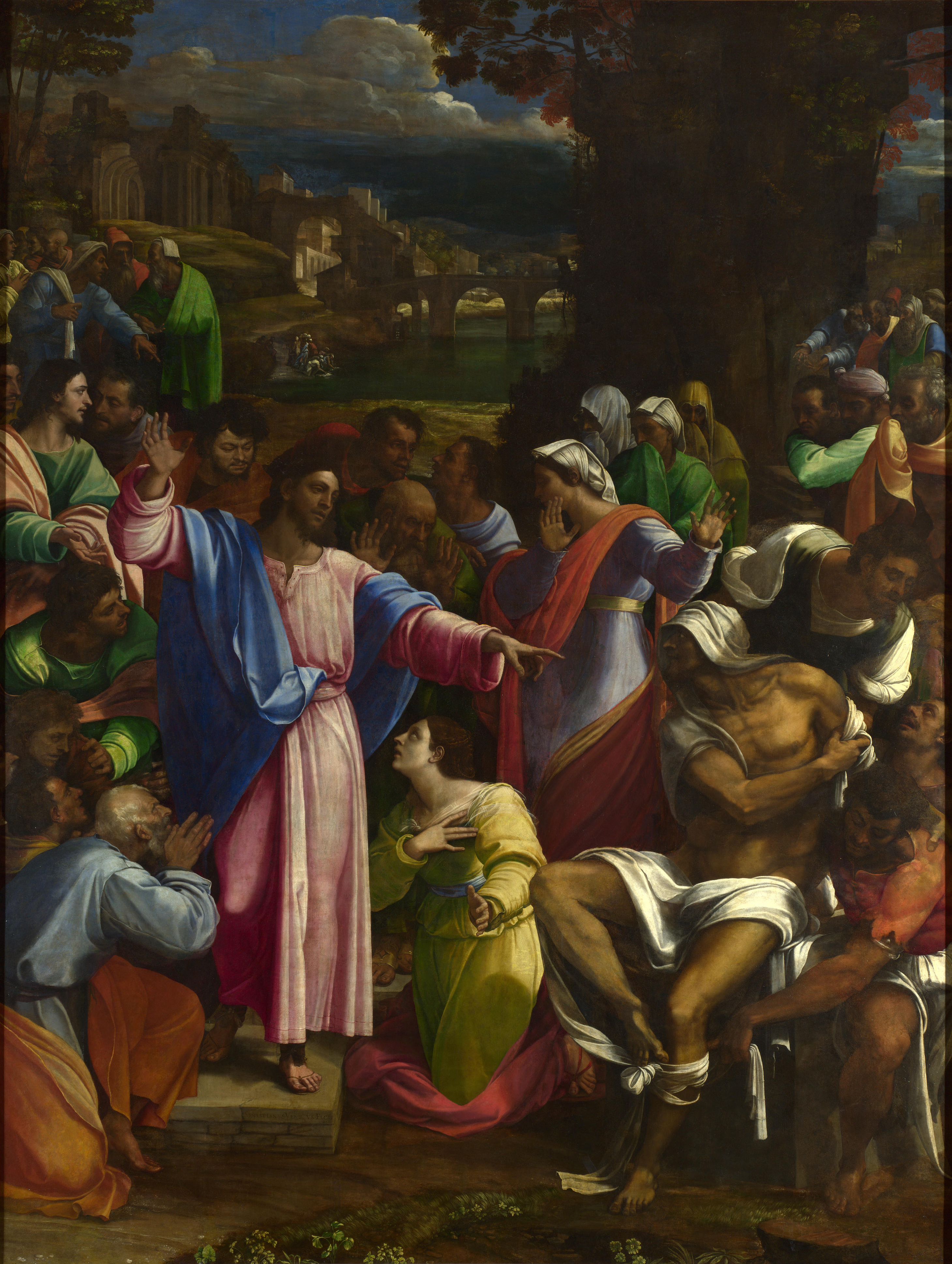
Sebastiano del Piombo, Résurrection de Lazare.

Sebastiano Luciani, qui s'appellera Sebastiano Viniziano, puis Sebastiano del Piombo quand il prendra la charge des sceaux pontificaux, arrive en 1511 de Venise pour travailler à la décoration de la villa Farnesina. Il entre alors dans le cercle de Raphaël, réalise quelques fresques, mais se fait surtout remarquer pour ses portraits. Il parvient à y concilier l'émotion et la psychologie des portraits du Vénitien Giorgione et l'ample manière du maître d'Urbino. Dorotea et le portrait du cardinal Carondelet révèlent un mélange d'éléments vénitiens et romains comme la nature morte vénitienne au premier plan et la colonnade romaine derrière. Sa riche palette influence Raphaël, notamment dans la chambre d'Héliodore.
De son association avec Michel-Ange, nait une amitié et une collaboration qui vont durer pendant environ deux décennies, mais qui peuvent également être considérées comme une tentative de s'opposer à l'hégémonie de Raphael. Cette influence apparait nettement dans ses œuvres ultérieures. Il influence un peu Michel-Ange dans l'enrichissement de sa palette pour certaines figures de la voûte de la Sixtine qui laissent apparaître un pittoresque vénitien et une technique plus libre.
Vasari rapporte que déjà pour la Pietà de Viterbe (1516-1517), le dessin aurait été fourni par Michel-Ange, puis interprété par le Vénitien. Vers la fin de 1516, une double commande du cardinal Giulio de 'Medici déclenche une compétition entre Sebastiano / Michel-Ange et Raphaël, chacun exécutant un grand retable destiné à la cathédrale de Narbonne. Sebastiano peint la Résurrection de Lazare, dont le Sauveur et le sculptural Lazare sont dessinés par Michel-Ange. Il est l'auteur de la riche orchestration chromatique, déjà loin du tonalisme vénitien, et de l'atmosphère mystérieuse et remplie d'émotions de la scène.

### Léonard de Vinci
À cette époque Léonard de Vinci réside à Rome, peut-être au Vatican, invité par le cardinal Jules de Médicis qui espère beaucoup de ce mécénat. Il est cependant déçu car pendant les trois années passées dans l'Urbs (1513-fin 1516), l'artiste ne s'intéresse qu'à la science.

## AdrienVI(1522-1523)
Le bref pontificat d'Adrien VI marque l'arrêt de toute l’activité artistique à Rome. La mort de Raphaël et un fléau qui ravage la ville tout au long de 1523 conduisent au départ des meilleurs artistes de la région d'Urbino. Le nouveau pontife est hostile aux activités artistiques. Le pape néerlandais est adepte d’une spiritualité monastique et n'apprécie pas du tout la culture humaniste et le mode de vie opulent de la cour papale, et encore moins l'utilisation de l'art dans une fonction politique ou festive. Les Italiens voient en lui un professeur étranger pédant, aveugle à la beauté de l'antiquité classique. Il réduit considérablement les revenus des grands artistes. Des musiciens comme Carpentras, le compositeur et chantre d'Avignon qui était chef de chœur sous Léon X, quittent Rome en raison de l'indifférence d'Hadrien, voire son hostilité ouverte envers l'art. Le pontife menace de faire détruire les fresques de Michel-Ange dans la Chapelle Sixtine, mais la brièveté de son règne ne lui permet pas de mettre en œuvre ses projets.

## ClémentVIIjusqu'au sac de Rome (1523-1527)

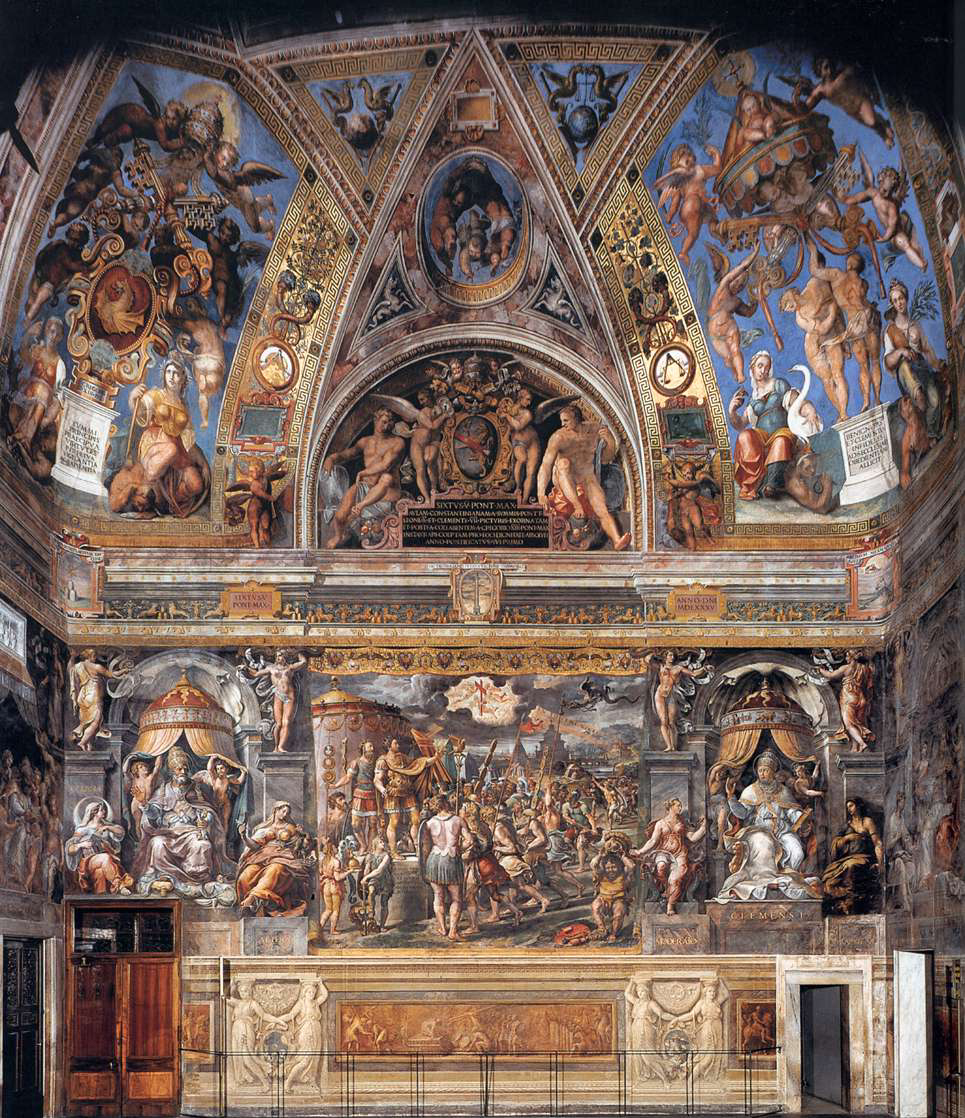
La Chambre de Constantin au Vatican.

Jules de Médicis, élu le 19 novembre 1523 sous le nom de Clément VII, reprend les travaux dans les palais papaux, en continuation avec ce qu'avait entrepris son oncle Léon X. Il ordonne rapidement la reprise des travaux dans la Chambre de Constantin, dont Raphaël avait eu le temps de concevoir le programme général et les dessins des deux premières scènes qui avaient été jalousement conservées par ses élèves et collaborateurs. Cela entraine le refus de la demande de Sebastiano del Piombo, soutenue par Michel-Ange, de s'occuper de la décoration de la pièce.
Les élèves de Raphaël, Giovan Francesco Penni et, surtout, Giulio Romano, considéré comme le véritable « héritier » du maître d'Urbino et qui, depuis 1521, cherche à faire une synthèse des œuvres monumentales de Raphaël, et Sebastiano del Piombo avec la Lapidation de saint Étienne, dans l'église de Santo Stefano à Gênes, occupent alors une place de choix dans la ville éternelle. La suprématie artistique de Giulio Romano prend fin en 1524 avec son départ définitif pour Mantoue. Enfin, Sebastiano del Piombo, après la mort de Raphaël, n'a plus de rival sur la scène romaine pour les portraits.
Le climat artistique sous Clément VII évolue progressivement vers un goût plus que jamais « archéologique ». L'antique est désormais une mode qui influence profondément la décoration, tant dans la renaissance des motifs que dans la recherche d'objets (statuaire en tête). Le tableau devient plus raffiné et élégant, s'éloignant progressivement du lourd héritage du dernier Raphaël et du plafond de la Chapelle Sixtine. De jeunes artistes comme Parmigianino et Rosso Fiorentino satisfont les goûts des clients les plus avant-gardistes, créant des œuvres d'une grande élégance formelle, dans lesquelles le naturalisme des formes, la mesurabilité de l'espace et la vraisemblance n'ont plus importance. Le vigoureux Christ mort de Rosso en est un exemple qui, partant du modèle de Michel-Ange (l'Ignudi), parvient à un corps du Christ sensuel, où seuls les symboles éparpillés ici et là permettent de qualifier la nature de l'œuvre de « religieuse », empêchant, par exemple, de nommer le tableau comme la représentation de la mort d'Adonis.

## Conséquences du sac de Rome
La catastrophe du sac de Rome frappe cette culture splendide et cosmopolite de l'époque clémentine au printemps 1527. Les conséquences sur le plan civil, politique, religieux et philosophique sont désastreuses. L'évènement est vécu comme la fin d'une époque et est lu comme un signe de l'avènement prochain de l'Antéchrist. Sur le plan artistique, il existe toutefois une diaspora d'artistes qui permet une diffusion des voies romaines. Le 6 mai, après l'assaut et après avoir porté dans la chapelle Sixtine, le corps du connétable de Bourbon tué d'une balle d'arquebuse, les lansquenets se jettent dans un pillage systématique. Ils raflent tout ce qui brille, recherchent les reliques, les tableaux, les statues, les pièces archéologiques, pour ensuite les revendre sur des marchés aux voleurs improvisés. Luthériens pour la plupart, ils lacèrent les tableaux « impies » et brisent les statues « démoniaques ». On trouve encore trace de leurs graffitis dans les Chambres de Raphaël et dans la Farnesina, tel ce « Got ab dy sela Bourbons » (Dieu ait l'âme de Bourbon) dans la chambre d'Heliodore.
Rome est désertée par ses artistes et ses lettrés. Le sac marque une rupture du point de vue artistique, non par l'ampleur des destructions, mais par des départs précipités de peintres et de sculpteurs qui choisissent des cités et des cours plus propices à leur travail. Au bout de quelques années, les artistes reviennent, comme Michel-Ange qui rentre de Florence, mais dont l'inspiration et le style se sont infléchis. Il apporte alors à la thématique traditionnelle du Jugement dernier, un souffle désespéré qui exprime son désarroi.

## Michel-Ange après le sac de Rome
Michel-Ange quitte Florence en septembre 1534 et s'installe à Rome où il reste jusqu'à la fin de sa vie, poussé par son aversion pour le nouveau gouvernement des Médicis, mais aussi par son amitié avec le jeune noble romain Tommaso Cavalieri rencontré en 1532. Clément VII meurt deux jours après son arrivée, mais le nouveau pape Paul III Farnèse est décidé à le faire travailler, admirant sincèrement l'artiste qui le lui rend bien.

### Peintures

#### LeJugement dernier

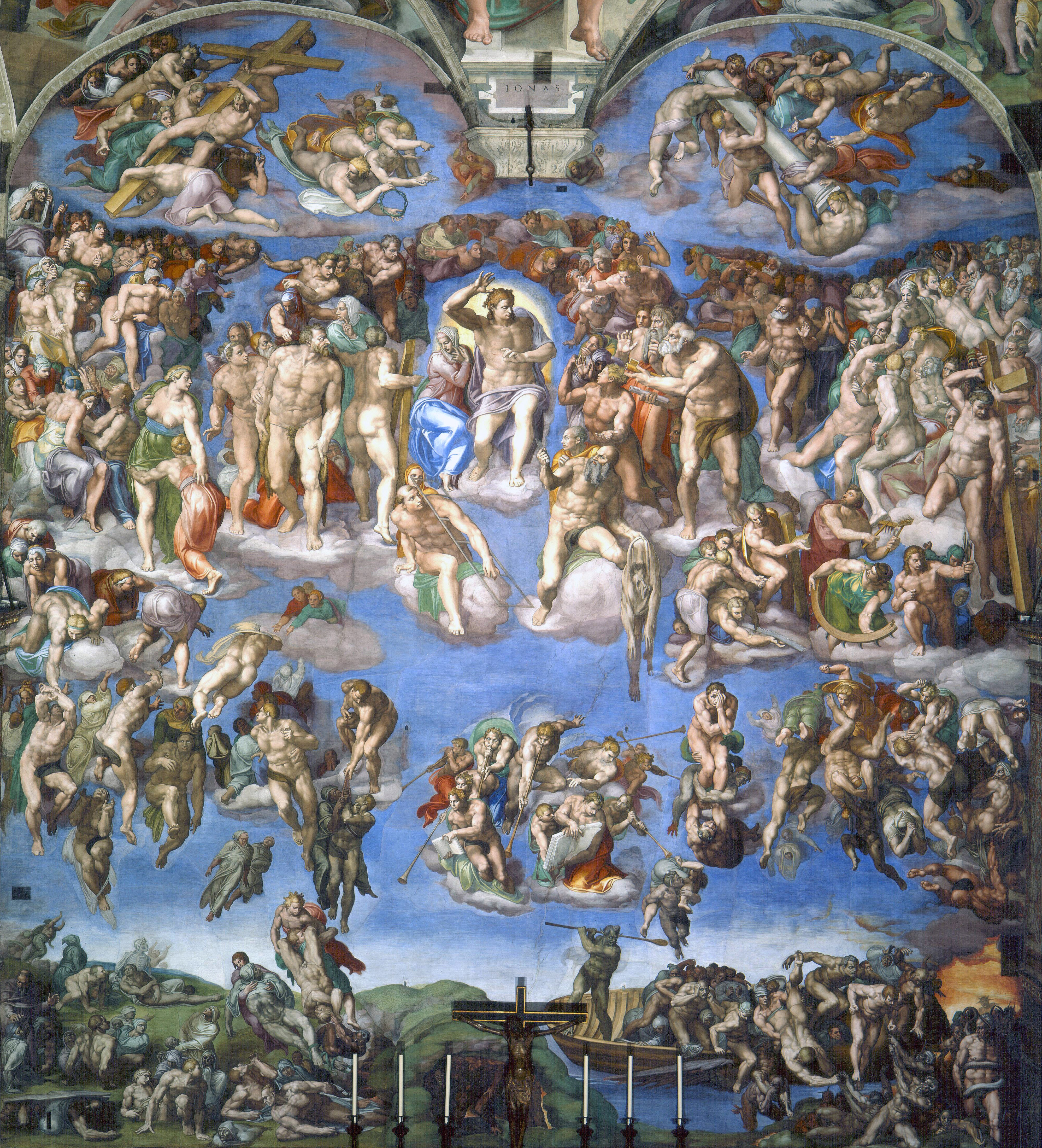
Le Jugement dernier (Michel-Ange).

En 1522, la Résurrection peinte par Ghirlandaio sur le mur d'entrée de la chapelle Sixtine est très abîmée, et en 1525, un incendie près de l'autel endommage sans doute les fresques du Pérugin. Clément VII a, semble-t-il l'idée de commander de nouvelles fresques à Michel-Ange pour ces deux murs, mais celui-ci demeure alors à Florence. Le projet d'un Résurrection du Christ semble évoluer ensuite vers une « résurrection de tous les chrétiens » pour se transformer en « Jugement dernier », correspondant bien à l'état d'esprit de Rome après le Sac, ressenti comme un jugement divin sur la ville et l'Église. Michel-Ange y abandonne l'ancienne iconographie marquée entre saints, anges, élus et damnés, pour une masse tourbillonnante de figures s'élevant vers le Jugement et tombant en enfer, où les saints se comportent en accusateurs plus qu'en adorateurs passifs. Œuvre d'actualité, la fresque est plongée dans l'atmosphère spirituelle du milieu du siècle et elle apporte une réponse individuelle à une question que Michel-Ange affronte sa vie durant : la toute-puissance inexorable de la volonté divine et le salut incompréhensible par la foi.
De tous les Jugements derniers précédents, seul celui de Luca Signorelli dans la chapelle San Brizio d'Orvieto approche le pathétique et la pénétration de celui de Michel-Ange. Signorelli avait compris que l'homme était plus inhumain et plus cruel que les diables imaginaires ; ses « damnés » sont humains, livides comme la chair pourrissante, mais pleins de l'énergie et de la violence que les hommes apportent à la torture de leurs semblables. Michel-Ange va plus loin en présentant des diables à forme humaine, grotesques et horribles, mais traités comme des hommes déformés par leurs vices et leurs péchés.
L'échafaudage est dressé en avril 1535. Il fallut un an pour préparer le mur en démolissant les peintures antérieures, les pilastres et la corniche et en murant les deux fenêtres. Michel-Ange lui donne une légère inclination en avant, 28 cm pour 16,5 m, afin, comme le rapporte Vasari, d'empêcher la poussière de se déposer sur la peinture. Il travaille du printemps 1535 à l'automne 1541 avec un seul assistant, employé principalement à la préparation des couleurs. L'inauguration officielle a lieu le 31 octobre 1541, vingt-neuf ans exactement après celle de la voûte.
L'impact est aussitôt énorme ; comme de nombreuses œuvres de Michel-Ange, il reflète les tendances stylistiques du moment en les résumant, et renforce, ou même anticipe, les idées contemporaines avec son style personnel. L'atmosphère et la palette sont plus sombres que pour la voûte, l'imagerie souligne l'importance du nu comme principal outil de la gamme d'expression. La scène est conçue comme une masse de figures en mouvement, s'élevant puis tombant, convoquées par le geste du Christ. La recherche de poses exprimant le mouvement et d'émotions inhérentes au sujet, l'isolement délibéré des figures, chacune prisonnière de son destin, et la concentration sur le nu comme seul moyen d'expression, encouragèrent d'autres artistes à créer des œuvres avec des nus dans des poses complexes en torsion où chaque figure est là pour produire un certain effet plus que pour s'inscrire dans un tout. Un fil conducteur relie les guerriers nus de la Bataille de Cascina, l'Adam et les Ignudi de la voûte, les Moments de la journée des tombeaux des Médicis, le Christ ressuscité de Santa Maria sopra Minerva à Rome qui date de la même époque que la chapelle Médicis, et le Jugement dernier. Cette évolution, mêlée aux influences de Raphaël et de l'art antique tardif, émerge chez d'autres peintres comme Vasari et Salviati qui se concentrent sur la figura serpentinata très admirée, devenant presque l'élément principal de leurs œuvres, et souvent le plus frappant. Le Jugement dernier de Michel-Ange est quasi la dernière œuvre sur ce thème.

#### Fresques de la chapelle Pauline
Paul III commande à Michel-Ange les deux fresques de la chapelle Pauline qu'il fait construire de 1537 à 1539, une pour chaque mur de part et d'autre de l'autel. Il exécute la Conversion de saint Paul en premier, de l'automne 1542 à l'été 1545, puis la Crucifixion de saint Pierre de mars 1546 à 1550, alors qu'âgé de 64 ans, il est déjà surchargé par le travail de la basilique Saint-Pierre. La Conversion explose littéralement quand la Crucifixion a un rythme lent et pesant. À cette époque, Vittoria Colonna est la figure centrale de la vie spirituelle de l'artiste et incarne pour lui la perfection féminine. Elle appartient à un groupe de penseurs qui se réunit pour étudier les Epîtres de Paul, prônant une réforme de l'Église et imprégnés de doctrines plus tard associées au protestantisme. Leur croyance en la suprématie de la foi comme moyen de salut entrainera l'accusation d'hérésie pour certains d'entre eux. Michel-Ange exécute de nombreux dessins pour Vittoria Colonna. Son intelligence et la profondeur de son sentiment religieux sont tels qu'elle exerce sur lui une influence considérable, l'amenant à une piété réfléchie. Le sujet de la fresque de saint Pierre est à l'origine le « Don des clés », aucun document officiel n'indique que le changement est dû à la volonté du pape et a pu être modifié par Michel-Ange lui-même. Les deux fresques ne sont pas appariées comme prévu au départ. Elles expriment la puissance de la foi : dans la Conversion, la force irrésistible qui peut mener, par une suite de souffrances et d'efforts, au martyre ; dans la Crucifixion, moment du martyre, l'apogée et l'épreuve de la foi. Avec la chapelle pauline, la Renaissance italienne renonce à sa gloire physique pour réaffirmer l'importance de la question spirituelle.

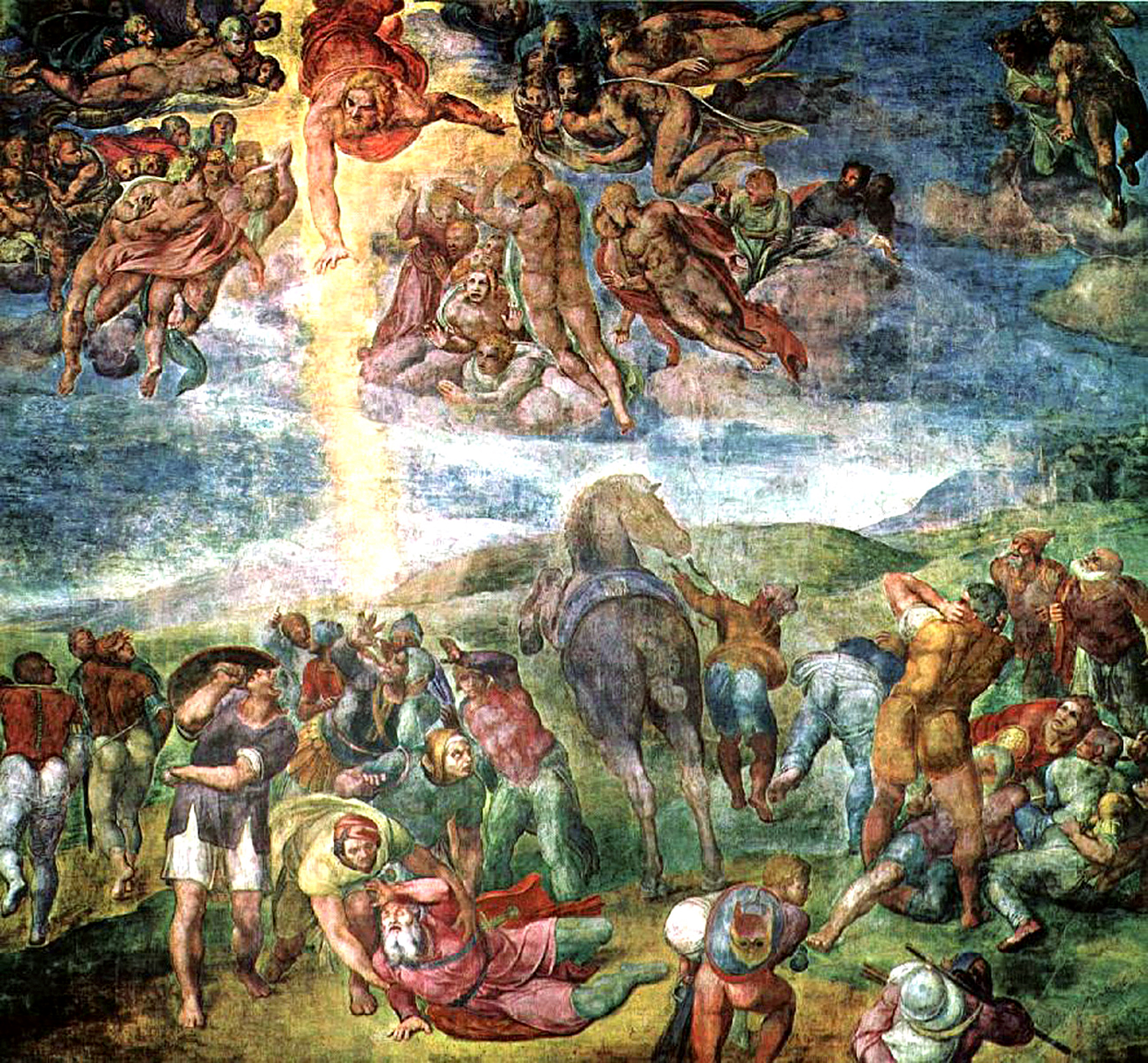
La Conversion de saint Paul. Paroi de gauche.
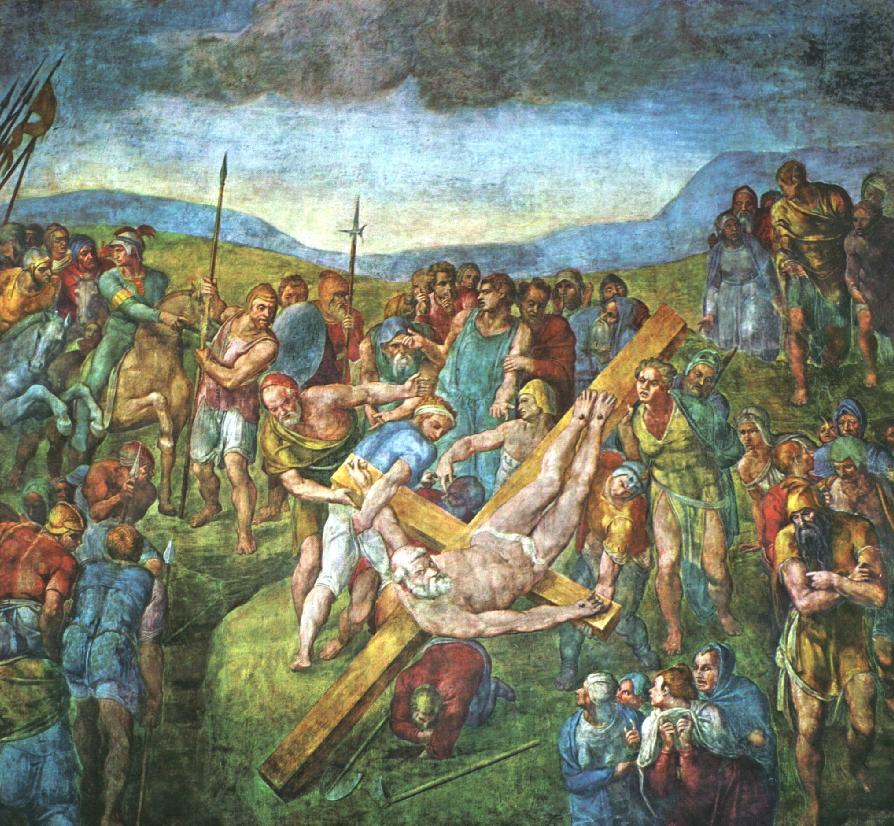
Le Martyre de saint Pierre. Paroi de droite.

### Sculpture

#### DernièresPietà

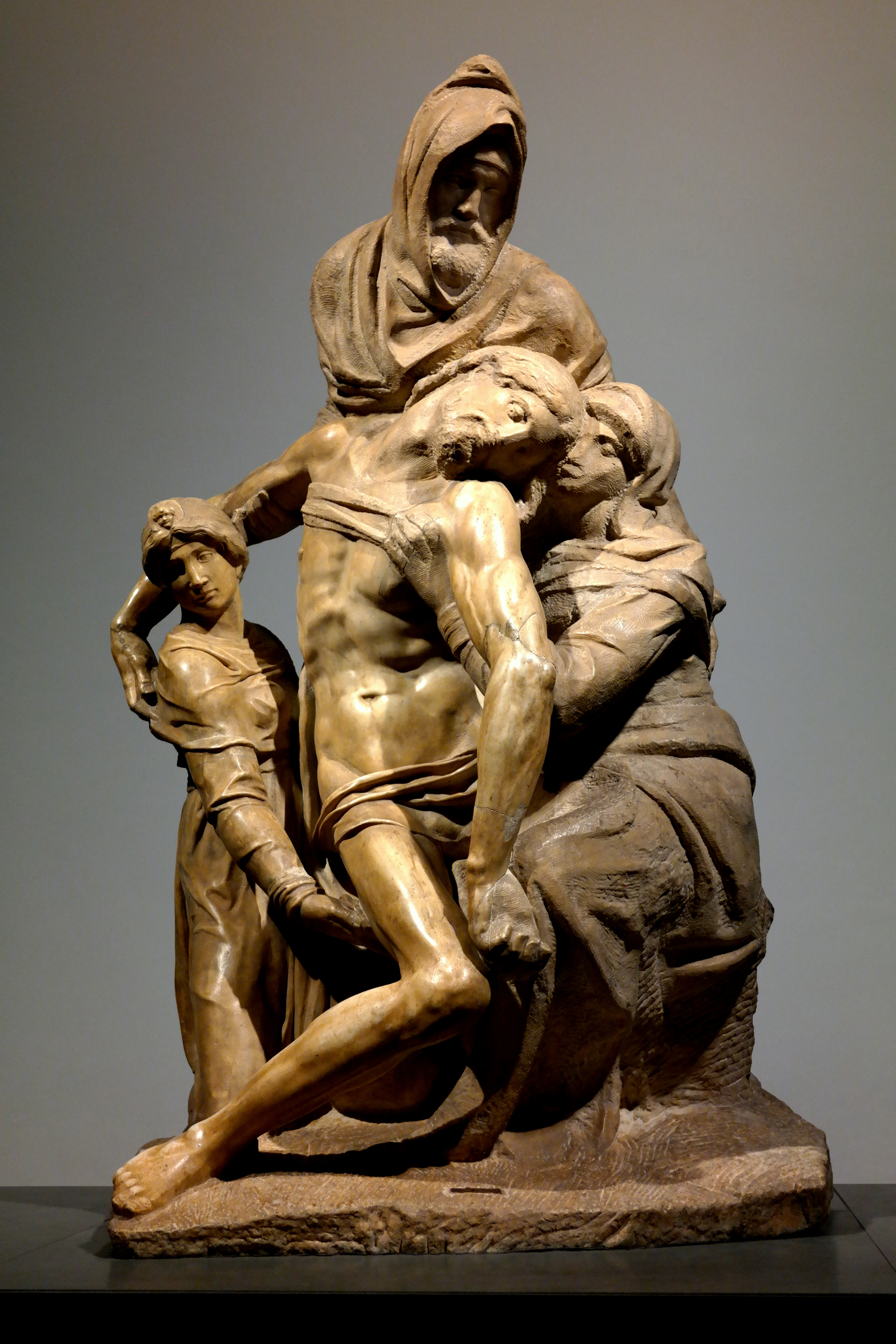
Florence - Musée de l'Opera del Duomo, Pietà Bandini.

Les deux dernières Pietà de Michel-Ange, qui reflètent la pensée religieuse de l'artiste, demeurent inachevées à sa mort en février 1564. Elles expriment l'idée de Dieu fait homme et triomphant, non par la majesté ou la puissance divine, mais par l'acceptation de la souffrance et du sacrifice, conditions accessibles à l'homme pour permettre son union avec Dieu. Dans la Pietà Bandini où le Christ est soutenu par la Vierge et Joseph d'Arimathie ; les traits de Joseph sont ceux de Michel-Ange qui incarne l'humanité pour qui le sacrifice eut lieu et sur laquelle se lamente Madeleine. La Pietà Rondanini exprime un pathétique extrême, renforcé par son inachèvement Par les formes et les émotions exprimées par ces dernières œuvres, Michel-Ange se rapproche des dernières chaires de Donatello et sera rejoint dans l'expression du silence par Titien, Rembrandt et Cézanne dans leur vieillesse.

#### Tombeau deJulesII(fin)
De nouveaux contrats furent signés avec les della Rovere en 1532 et 1542. Une version mutilée du plan original est érigée en 1545 à Saint-Pierre-aux-Liens, église dont Jules II était titulaire. Le projet, combinant classicisme impérial et gothique, est remplacé par une reprise du tombeau traditionnel florentin. Seul le Moïse titanesque, rescapé du contrat de 1515, donne une idée de la splendeur du plan original. Avec la réduction du projet, il est le seul avec une Lela et une Rachel symbolisant la vie active et la vie contemplative, à trouver une place sur le monument. Au niveau supérieur, une effigie du pape allongé et une Vierge à l'Enfant encadrée par un prophète et une sibylle, sont exécutés par des élèves et des assistants.

### Architecture
.L'architecture de Michel-Ange s'apparente à la sculpture : il modèle les ensembles comme des statues dégagées et les éléments comme les membres ou les traits d'une figure. Tout élément contribue à l'enrichissement de la surface et aux contrastes de vide et de plein, d'ombre et de lumière. Il est toujours inventif, dans la conception, les détails, le sens des proportions. Il crée ainsi un nouveau vocabulaire de formes architecturales qui influence ses contemporains et ses successeurs, mais aussi l'art baroque.

#### Basilique Saint-Pierre

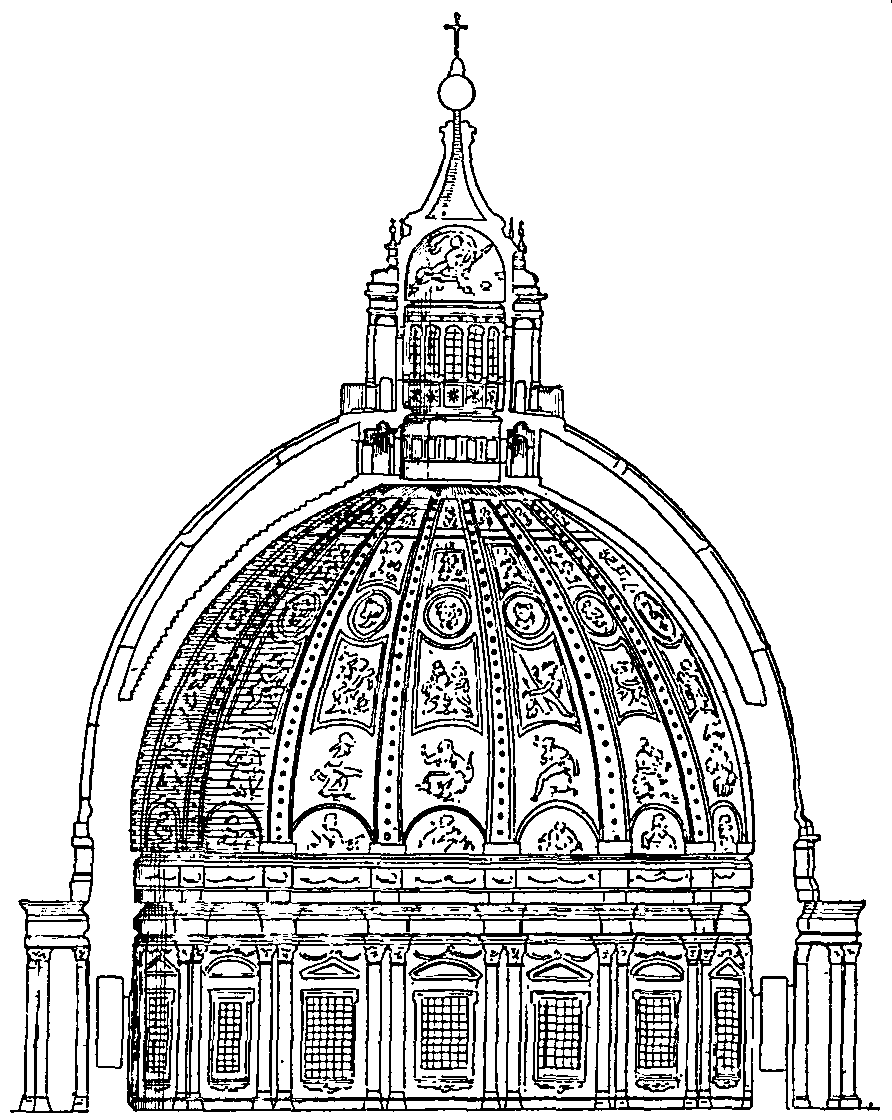
Dôme de la basilique Saint-Pierre

Antonio da Sangallo est nommé architecte en chef du projet de la basilique Saint-Pierre à la mort de Raphaël en 1520. Il revient au plan central dans une forme condensée et ajoute un grand vestibule devant abriter la loggia de bénédiction. La maquette du projet est un condensé de toutes les formes connues : arcades, colonnades, fenêtres à frontons divers, ordres de pilastres, dôme énorme avec tambour à niveaux multiples, coupoles plus petites, lanternes, tours, vide au centre pour la loggia, profil étiré et irrégulier. Quand Michel-Ange lui succède en janvier 1547, après sa mort, il redessine la basilique, reprochant au plan de Sangallo d'être sombre à l'intérieur et inutilement coûteux. Il propose de revenir à un plan central. L'espace intérieur est conçu de façon à délimiter le carré de base, tandis que les absides et les espaces clos secondaires les encadrant, doivent, de l'extérieur, créer les modulations nécessaires pour animer le grand entablement et les diverses tailles des travées des pilastres géants. La masse de l'édifice forme un podium intéressant et essentiel pour permettre l'édification du dôme. L'ensemble devait en effet être surmonté d'un dôme hémisphérique, ceint au tambour supérieur de paires de colonnes encadrant des fenêtres à fronton. Michel-Ange cherche, comme à son habitude, à créer des formes et des combinaisons nouvelles en s'inspirant de l'architecture classique, mais en l'adaptant aux objectifs modernes.
L'étayage de sa coupole massive est l'une des principales préoccupations du Florentin. Il a l'exemple du Panthéon au dôme hémisphérique de 43 m de diamètre, apparemment sans contreforts, et connait la coupole de Brunelleschi à la cathédrale de Florence, octogonale, en ogive et renforcée en bas par les lobes du chœur, les transepts et les exèdres entre ceux-ci. Il pense que des contreforts visibles constitueraient une régression, vision partagée par tous les architectes de la basilique à l'exception de Sangallo. Le dôme est in fine porté par les piliers géants qui reçoivent un soutien considérable des structures sur lesquels ils s'appuient.
Michel-Ange réalise presque entièrement les façades nord et sud. À sa mort, l'abside ouest est à peine commencée et le dôme a tout juste atteint le haut du tambour.

#### Capitole

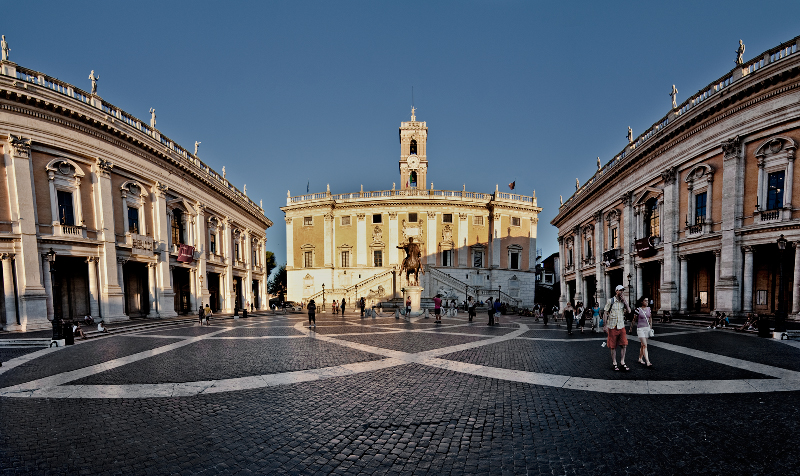
Panoramique de la Place du Capitole.

Avant les travaux entrepris par Paul III en 1537, presque rien n'a été fait pour doter la Rome laïque d'un centre civique, contrairement à de nombreuses villes italiennes. Le siège du gouvernement se trouve dans les faits au Vatican, les sénateurs étant de simples hommes de paille. Le Sénat alors est érigé sur les ruines antiques du tabularium et la statue équestre de Marc-Aurèle est déplacée du Latran. Tous deux sont tournés non pas vers le Forum, mais vers le terrain vague qui s'étend devant la Rome moderne.
Michel-Ange est intégré au projet à partir de 1547, ne voulant pas collaborer jusqu'à cette date avec le « clan » Sangallo. Ses plans comportent une façade à ordre pour le Sénat, un palais au nord et un au sud, un grand escalier montant de la piazza et un pavage au dessin soigné, semblable à une étoile avec trois pointes plus marquées dirigées vers les principales issues de la place. Le palais des Conservateurs au sud et celui du Capitole au nord sont placés de sorte que la place se rétrécit vers l'escalier, renforçant ainsi l'aspect clos de l'espace. Le Sénat actuel doit au plan initial de Michel-Ange son ordre colossal et le niveau inférieur traité comme un sous-sol contre lequel fut placé le double escalier monumental. Il conçoit pour le palais des Conservateurs une façade à ordre colossal supportant un entablement et une corniche imposante avec une balustrade.
À sa mort, le Capitole, comme Saint-Pierre, est achevé par Giacomo della Porta qui modifie l'escalier en supprimant le portique au sommet et termine la façade à son idée en perçant la fenêtre centrale du palais des Conservateurs et en plaçant au-dessus un fronton triangulaire serré entre les pilastres qui l'encadrent. Il remplace le dessin du pavage par un banal motif de rayons, aujourd'hui remplacé par le motif en étoile de Michel-Ange.

#### Palais Farnèse

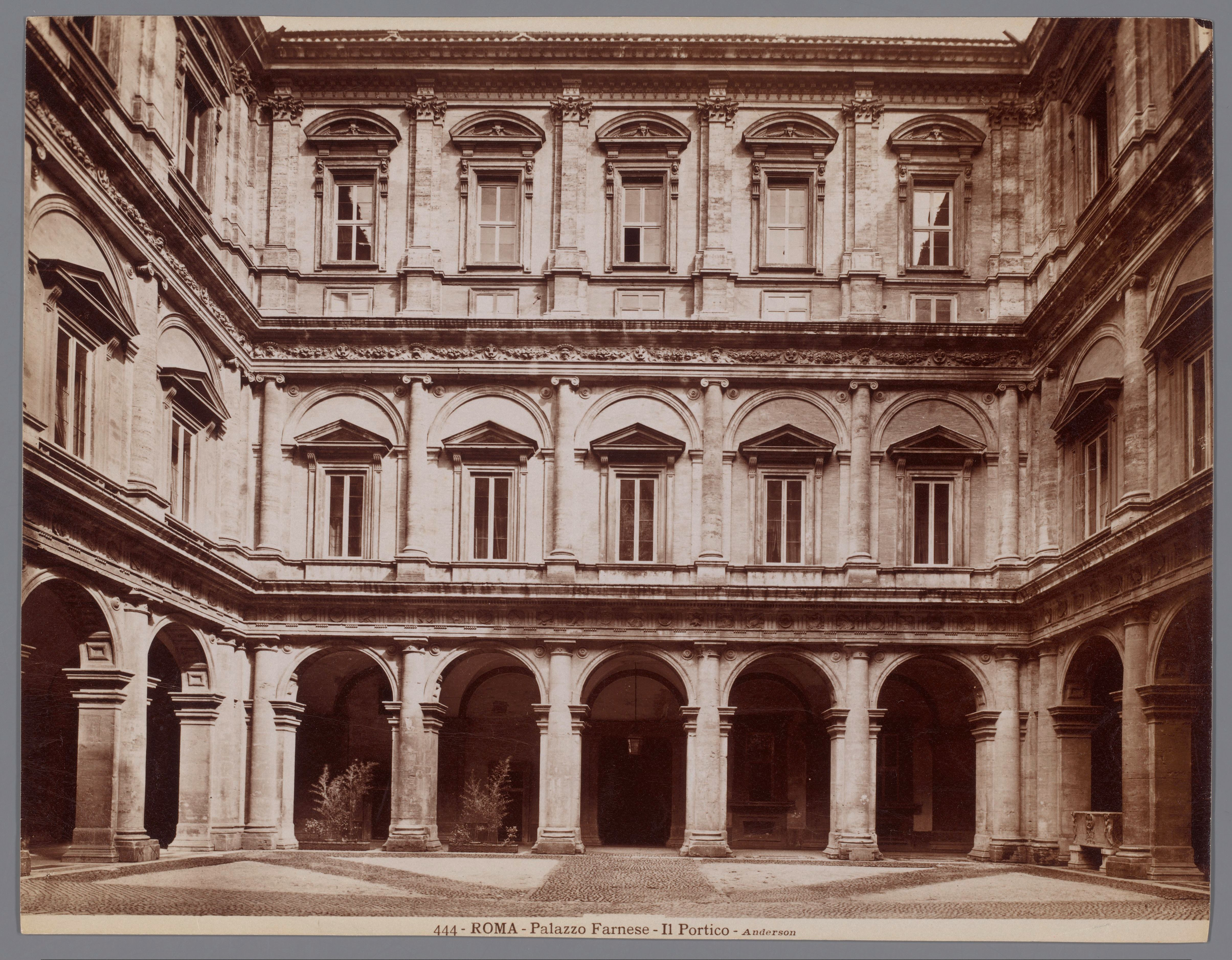
Portique du palais Farnèse.

En 1545, Michel-Ange remporte le concours pour le plan de la corniche du palais Farnèse, palais le plus grandiose de Rome à cette époque, humiliant l'architecte du bâtiment, Antonio da Sangallo le Jeune. Il termine le palais à la mort de ce dernier en 1546. Pour que la corniche soit proportionnée à la masse de l'édifice sans paraître écraser l'étage supérieur, Michel-Ange imagine de rehausser le dernier niveau. Ainsi la corniche placée bien au-dessus- des frontons des fenêtres, semble flotter sur l'ensemble. Il conçoit aussi l'étage supérieur sur cour beaucoup plus haut que les arcades du premier étage et introduit des niveaux complexes sur les pilastres des ordres et sur les éléments d'encadrement des fenêtres. L'étage, très décoratif, diffère de l'aspect massif et sobre des arcades inférieures avec leurs fenêtres aux frontons simples. Il redessine aussi la grande fenêtre de la façade qui parait plus large, serrée entre les colonnes qui l'encadrent. Il perpétue dans son premier monument romain la richesse et la complexité des niveaux et des moulages de la chapelle Médicis de Florence.

#### Santa Maria degli Angeli
Santa Maria degli Angeli, couvent de chartreux, est construite en 1561 à partir du tepidarium des thermes de Dioclétien. Il ne reste plus de l'édifice conçu par Michel-Ange après la reconstruction de Luigi Vanvitelli en 1749, que la forme générale, l'articulation des énormes colonnes antiques et la majesté des voûtes romaines d'origine qu'il répara.

#### Chapelle funéraire des cardinaux Sforza à Sainte-Marie-Majeure
Avec la chapelle funéraire des cardinaux Sforza à Sainte-Marie-Majeure, Michel-Ange essaie une dernière fois d'interpréter les volumes. Une voûte en quatre parties s'élève au-dessus de l'espace central, des dômes absidaux à nervures au-dessus des niches peu profondes des tombes et une voûte en berceau semi-circulaire au-dessus de l'autel. La cohérence visuelle de ces espaces disparates est obtenue grâce aux angles protubérants avec d'énormes colonnes. L'intérieur est exécuté en plâtre brut et travertin, matériaux généralement réservés à l'extérieur.

## Architecture après le sac de Rome

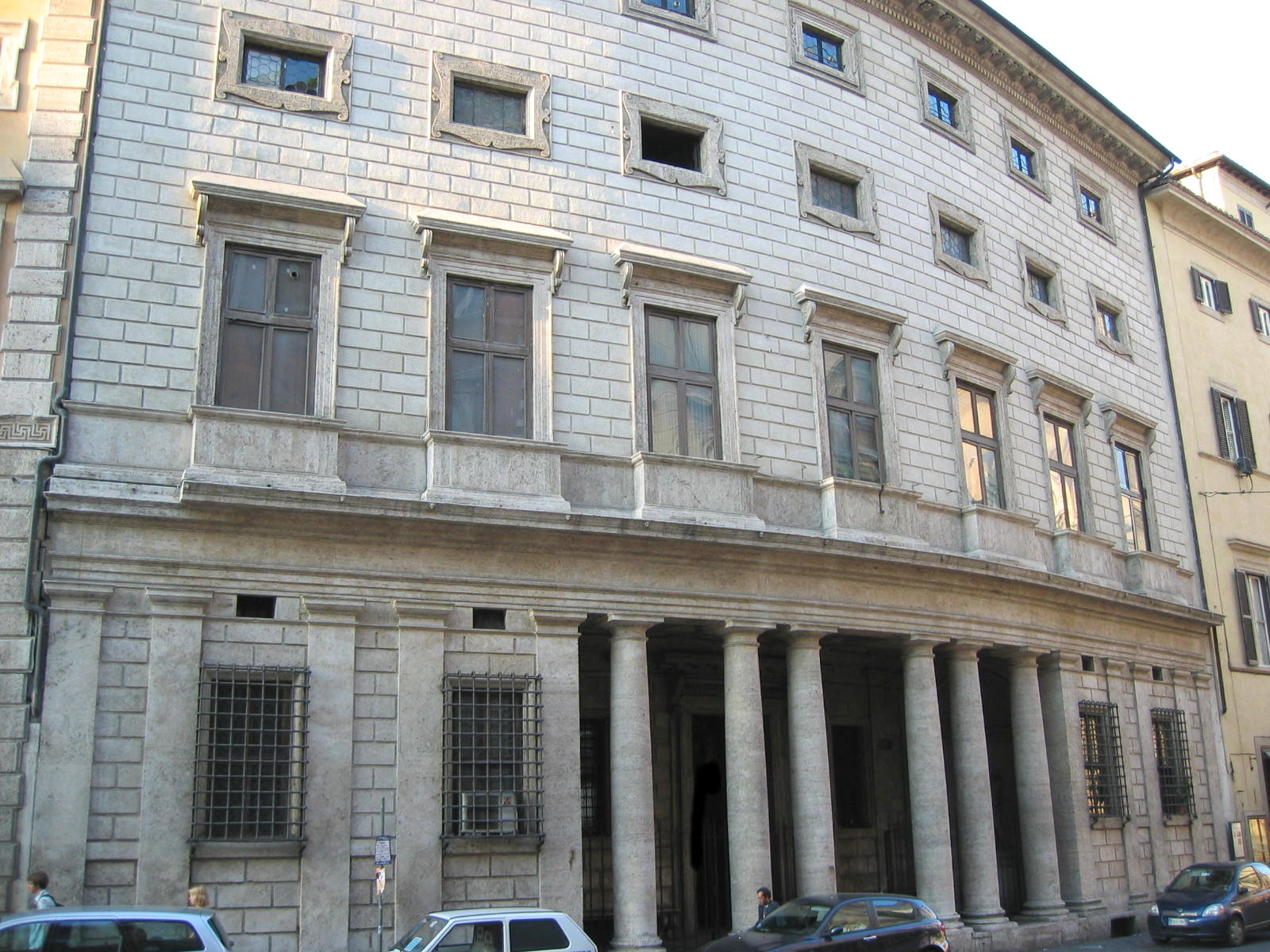
Palazzo Massimo.

Jacopo Barozzi dit il Vignola rassemble tous les apports et toutes les règles adoptées depuis Brunelleschi et Alberti. Son ouvrage théorique, Règle des cinq ordres architecturaux (1562) deviendra la grammaire obligée de tous les architectes jusqu'au XIXe siècle. Ses innombrables éditions répandirent partout en Europe la vision académique de l'architecture de l'Antiquité, de Bramante et de la Renaissance. Ses réalisations romaines, plus encore l'église Sainte-Anne-des-Palefreniers que le Gesù, initient le baroque.
Les palais se multiplient le long de nouvelles percées comme le palais Altemps, le palais Spada, le palais Cenci, le palais Massimo alle Colonne… et le palais du Quirinal qui est commencé en 1574. Les villas cernées par des jardins et des parcs se multiplient. La villa Médicis est commencée en 1540 sur la colline du Pincio. Elle annonce la villa Borghèse conçue et dessinée par le cardinal Scipion Borghèse en 1605. La villa Giulia est l'œuvre conjointe de Vignole, Vasari, Ammanatti, auteur des sculptures et du plan du jardin et Michel-Ange. Elle devient vite un étonnant dépôt de statues antiques prélevées ou achetées par son propriétaire, le pape Jules III.
Peruzzi, qui avait quitté la ville lors du Sac, retrouve son titre de codirecteur des travaux de Saint-Pierre en 1530 et rentre définitivement à Rome en 1535, avant d'y mourir l'année suivante. Il dessine le palais Massimo alle Colonne pour des frères qui veulent des maisons séparées sur un même terrain. La façade est la première à se plier aux exigences topographiques au point de suivre la courbe de la rue.

## Maniérisme et peinture après le sac de Rome
En peinture et en sculpture, l'orientation est désormais au maniérisme, mot qui apparait chez les historiens de l'art à la fin du XVIIIe siècle. Vasari parle pour l'art des artistes renaissants de « gran maniera » ou encore de « maniera moderna ». Le Maniérisme est à la recherche d'un style élégant et virtuose qui syncrétise les apports de la génération précédente. Dans le milieu romain, ses premières manifestations sont étroitement liées à une mise en rapport plus étroit de l'œuvre et de son contexte historique et social, comme dans l'Allocution de Constantin peint par Giulio Romano entre 1520 et 1524,dans la Chambre de Constantin du Vatican. Il s'agit alors d'un art engagé, au service d'une cause précise, en prise directe avec la réalité historique.
De 1549 à 1563, le peintre florentin Francesco Salviati travaille à la salle des Fastes Farnèse du palais romain de la famille Farnèse, dont les membres sont représentés dans la paix et dans la guerre, exaltés comme chefs militaires et religieux. La peinture explicite historiquement et narrativement les prétentions des Farnèse à la grandeur. L'histoire, le mythe et l'allégorie se mêlent selon une technique de la persuasion bien dominée, Salvaiti jouant également de la capacité qu'a la peinture de représenter toutes les formes d'art : architecture, sculpture, peinture, tapisseries.

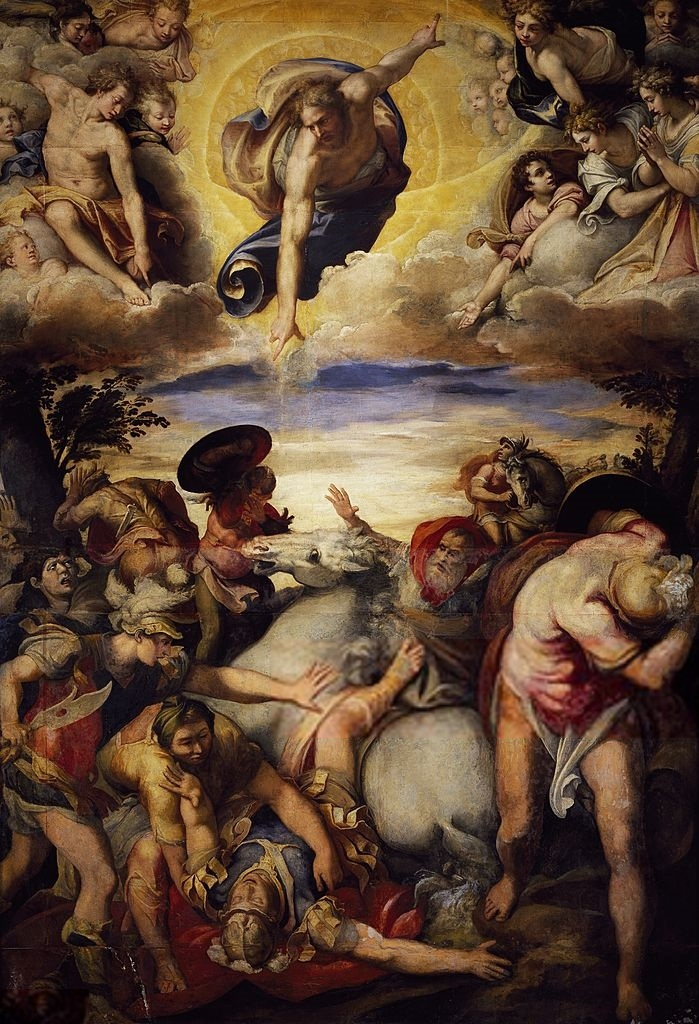
Taddeo Zuccari, Conversion de saint Paul, San Marcello al Corso, 1564–1566.

Taddeo Zuccaro peint vers 1561, la Conversion de saint Paul, tableau d'autel de la chapelle Frangipane à San Marcello al Corso, hommage évident à Michel-Ange. Mais l'esprit est très différent ; la perturbation physique y a une orientation morale très claire. Zuccaro propose une version descriptive du Maniérisme qui pourrait être une réponse à l'atmosphère plus grave que la Contre-réforme commence tout juste d'installer à Rome, en même temps que l'on y constate la volonté de réorienter le style à partir des leçons classiques des années 1520.
La Déposition, peinte par Daniele da Volterra pour l'église Trinité-des-Monts en 1541-1545, est l'une des expressions les plus réussies du michélangelisme sombre qui se développe à Rome vers le milieu du siècle.
L'Idée, fresque peinte par Federico Zuccari dans la bibliothèque Hertziana de son palais, constitue une des synthèses les plus complexes qui aient été tentées entre les conceptions aristotéliciennes et néoplatoniciennes de la création artistique, faisant éclater au grand jour la divinisation latente de l'activité créatrice. Pour le Maniérisme, l'ariste crée des mondes et les arts du Disegno instaurent à la fois l'ère de la « loi » du style et de sa « grâce ».
L'oratoire de Saint-Jean-Décapité, décoré autour de 1540 par les Florentins romanisés qui affluent dans la cité sous l'impulsion de Paul III, est un exemple de la peinture d'oratoires qui se répand en Italie dans les années 1540 et est caractéristique de l'évolution du Maniérisme comme l'expression d'un sentiment religieux vivant, intimement lié aux circonstances mêmes de la vie sociale du Cinquecento.